# Suiza
Suiza (en alemán: Schweiz; en francés: Suisse; en italiano: Svizzera; en romanche: Svizra), oficialmente la Confederación Suiza (en alemán: Schweizerische Eidgenossenschaft; en italiano: Confederazione Svizzera; en francés: Confédération suisse; en romanche: Confederaziun svizra), es un país sin salida al mar ubicado en Europa central y que cuenta con una población de 8 670 000 habitantes (2018). Suiza es un Estado federal con 26 estados, llamados cantones y cuenta con cuatro idiomas oficiales: alemán, francés, italiano y romanche. Berna es llamada ciudad federal (no capital) y es la sede de las autoridades federales, mientras que el sector privado del país está más desarrollado en las ciudades de Zúrich, Basilea y Ginebra. Suiza es el cuarto país más rico del mundo, según su PIB per cápita, con 83 718 dólares estadounidenses (2011).
Limita al norte con Alemania, al oeste con Francia, al sur con Italia y al este con Austria y Liechtenstein. Se caracteriza diplomáticamente por su política de relaciones exteriores neutral, sin haber participado o estado activamente en ningún conflicto internacional desde 1815. Suiza es sede de numerosas organizaciones internacionales, como la Cruz Roja, la Organización Mundial del Comercio, la Unión Postal Universal, la Unión Internacional de Telecomunicaciones, la Organización Mundial del Movimiento Scout, así como una de las dos oficinas de la ONU en Europa y de agencias especializadas de esta institución tales como la Organización Internacional del Trabajo o la Organización Mundial de la Salud. A su vez, es sede de la FIFA, máximo organismo del fútbol a escala mundial, y de la UEFA, mayor ente del fútbol europeo; también es sede del COI, máximo organismo encargado de la realización de los Juegos Olímpicos y de la FIDE, máximo organismo del ajedrez en el ámbito mundial; en sincronía con los anteriores entes, alberga al Tribunal de Arbitraje Deportivo.
Es miembro de la Asociación Europea de Libre Comercio (que actualmente comprende 4 países) y forma parte del espacio Schengen. Aunque no es Estado miembro de la Unión Europea (UE) ni de la eurozona, participa en el Mercado Único Europeo a través de acuerdos bilaterales con la UE.
Suiza es uno de los países más desarrollados del mundo. Por su política de neutralidad, el país alberga gran cantidad de inmigrantes provenientes de naciones de varios continentes, por lo que es considerado como uno de los países europeos con mayor diversidad cultural. Suiza es conocida internacionalmente por su turismo de montaña y por sus relojes, chocolates, navajas, bancos, ferrocarriles y quesos. Zúrich, Ginebra y Basilea han sido clasificadas entre las diez mejores ciudades del mundo en términos de calidad de vida.
La fecha de creación de Suiza como Estado propio se ha fijado en el 1 de agosto de 1291, de acuerdo con la tradición. Debido a este motivo, cada año se celebra la fiesta nacional el 1 de agosto.

## Etimología
El nombre Suiza (previamente escrito «Suiça») proviene de Schwyz, nombre de uno de los cantones de Waldstätten que conformaron el núcleo de la Antigua Confederación Suiza. El topónimo del cantón data del año 972 y procede quizá del antiguo alto alemán Suittes, emparentado con el verbo swedan que significa «quemar, chamuscar» (afín al islandés svíða, danés y sueco svide «chamuscar»), haciendo referencia a la tala y quema mediante el cual se quema una zona boscosa para construir algunas viviendas en la zona (artiga). El uso del nombre fue esta área que se extendió para denominar a todo el cantón, y después de la guerra de Suabia en 1499 gradualmente se utilizó para nombrar a toda la confederación. El nombre en alemán de Suiza para el país, Schwiiz, es homónimo al del cantón y su capital, por lo que para distinguirse se emplea un artículo determinado en d'Schwiiz para referirse al país y la forma simple Schwiiz para el cantón y la ciudad.
El antiguo nombre del país, Helvetia, deriva de la palabra Helvetii, una tribu celta que habitaba en la meseta suiza antes de la época galorromana. La primera mención del nombre Helvetii data del año 300 a. C. Los nombres del neolatín «Confoederatio Helvetica» o «Helvetia» fueron introducidos cuando Suiza se convirtió en un Estado federal en 1848, remontándose a la República Helvética.

## Historia

### Historia temprana
Los vestigios humanos más antiguos que existen datan de hace ciento cincuenta mil años aproximadamente. Asimismo, las herramientas de agricultura más antiguas fueron halladas en Gächlingen y se estima que datan del 5300 a. C.
Las tribus más antiguas conocidas en esa zona pertenecen a las culturas Hallstatt y La Tène, llamada así debido al sitio arqueológico de La Tène, ubicado al norte del lago de Neuchâtel. La cultura de La Tène floreció a finales de la Edad de Hierro, alrededor del 450 a. C., posiblemente bajo influencia de las civilizaciones griega y etrusca. Uno de los más importantes grupos étnicos de la región fueron los helvecios. En el 58 a. C., las fuerzas de Julio César derrotaron a los helvecios en la batalla de Bibracte. En el año 15 a. C., Tiberio, quien más tarde sería emperador de Roma, y Druso el Mayor conquistaron los Alpes, integrándolos al creciente Imperio romano. La región ocupada por los helvecios, de donde proviene el nombre Confoederatio Helvetica, pasó a formar parte de la provincia romana de Galia Bélgica y más tarde de la provincia Germania Superior, mientras que la porción oriental de la Suiza moderna estuvo integrada en la provincia romana de Recia.

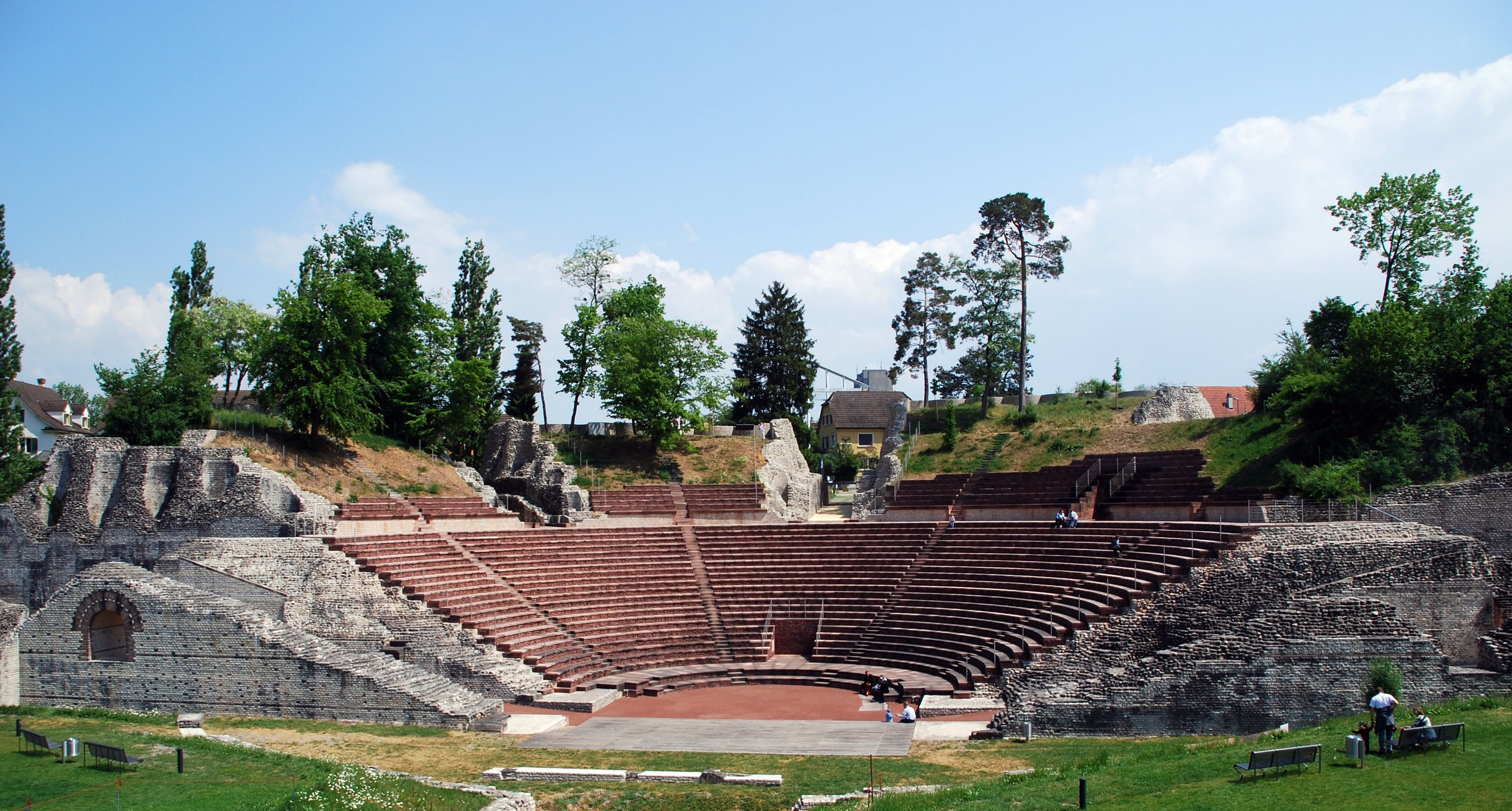
Fundada en 44 a. C., Augusta Raurica (Basilea) fue el primer asentamiento romano en el Rin y hoy en día es uno de los sitios arqueológicos más importantes de Suiza.

En la Alta Edad Media, la parte occidental de la actual Suiza formó parte del Reino de Borgoña desde el siglo IV. Los alamanes se establecieron en la meseta suiza en el siglo V y en los valles de los Alpes en el siglo VIII, formando Alamania y quedando el actual territorio de Suiza dividido entre los reinos de Borgoña y de Alamania. En el siglo VI, la región entera pasó a formar parte del Imperio franco tras la victoria de Clodoveo I sobre los alamanes en la batalla de Tolbiac (496). Posteriormente los francos también dominarían a los burgundios.
Entre los siglos VI y VIII Suiza continuó bajo la hegemonía franca (las dinastías merovingia y carolingia). En 843, tras alcanzar su máxima extensión bajo el reinado de Carlomagno, el imperio franco fue dividido en el Tratado de Verdún. El territorio de la actual Suiza fue repartido entre Francia Oriental y Francia Media hasta que fue unificada por el Sacro Imperio Romano Germánico en el siglo XI.
Para el año 1200, la meseta suiza pertenecía a los dominios de las casas de Saboya, Zähringer, Habsburgo y Kyburg. Algunas regiones (Uri, Schwyz y Unterwalden, después conocidas en conjunto como Waldstätten) fueron anexadas como inmediaciones imperiales para garantizar el control del imperio sobre los puertos de montaña. Cuando la dinastía Kyburg cayó en 1264, los Habsburgo extendieron sus territorios al este de la meseta suiza durante el reinado de Rodolfo I, que fue emperador del Sacro Imperio en 1273.

### Antigua Confederación Suiza

Los dominios de las casas que existieron alrededor del año 1200:
Saboya
Zähringer
Habsburgo
Kyburg

La Antigua Confederación Suiza fue una alianza entre las comunidades de los valles centrales de los Alpes. La Confederación facilitó el desarrollo de varios intereses comunes (libre comercio) y aseguró la paz en las principales rutas mercantiles en las montañas. La Carta Federal de 1291, firmada por las comunidades rurales de Uri, Schwyz y Unterwalden, es considerada el documento que sentó las bases para la fundación de la confederación, aunque es probable que alianzas similares ya hubiesen existido desde décadas anteriores.

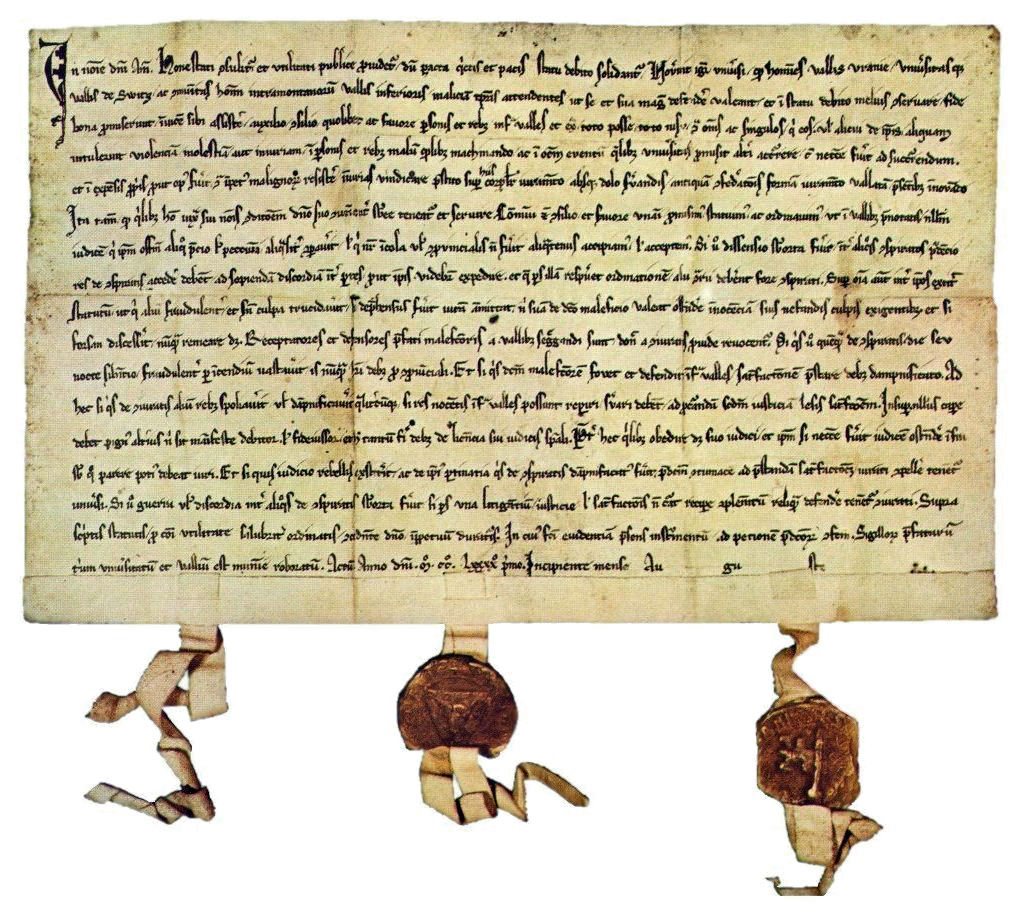
Carta federal de 1291.

En 1353, los tres cantones originales se habían unido con los cantones de Glaris y Zug y con las ciudades-Estado de Lucerna, Zúrich y Berna para formar la Antigua Confederación de los ocho cantones que existió hasta finales del siglo XV. La expansión territorial ayudó a incrementar el poder y la riqueza de la confederación. En 1460, los confederados controlaban gran parte de los territorios al sur y oeste del río Rin hasta la cordillera de los Alpes. En 1499 la victoria de Suiza sobre la Liga de Suabia y la casa de Habsburgo en la guerra de Suabia dio como resultado una independencia de facto del Sacro Imperio.
La Antigua Confederación Suiza había adquirido una reputación de invencible durante estas guerras, pero la expansión de la Confederación sufrió un revés en 1515, con la derrota en la batalla de Marignano. Esto marcó el fin de la llamada época «heroica» de la historia de Suiza. El éxito de la Reforma de Ulrico Zuinglio en algunos cantones llevó a varias guerras internas en el país entre 1529 y 1531, las guerras de Kappel (Kappeler Kriege). Ya en 1648, más de un siglo después de estas contiendas, Johann Rudolf Wettstein, como enviado de la Confederación Suiza, consiguió mediante hábiles negociaciones que las potencias firmantes del Tratado de Westfalia reconocieran oficialmente la independencia de Suiza con respecto al Sacro Imperio Romano Germánico y su neutralidad en las guerras (Ancien Régime).
Los siglos XVI y XVII estuvieron caracterizados por el creciente autoritarismo de las familias gobernantes. En 1653, esta situación, combinada con la crisis financiera traída por la guerra de los Treinta Años, produjo el estallido de la guerra campesina suiza de 1653. Sumado a esto, permanecía el conflicto religioso entre los cantones católicos y los cantones protestantes, que entre 1656 y 1712 llevaron a violentos enfrentamientos, como la batalla de Villmergen.

### Era napoleónica

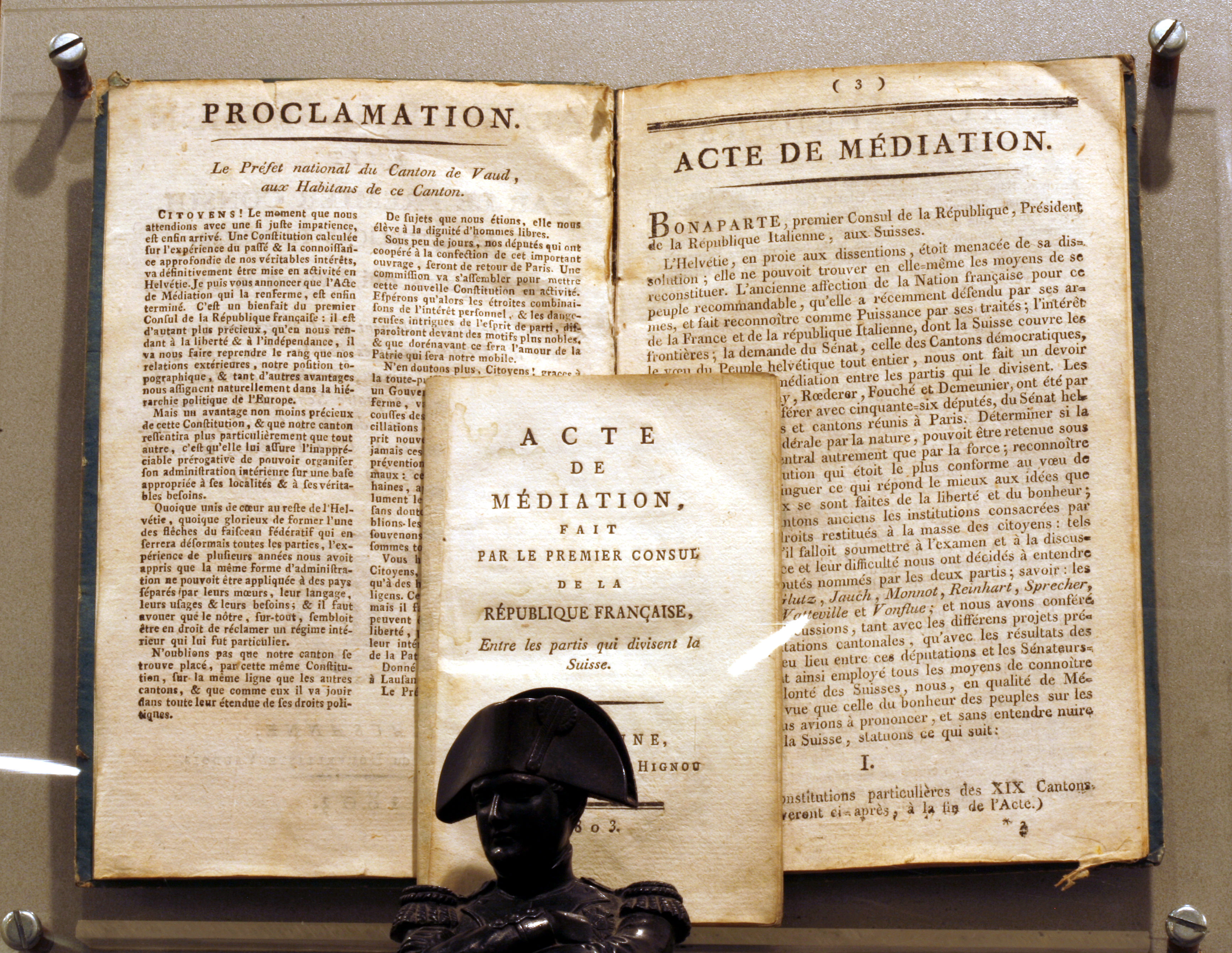
El Acta de Mediación fue el intento de Napoleón para obtener un compromiso con el Antiguo Régimen.

En 1798, las fuerzas de la Revolución francesa conquistaron Suiza e impusieron una nueva constitución. Esta constitución centralizaba el gobierno y abolía los cantones, y tanto el territorio de Mulhouse como el valle de Valtellina fueron separados de Suiza. El nuevo régimen, conocido como la República Helvética, fue muy impopular. Había sido impuesto por un ejército invasor, destruyendo siglos de costumbres y tradiciones y convirtiendo a Suiza en un Estado satélite de Francia. La fuerte represión efectuada por Francia durante la rebelión de Nidwalden (septiembre de 1798) fue un ejemplo de la presencia opresiva del ejército francés y de la resistencia local a la ocupación.
Suiza tuvo que entrar en el bloqueo continental, lo que dañó y estimuló a su industria al mismo tiempo, y tuvo que suministrar tropas. Al principio dieciséis mil hombres, que se redujeron a doce mil en 1811, pero a pesar de los incentivos ofrecidos y de las amenazas de reclutamiento forzoso, los efectivos nunca llegaron a las cifras exigidas.
Cuando estalló la guerra entre Francia y sus rivales, las fuerzas de Rusia y Austria invadieron Suiza. El pueblo suizo se negó a combatir al lado de los franceses en nombre de la República Helvética. En 1803, Napoleón organizó una reunión con líderes políticos suizos en París; el resultado de esta reunión fue el documento llamado Acta de Mediación, el cual restablecía en gran parte la autonomía de Suiza y la Confederación de diecinueve cantones. Desde entonces, gran parte de la política suiza se encaminaría a equilibrar la tradición de los cantones autónomos con la necesidad de un gobierno central.
En 1815, el Congreso de Viena restableció por completo la independencia de Suiza, y las potencias europeas accedieron a reconocer permanentemente la neutralidad del país. Tropas suizas sirvieron a varios gobiernos extranjeros hasta 1860, cuando pelearon en el sitio de Gaeta. El tratado también aumentó la extensión territorial de Suiza, con la integración de los cantones de Valais, Neuchâtel y Ginebra. Los límites de Suiza no han cambiado desde aquel entonces.

### Estado federal

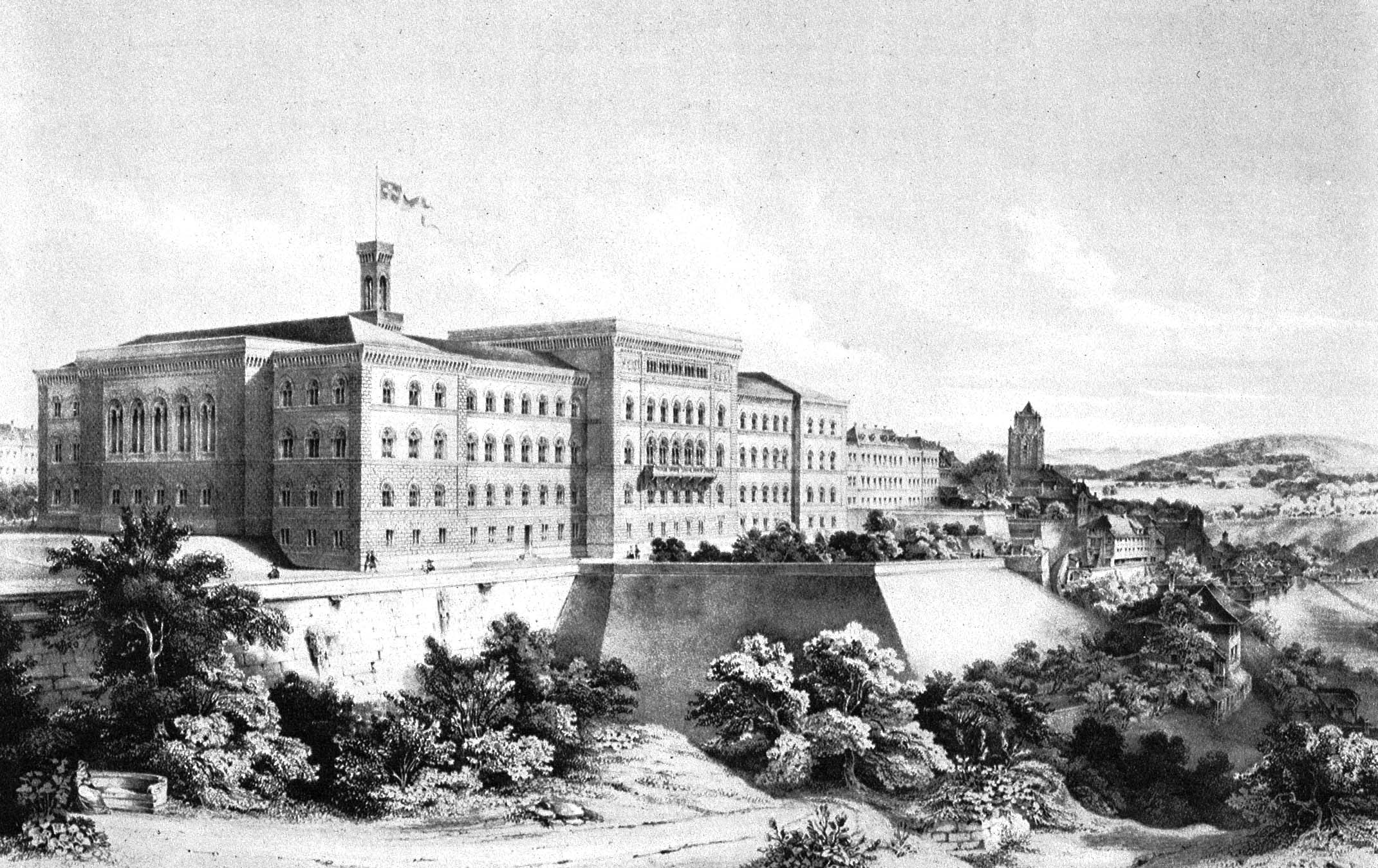
El primer Palacio Federal en Berna (1857)

El cantón de Berna fue uno de los tres cantones que presidieron el Tagsatzung (antiguo consejo ejecutivo y legislativo) junto con Lucerna y Zúrich. La capital del cantón fue elegida en 1848 como sede de las autoridades federales, principalmente debido a su cercanía con el área francófona del país.
La restauración del poder fue solamente temporal. Después de un periodo de disturbios con repetidos enfrentamientos violentos, como el Züriputsch en 1839, estalló la guerra civil en 1847 cuando algunos de los cantones católicos trataron de establecer una alianza entre ellos (Sonderbund). La guerra duró menos de un mes, causando menos de cien víctimas, la mayoría de las cuales se debieron a fuego amigo. La guerra del Sonderbund parece muy pequeña comparada con otros conflictos que existieron en la Europa del siglo XIX y en la historia de su sociedad.
La guerra mostró a los habitantes la necesidad de unidad para fortalecerse ante sus vecinos europeos. Suizos de todos los estratos sociales, ya fuesen católicos, protestantes, liberales o conservadores, se percataron de que los cantones progresarían más si aunaran sus intereses económicos y religiosos.
Así, mientras el resto de Europa se encontraba en medio de revoluciones y guerras, los suizos promulgaron una constitución más moderna, la cual daba al gobierno un diseño federal, en gran parte inspirado en el modelo estadounidense. Esta constitución impuso una autoridad central, dejando a los cantones el derecho de autogobernarse y resolver cuestiones locales. Además la asamblea nacional se dividió en una cámara alta (el Consejo de los Estados de Suiza, con dos representantes por cada cantón) y una cámara baja (Consejo Nacional de Suiza, con representantes electos de todo el país). Para introducir cualquier cambio en la constitución se volvió obligatorio realizar un referéndum.
Asimismo se implantó un sistema único de pesas y medidas, y en 1850 el franco suizo se convirtió en la única moneda oficial del país. El artículo 11 de la constitución prohibió el envío de tropas al extranjero, pero hizo una excepción con los Estados Pontificios, al no considerar mercenarios a los miembros del ejército papal (Guardia Suiza). En tal sentido, en 1860 el ejército suizo fue obligado a participar al lado de Francisco II de las Dos Sicilias en el sitio de Gaeta.

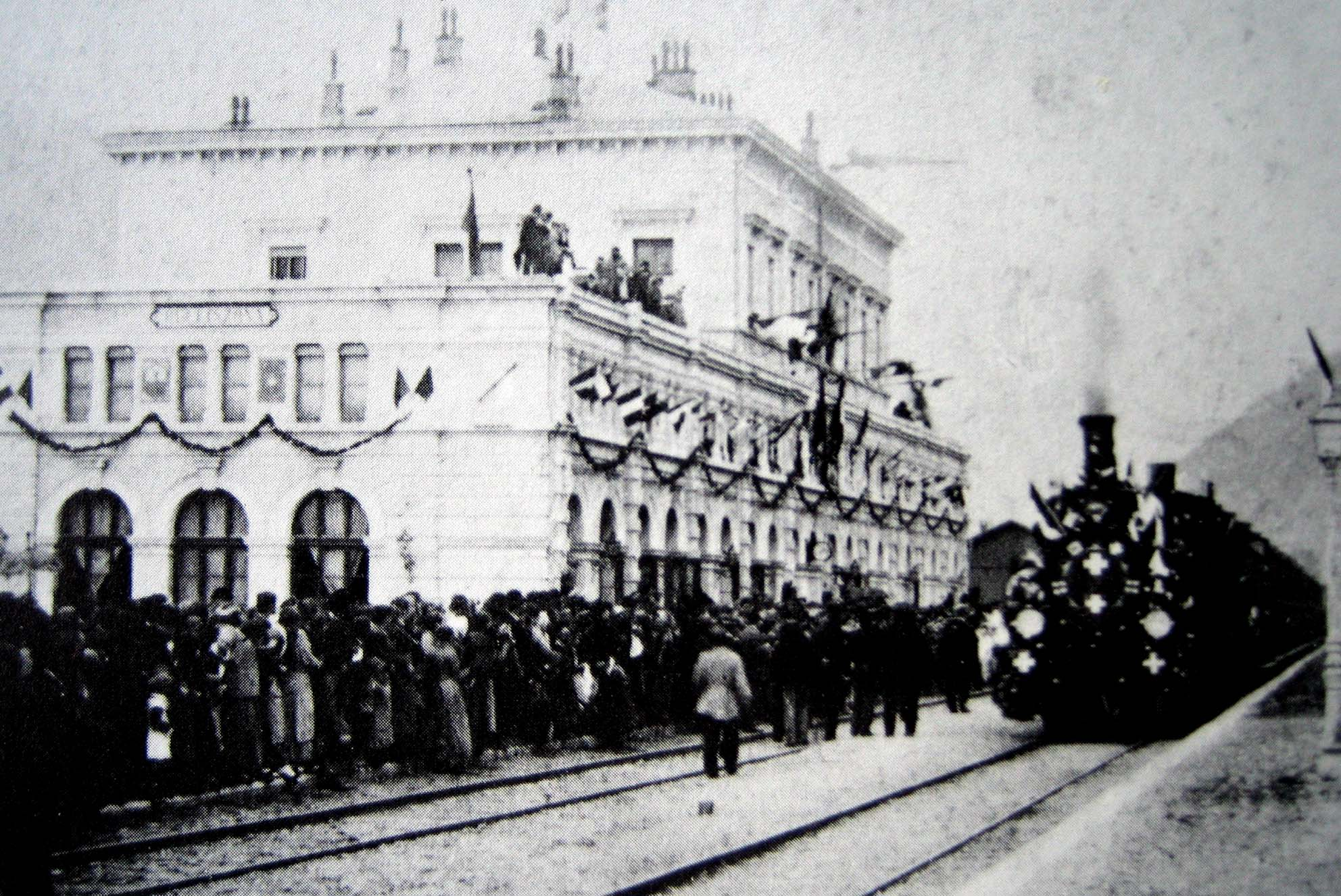
Inauguración en 1882 del Túnel ferroviario de San Gotardo, que conecta al cantón del Tesino en el sur del país

Una de las cláusulas más importantes de la constitución era la que establecía que podía ser reescrita completamente si la ocasión lo demandaba, de esta forma la constitución evolucionaría totalmente en lugar de ser modificada año tras año. Esta característica de la constitución se volvió muy útil con la llegada de la Revolución industrial, cuando varios proclamaron que era hora de modificar la constitución. Un primer borrador fue rechazado por la población en 1872, pero dos años más tarde se aceptaron las modificaciones. Fue aquí cuando se introdujo un referéndum facultativo para la creación y modificación de leyes a nivel federal. También se establecieron normas que regulaban el ejército, el comercio y otras cuestiones legales. Finalmente, en 1891, la constitución fue revisada de nuevo y se implantó un inusual sistema de democracia directa, el cual sigue siendo único hasta el día de hoy.

### Historia moderna

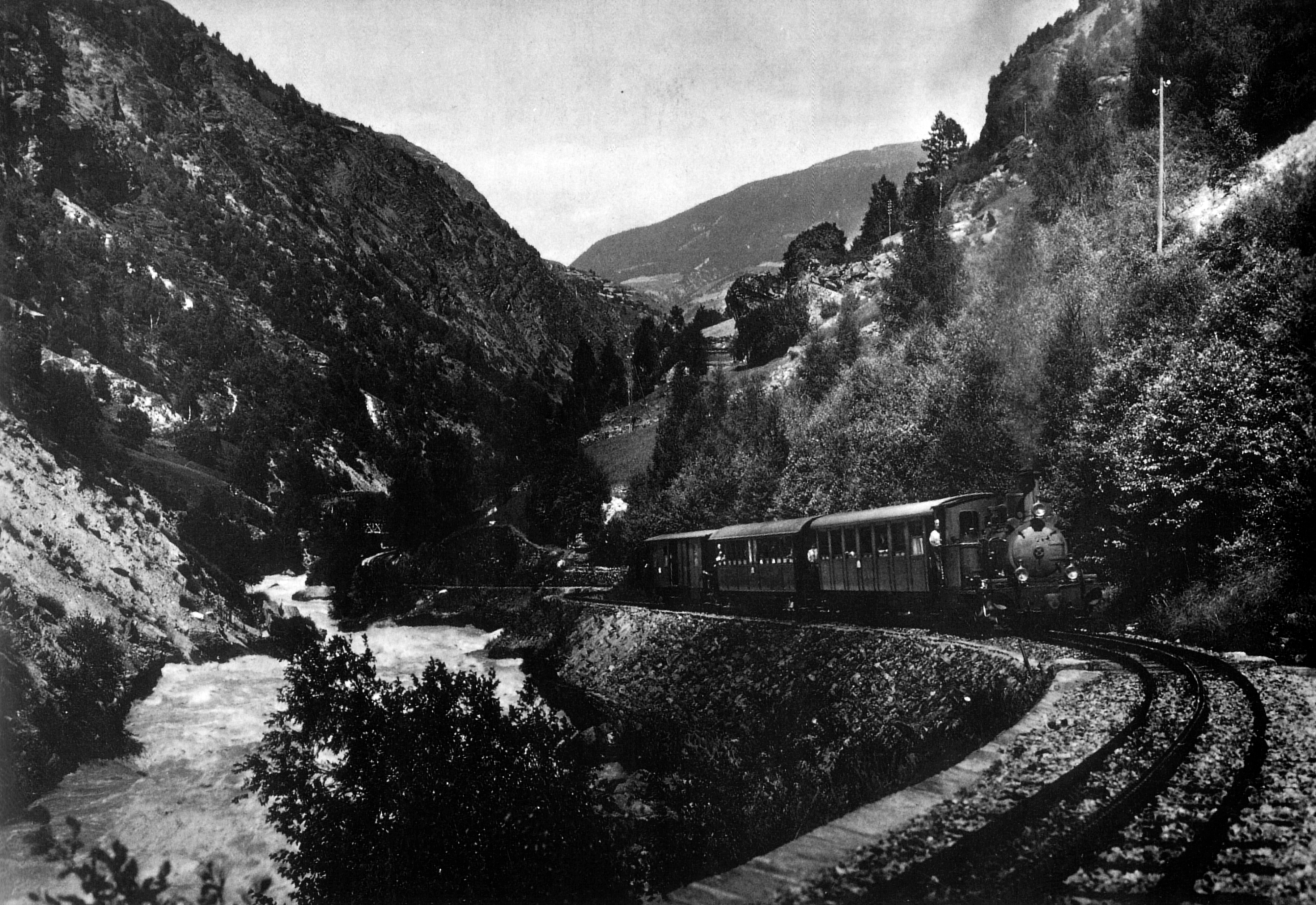
El comienzo del turismo en el dio paso a la construcción de infraestructuras importantes. La imagen muestra el tren que conecta la villa de Zermatt (1891).

Suiza no fue invadida en ninguna de las dos guerras mundiales. Durante la Primera Guerra Mundial, Suiza dio asilo a Vladímir Ilich Uliánov (Lenin) que permaneció allí hasta 1917. En 1919 la neutralidad de Suiza fue seriamente cuestionada por el escándalo protagonizado por Robert Grimm y Arthur Hoffmann, cuando intentaron pactar una tregua entre Rusia y Alemania. No obstante, en 1920, Suiza entró en la Sociedad de Naciones, la cual tenía su sede en Ginebra, con la única condición de que quedaría libre de todo requerimiento militar.
Durante la Segunda Guerra Mundial, el ejército alemán realizó detallados planes de invasión (Operación Tannenbaum) pero nunca invadió Suiza. El país fue capaz de mantener su independencia gracias a una combinación de disuasiones militares, concesiones a Alemania y muy buena suerte en las operaciones militares que retrasaron la invasión alemana. También existieron intentos por parte del Partido Nacionalsocialista suizo para anexar el país a Alemania, pero fallaron. La prensa suiza criticó duramente al Tercer Reich, insultando frecuentemente a su Führer. Suiza fue una importante base de espionaje para ambos bandos durante el conflicto, además de que a menudo actuó como mediadora en las comunicaciones entre los Aliados y las fuerzas del Eje. La Cruz Roja Internacional, con sede en Ginebra, jugó un papel muy importante durante este y otros conflictos.

Oficiales suizos vigilando en un puesto fronterizo durante la Primera Guerra Mundial. En ambas guerras Suiza se mantuvo neutral y rodeada por países beligerantes.

El comercio con Suiza fue bloqueado por los Aliados y por los países del Eje. La cooperación económica y la ampliación del crédito para el Tercer Reich variaban según el riesgo de invasión y de la disponibilidad de otros socios comerciales. Las concesiones alcanzaron su punto máximo luego de que fuera cortada una línea ferroviaria que conectaba al país con la Francia de Vichy, dejando a Suiza completamente rodeada por el Eje. En el transcurso de la guerra, Suiza recibió más de trescientos mil refugiados, de los cuales ciento cuatro mil eran soldados extranjeros, que fueron aceptados según los Derechos y obligaciones de los países neutrales, documento firmado en las Conferencias de La Haya de 1899 y 1907; sesenta mil de los refugiados eran civiles que habían escapado de la persecución de los nacionalsocialistas alemanes. De estos, alrededor de veintisiete mil eran judíos. Sin embargo, las estrictas políticas de inmigración y asilo, así como las relaciones financieras con la Alemania Nacionalsocialista, generaron controversia. Durante la guerra, la Fuerza Aérea Suiza combatió aeronaves de ambos bandos. En mayo y junio de 1940, derribaron once aviones de la Luftwaffe que habían invadido el espacio aéreo suizo, obligando a otras aeronaves intrusas a retirarse después de un cambio de la política en las relaciones con Alemania. Más de cien bombarderos Aliados y sus tripulaciones fueron albergados durante la guerra. En 1944, los Aliados bombardearon por error las ciudades de Schaffhausen (matando a cuarenta personas), Stein am Rhein, Vals y Rafz (con dieciocho muertos), así como Basilea y Zúrich el 4 de marzo de 1945.

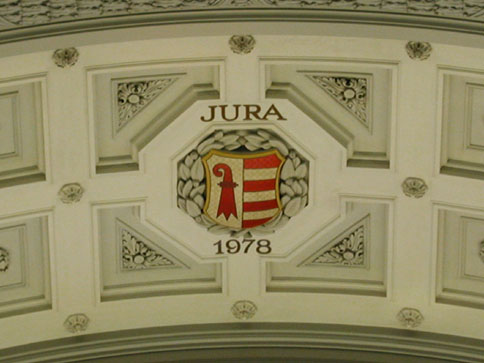
El escudo de armas del cantón de Jura se fijó aparte en el domo del Palacio Federal. El cantón fue fundado en 1978, cuando se separó del cantón de Berna y se unió formalmente a la Confederación Suiza en 1979.

En 1959, las mujeres obtuvieron el derecho a votar en algunos cantones, y más tarde, en 1971, este derecho se convirtió en ley federal. En 1963, Suiza se adhirió al Consejo de Europa. A finales de la década de 1970, una parte del cantón de Berna se separó y creó el nuevo cantón de Jura. En 1984, Elisabeth Kopp fue la primera mujer en el Consejo Federal Suizo y fue en 1999 cuando llegó a la presidencia la primera mujer, Ruth Dreifuss. El 18 de abril de ese mismo año, la población suiza votó a favor de una revisión completa de la constitución federal.

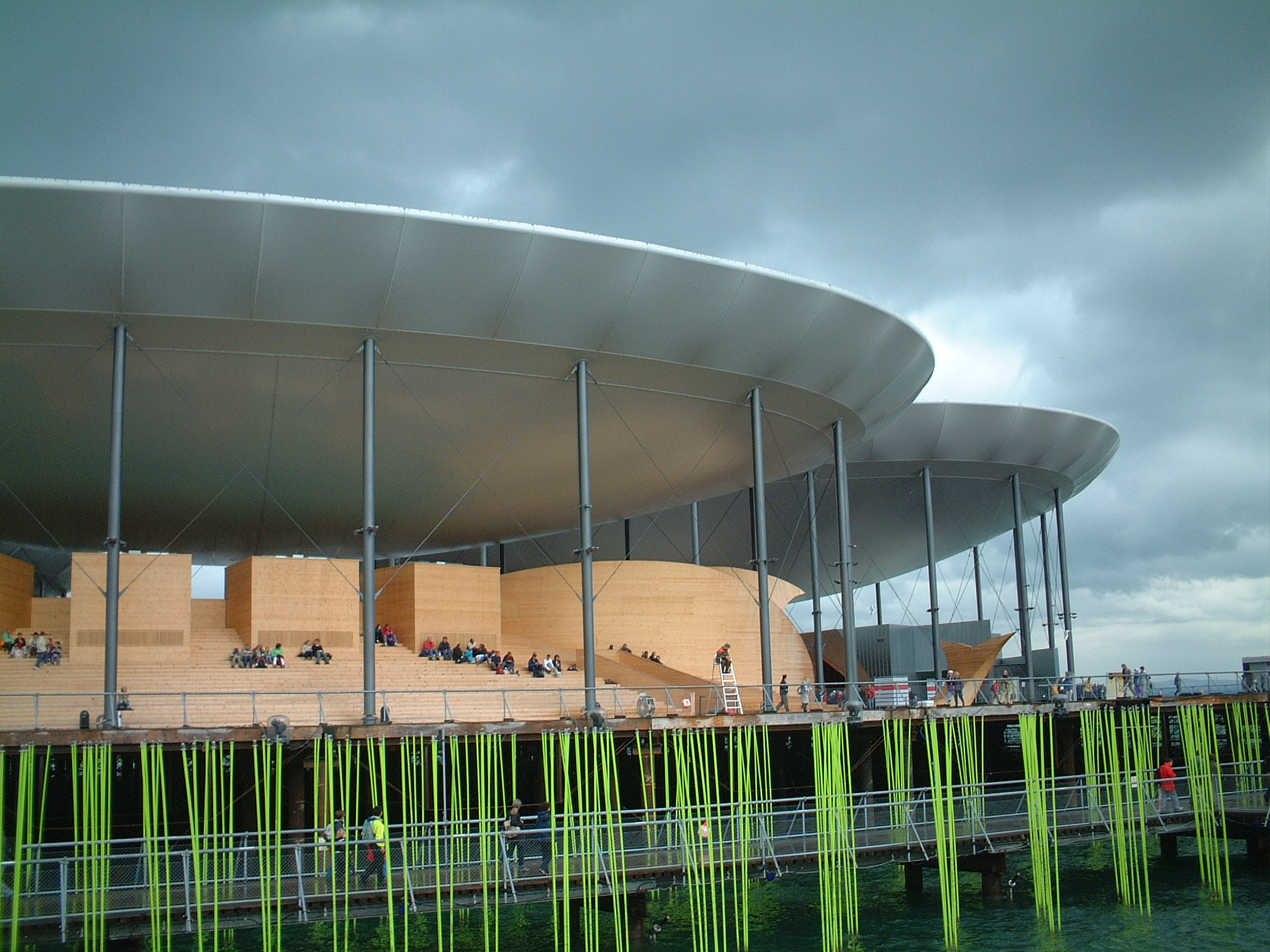
La Exposición Nacional de 2002

En 2002, Suiza se convirtió en miembro de pleno derecho de la ONU, por lo que la Ciudad del Vaticano queda como el único Estado reconocido que no pertenece a dicha organización. Suiza fue uno de los fundadores de la EFTA, pero no es miembro del Espacio Económico Europeo (EEE). Una solicitud de adhesión fue enviada a la Unión Europea en mayo de 1992, pero no prosiguió cuando el acceso al EEE fue rechazado en referéndum en diciembre de ese año. Desde entonces se han realizado múltiples referendos y votaciones sobre la entrada de Suiza en la Unión Europea, pero debido a las diversas reacciones que ha tenido la población, el proceso de obtención de la adhesión se ha detenido. Sin embargo, la ley suiza ha ido cambiando gradualmente para ajustarse a lo que la Unión Europea y el gobierno suizo afirman, a través de la firma de acuerdos bilaterales. Suiza y Liechtenstein han estado rodeados totalmente por la Unión Europea desde el ingreso de Austria en 1995. El 5 de junio de 2005, el 55 % de los votantes suizos accedieron a unirse al Tratado de Schengen, un resultado que ha sido catalogado por la Unión Europea como una señal de apoyo por parte de Suiza, un país que es tradicionalmente percibido como independiente o aislacionista.

## Gobierno y política
La constitución federal de 1848 es el fundamento legal del Estado federal moderno y la tercera constitución más antigua aún en vigencia en todo el mundo (después de la estadounidense y la noruega). Una nueva versión de la constitución fue adoptada en 1999, pero no introdujo cambios notables en la estructura federal. Esta delimita los derechos y obligaciones básicos de los ciudadanos, su participación activa en la política, divide el poder entre la confederación y los cantones y define las autoridades y jurisdicciones federales. Existen tres principales cuerpos de gobierno a nivel federal: el parlamento bicameral (poder legislativo), el Consejo Federal (poder ejecutivo) y el Tribunal Federal de Suiza (poder judicial). La función del Tribunal Federal es la de atender las apelaciones en contra de las cortes cantonales o federales. Los jueces o magistrados son elegidos por la Asamblea Federal para un periodo de seis años.

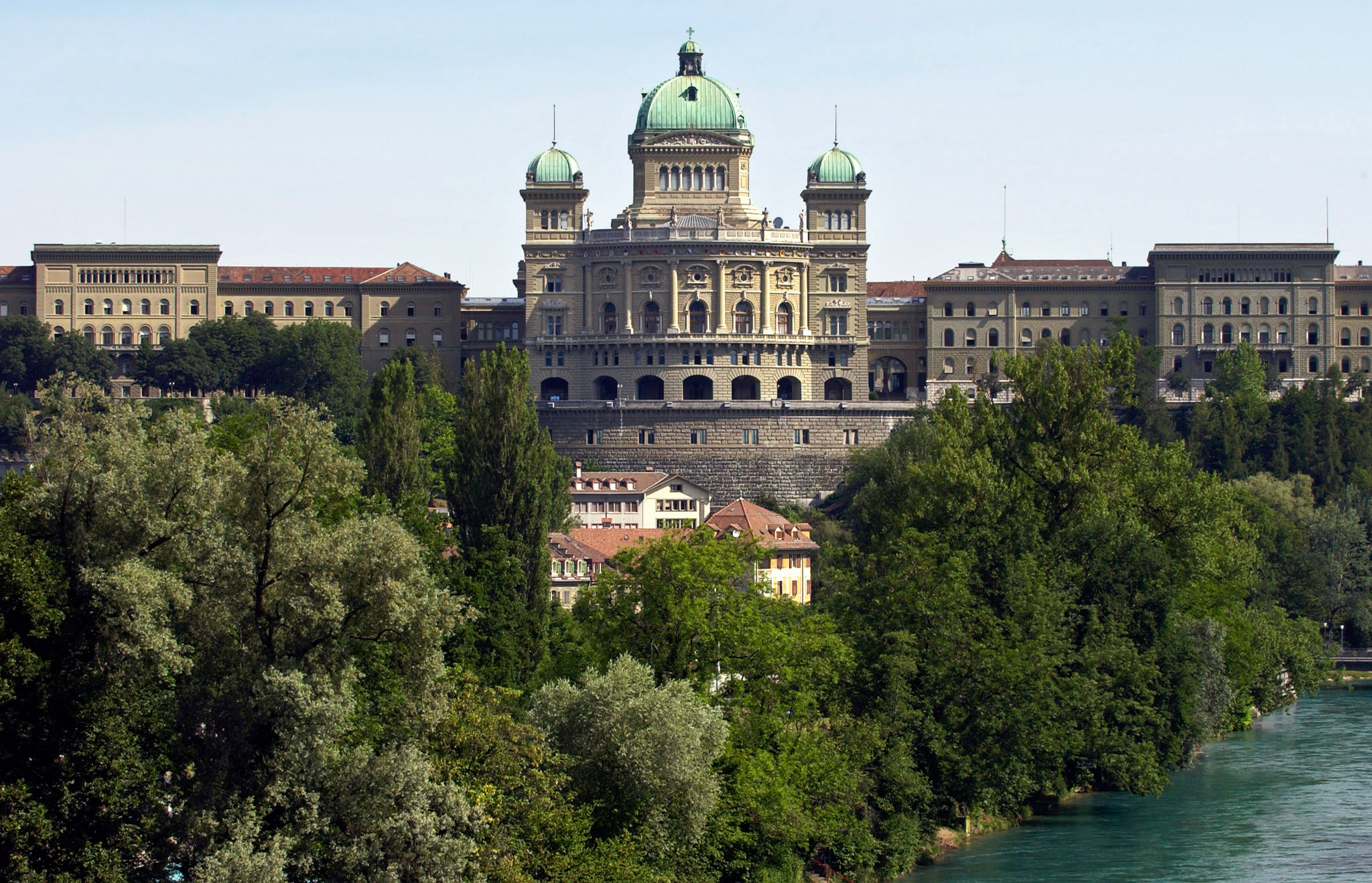
El Palacio Federal en Berna es el nombre del edificio en el cual la Asamblea Federal de Suiza (parlamento) y el Consejo Federal Suizo (poder ejecutivo) tienen su sede.

El Parlamento suizo se compone de dos cámaras: el Consejo de los Estados, que cuenta con cuarenta y seis representantes (dos de cada cantón y uno de cada semicantón), los cuales son elegidos por cada cantón bajo su propio sistema; y el Consejo Nacional, el cual consta de doscientos miembros elegidos mediante un sistema de representación proporcional, dependiendo de la población de cada cantón. Los miembros de las dos cámaras son elegidos cada cuatro años. Cuando ambas cámaras se encuentran en sesión conjunta, se les conoce como Asamblea Federal. A través de referendos los ciudadanos pueden rechazar o aceptar cualquier ley proveniente del parlamento, y por medio de iniciativas pueden introducir nuevos puntos a la constitución federal, haciendo de Suiza una democracia directa.
El Consejo Federal constituye el gobierno federal, dirige la Administración Federal y hace de jefe de Estado. Está integrado por siete miembros elegidos para un mandato de cuatro años por la Asamblea Federal, quien también vigila las acciones del consejo. El presidente de la Confederación es elegido por la asamblea de entre los siete miembros del consejo, tradicionalmente en rotación y solo por un periodo de un año; el presidente dirige el gobierno y asume sus funciones representativas. Sin embargo, el presidente es un primus inter pares sin poderes adicionales, y permanece a la cabeza de su departamento durante su administración.
Desde 1959, el gobierno federal suizo ha estado formado por una coalición de los cuatro principales partidos políticos, cada uno teniendo un número de asientos que difícilmente refleja su popularidad entre los votantes y el número de representantes en el parlamento. Desde 1959 hasta 2003, la clásica distribución de 2 CVP/PDC, 2 SPS/PSS, 2 FDP/PLR y 1 SVP/UDC fue conocida como la «fórmula mágica» (Zauberformel). Actualmente los siete asientos del Consejo Federal se encuentran distribuidos de la siguiente forma:
Dos Partido popular de Suiza (SVP/UDC).
Dos Social demócratas (SPS/PSS).
Dos Liberal demócratas (FDP/PLR).
Uno Demócratas cristianos (CVP/PDC).

### Democracia semidirecta

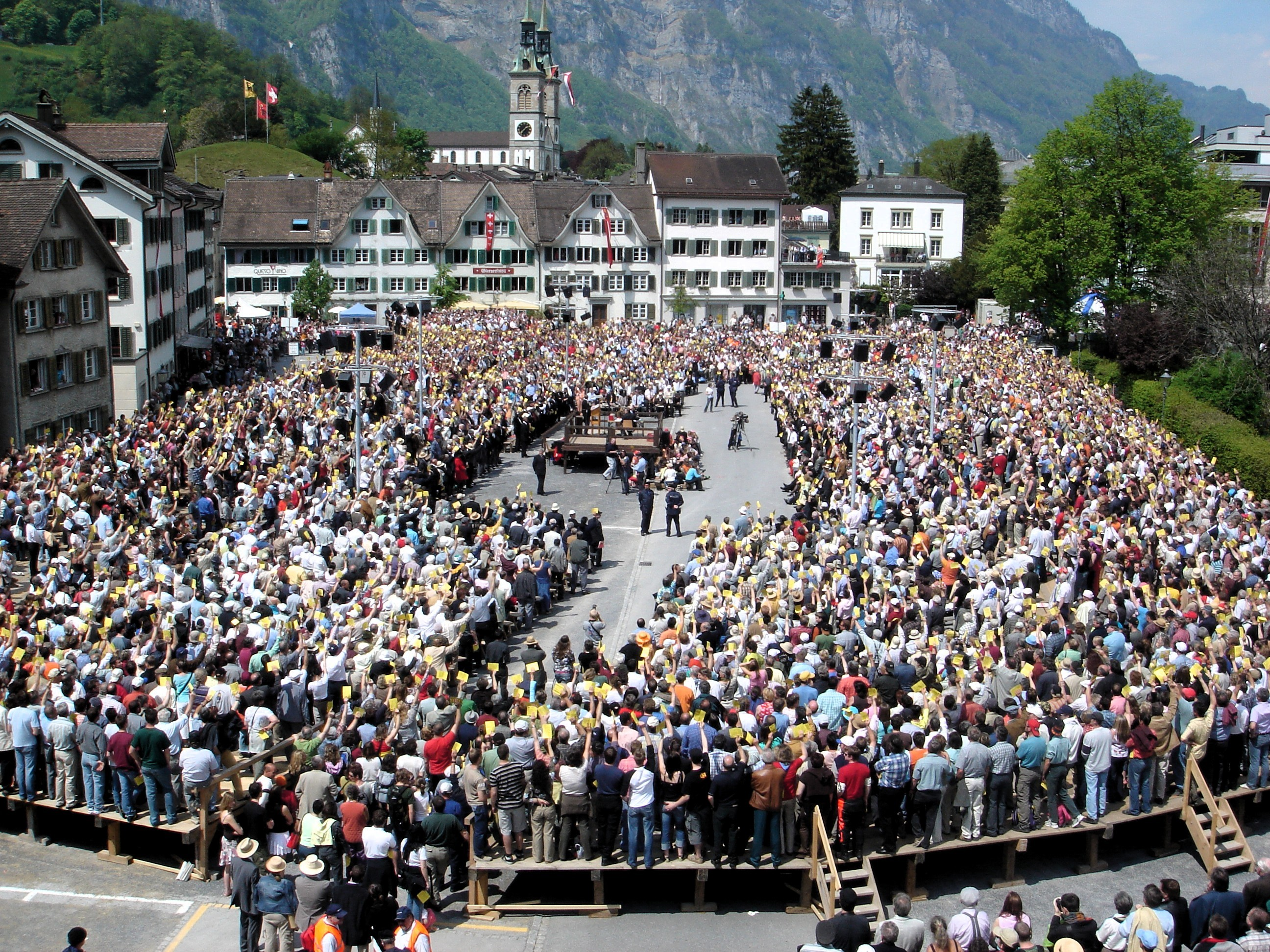
El Landsgemeinde es una antigua forma de democracia directa. Aún se practica en dos cantones.

Los ciudadanos suizos son materia de tres jurisdicciones legales: la comuna, el cantón y la confederación. La constitución federal de 1848 define un sistema de democracia directa (a veces llamada semidirecta o democracia representativa directa debido a que tiene una mayor similitud con instituciones de una democracia parlamentaria). Los instrumentos de la democracia directa suiza a nivel federal, conocidos como derechos civiles (Volksrechte o droits civiques), incluyen el derecho a elaborar una «iniciativa constitucional» y a un «referéndum», los cuales pueden influir en las decisiones del parlamento.
Por medio de un referéndum, un grupo de ciudadanos puede cuestionar alguna ley que haya sido aprobada por el parlamento si puede conseguir —en un plazo de cien días— más de cincuenta mil firmas que estén en contra de la ley. Si lo logra, se lleva a cabo una votación nacional, donde se decide por mayoría simple si la ley es rechazada o no. Ocho cantones unidos también pueden lanzar un referéndum para la aprobación de alguna ley federal.
De manera similar, la iniciativa constitucional permite a los ciudadanos solicitar que una enmienda constitucional sea puesta en votación si logran cien mil firmas que apoyen la enmienda en un plazo de dieciocho meses. El parlamento puede complementar la enmienda propuesta con una contrapropuesta, donde los votantes tendrán que indicar su preferencia en las papeletas, en caso de que ambas propuestas sean aceptadas. Las enmiendas constitucionales, ya sean de iniciativa popular o parlamentaria, deben ser aceptadas por una mayoría doble del voto nacional y del voto cantonal.

## Organización territorial
La Confederación Suiza se compone de veintiséis cantones:
*Estos semicantones son representados por un consejero (en vez de dos) en el Consejo de Estados.
Su población varía entre los quince mil habitantes del cantón de Appenzell Rodas Interiores y los 1.2 millones de habitantes del cantón de Zúrich, mientras que su superficie varía entre los 37 km² de Basilea-Ciudad y los 7100 km² de los Grisones. Los cantones comprenden un total de 2889 municipios. Dentro de Suiza existen dos enclaves: Büsingen, perteneciente a Alemania, y Campione d'Italia, perteneciente a Italia.
El 11 de mayo de 1919, en un referéndum organizado en el estado federado austriaco de Vorarlberg, más del 80 % de la población votó a favor de que se integrara a la Confederación Suiza. Sin embargo, la oposición del gobierno de Austria, los Aliados, los liberales suizos, los suizos-italianos y los romandos impidió la anexión de Vorarlberg.

### Relaciones exteriores e instituciones internacionales
Tradicionalmente, Suiza evita todas las alianzas que puedan implicar acción militar, política o económica y ha sido neutral desde su expansión en 1515. No fue hasta 2002 cuando Suiza se convirtió en miembro completo de la ONU, pero fue el primer Estado en adherirse a la organización después de un referéndum. Suiza mantiene relaciones diplomáticas con casi todas las naciones e históricamente ha actuado como intermediario de otros Estados. Suiza no es miembro de la Unión Europea; la población suiza ha rechazado la membresía desde principios de la década de 1990. Sin embargo, desde 2005 forma parte del espacio de Schengen.
Un gran número de instituciones internacionales tienen su sede en Suiza, en parte debido a su política de neutralidad. La Cruz Roja fue fundada en 1863, y tiene su centro de operaciones en el país. A pesar de que Suiza es uno de los países que más recientemente se integraron a la ONU, en Ginebra se encuentra la segunda sede más grande de la organización después de la ubicada en Nueva York. Ginebra también es sede de varias organizaciones dependientes de la Organización de las Naciones Unidas (ONU), como la Organización Mundial de la Salud (OMS), la Organización Mundial de Comercio (OMC), la Organización Internacional del Trabajo (OIT), la Unión Internacional de Telecomunicaciones (UIT), la Organización Mundial de la Propiedad Intelectual (OMPI), la Organización Meteorológica Mundial (OMM) de la Conferencia de las Naciones Unidas sobre Comercio y Desarrollo (CNUCYD), y de la Unión Interparlamentaria (UIP); además de otras 200 organizaciones internacionales.
Incluso muchas federaciones y organizaciones deportivas tienen su sede en el país; como el Comité Olímpico Internacional (COI), la Federación Internacional de Esgrima (FIE) y el Tribunal de Arbitraje Deportivo (TAS) en Lausana; la United World Wrestling (UWW) en Corsier-sur-Vevey; la Federación Internacional de Hockey sobre Hielo (IIHF) y la Federación Internacional de Fútbol Asociación (FIFA) en Zúrich; la Unión Europea de Asociaciones de Fútbol (UEFA) en Nyon; y la Federación Internacional de Baloncesto (FIBA) en Ginebra. Otras federaciones y organizaciones deportivas también tienen su sede en Suiza, tales como: la Federación Internacional de Hockey (FIH), la Federación Internacional de Voleibol (FIVB), la Federación Internacional de Balonmano (IHF), la Federación Internacional de Tenis de Mesa (ITTF), la Federación Internacional de Esquí (FIS), la Unión Internacional de Patinaje sobre Hielo (ISU), la Federación Internacional de Natación (FINA), la Federación Aeronáutica Internacional (FAI), la Federación Internacional de Béisbol (IBAF), la Federación Mundial de Bridge (WBF) y la Liga Europea de Bridge (EBL), la Unión Internacional de Asociaciones de Alpinismo (UIAA), la Federación Internacional de Gimnasia (FIG) y la Unión Ciclista Internacional (UCI). Debido a que muchas federaciones y organizaciones deportivas tienen su sede en Suiza, el país es conocido como la capital mundial del deporte.
En Suiza están las sedes de la Unión Internacional de Química Pura y Aplicada (IUPAC), del Banco de Pagos Internacionales (BPI), de la Organización Internacional de Normalización (ISO), del Foro Económico Mundial (WEF), de la Oficina del Alto Comisionado para los Derechos Humanos (OACDH), de la Comisión Económica de las Naciones Unidas para Europa (UNECE o ECE), de la Organización Internacional para las Migraciones (OIM), del Consejo Mundial de Iglesias (CMI), de la Unión Europea de Radiodifusión (UER), de la Comisión Internacional de Juristas (CIJ), de la Organización del Bachillerato Internacional (OBI), de la Organización Mundial del Movimiento Scout (OMMS), de la Asociación Mundial de Cardiología (AMC), de la Asociación Cristiana de Jóvenes (YMCA) y de la Asociación Europea de Libre Comercio (EFTA).
También se halla el Palacio de las Naciones, que es un complejo de edificios que fueron construidos entre 1929 y 1937 en el seno del Parque Ariana en Ginebra. Sirvió de sede a la Sociedad de Naciones (SDN) hasta 1946. Más tarde fue ocupado por la Organización de las Naciones Unidas (ONU), y en 1966, el palacio se convierte en sede de la Oficina de la Organización de las Naciones Unidas en Ginebra (ONUG) y es la segunda más importante de la organización después de la sede de Nueva York.
Asimismo, se encuentra la sede principal del Fondo Mundial para la Naturaleza (WWF) y del Fondo Mundial de lucha contra el sida, la tuberculosis y la malaria.
Muchos organismos internacionales que tienen su sede en Suiza se fundaron en otros países y tuvieron sus sedes en su país de fundación y en otros países, hasta llegar finalmente a Suiza, donde sus sedes radicarán permanentemente y nunca más se cambiarán a otro país, debido a su política de neutralidad; claros ejemplos son la FIFA y el COI, que se fundaron en París (Francia) pero decidieron cambiar su sede de origen a Suiza (la FIFA fundada en París en 1904 se trasladó a Zúrich en 1932, y el COI también fundado en París en 1894 se trasladó a Lausana en 1915). Otros organismos internacionales, como la UEFA, la Cruz Roja Internacional (CRI), el Comité Internacional de la Cruz Roja (CICR) y la Federación Internacional de Sociedades de la Cruz Roja y de la Media Luna Roja (IFRC) fueron fundados directamente en Suiza, y nunca cambiarán sus sedes a otro país por su política de neutralidad.

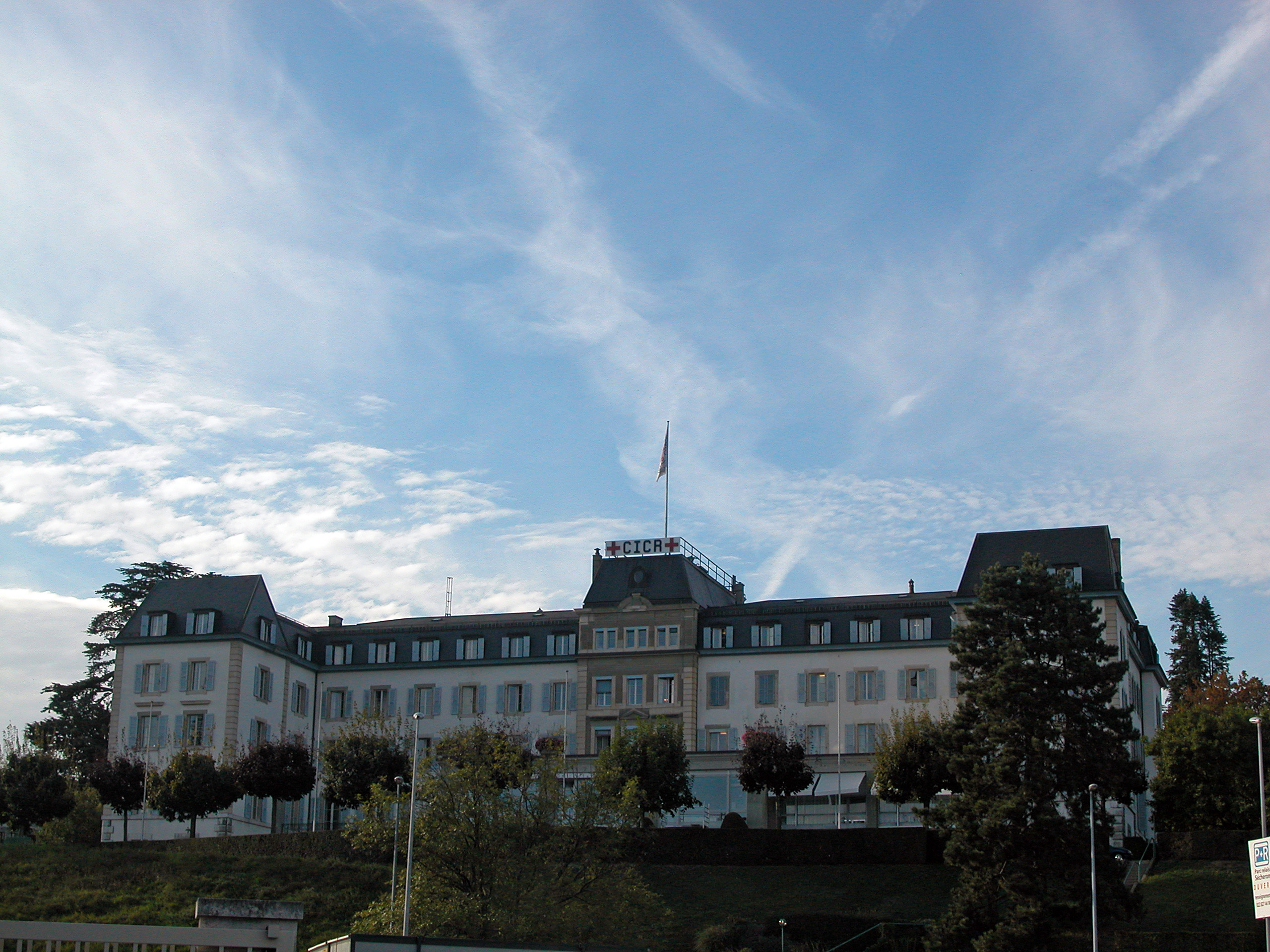
Sede del Comité internacional de la Cruz Roja en Ginebra
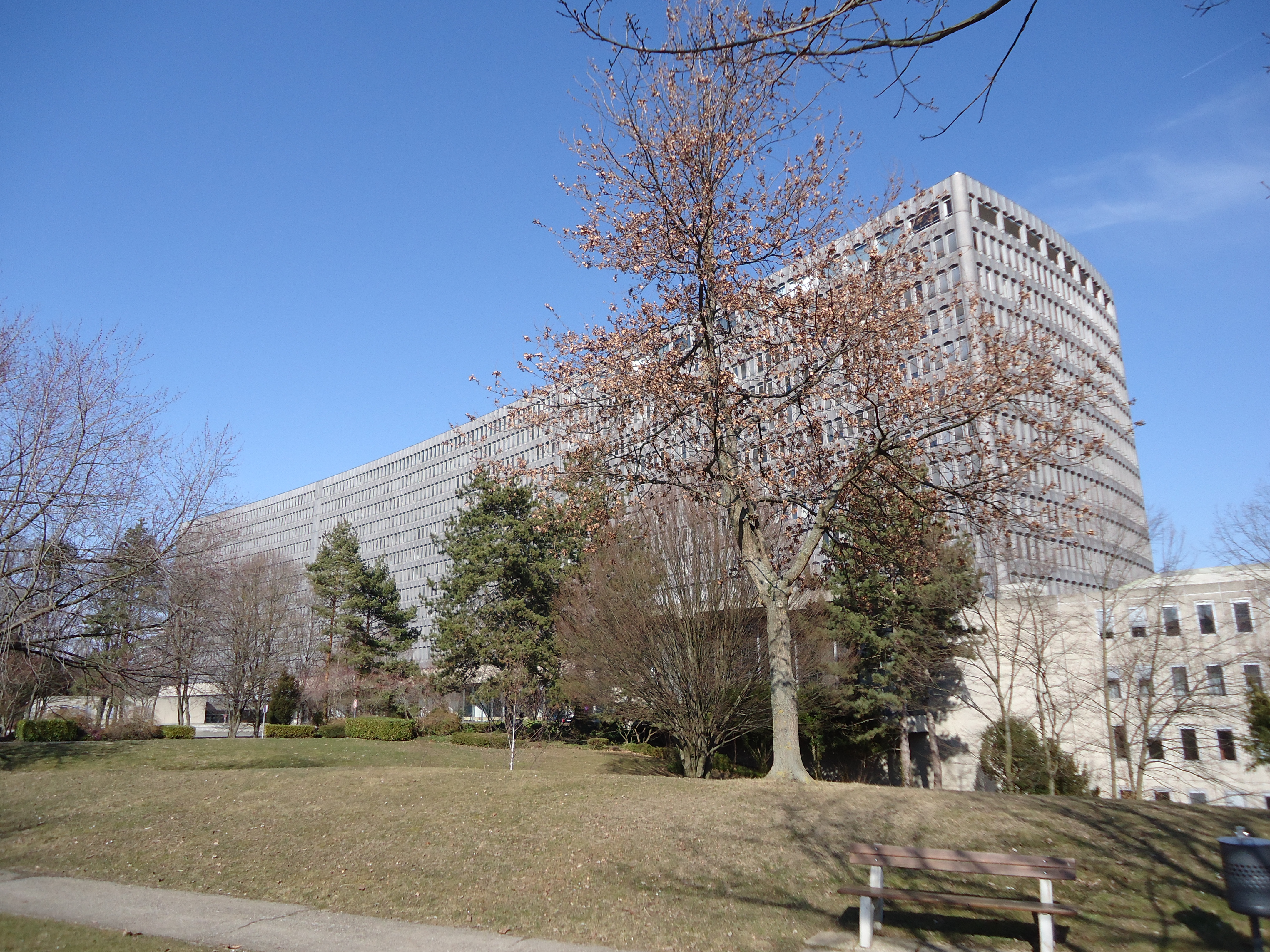
Sede de la OIT en Ginebra
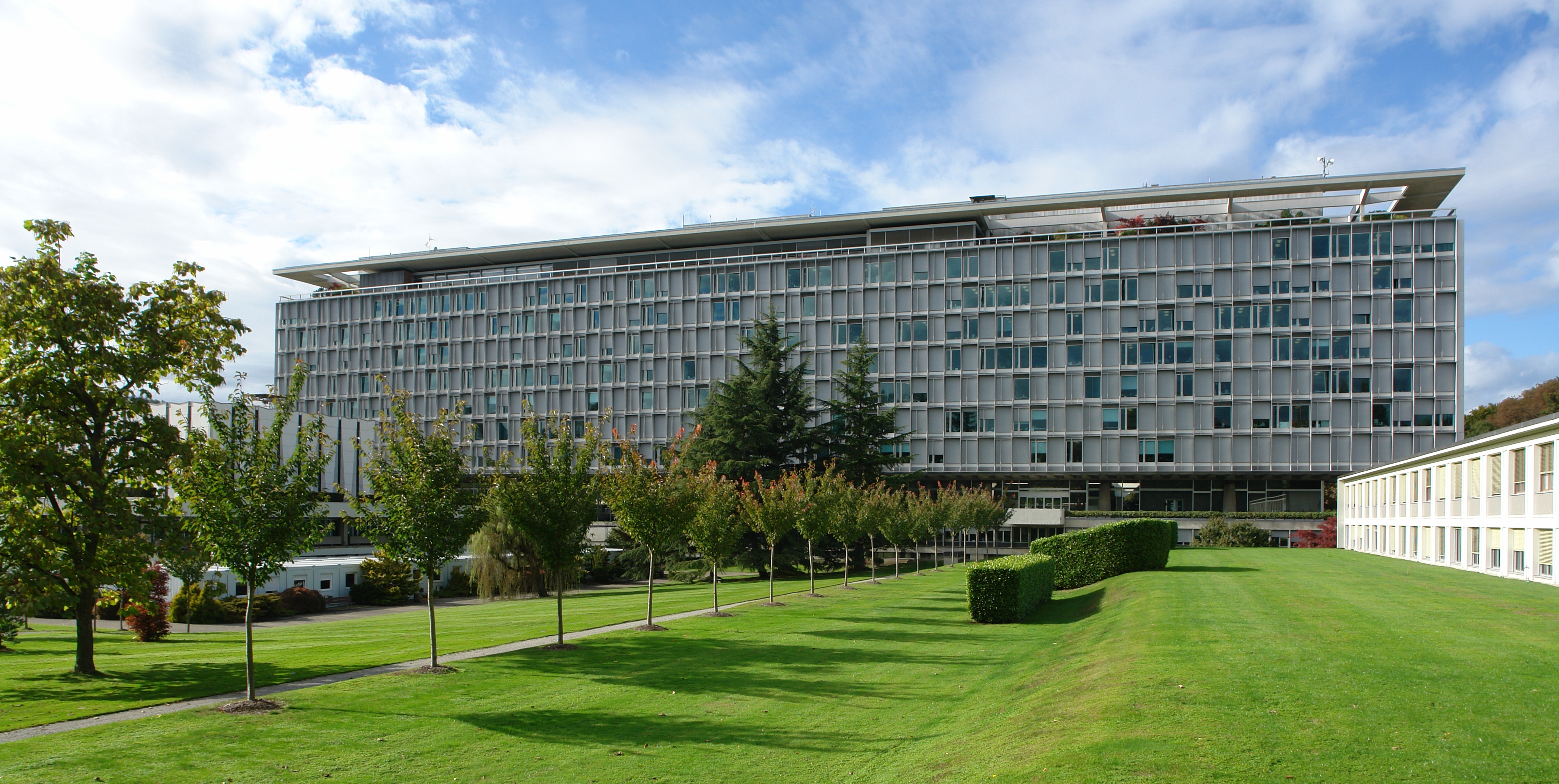
Sede de la OMS en Ginebra
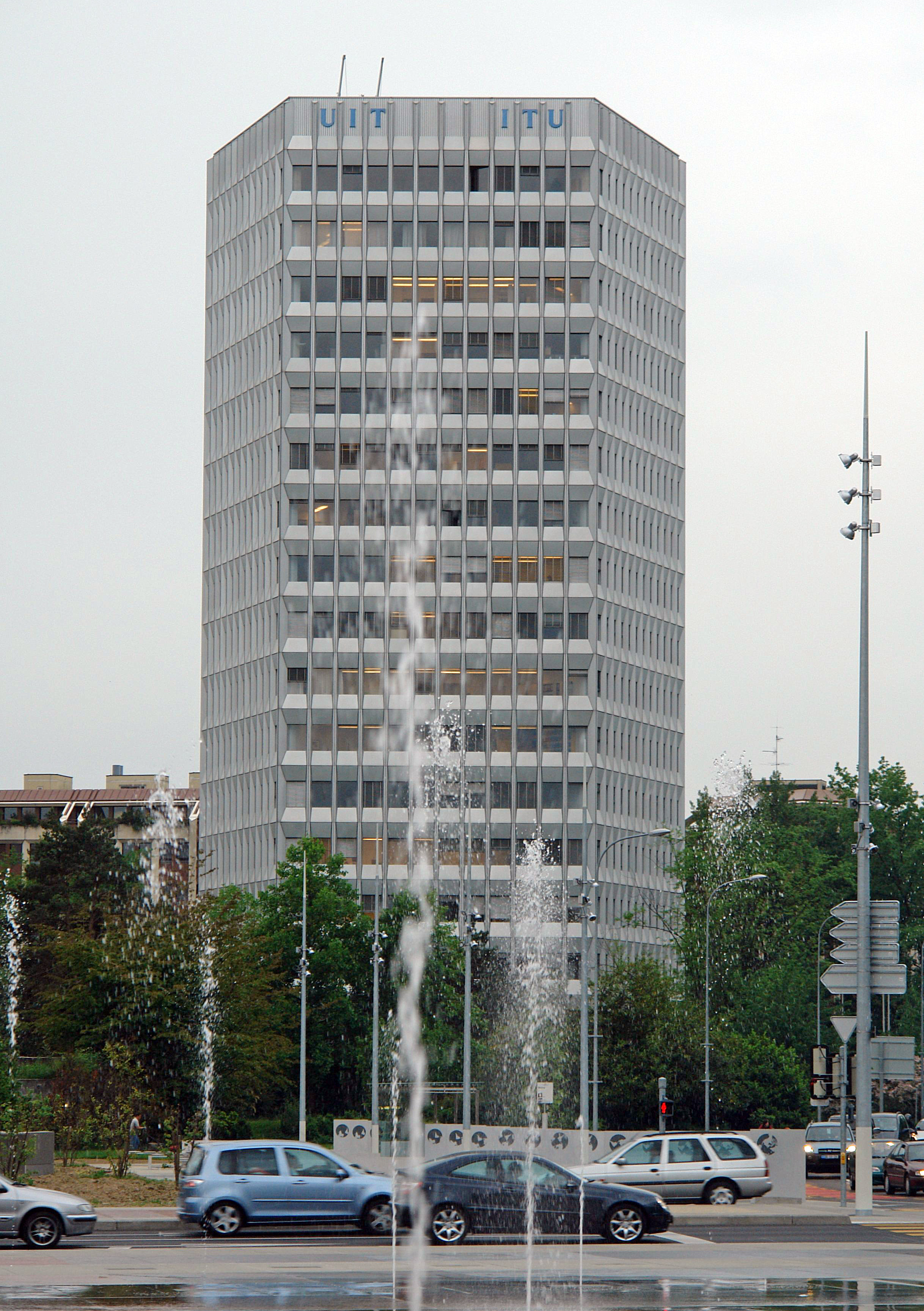
Sede de la UIT en Ginebra
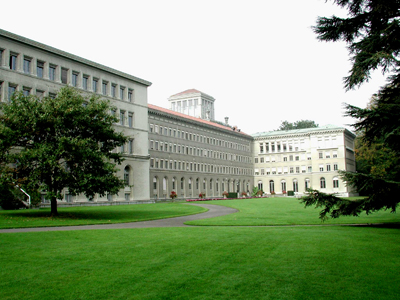
Sede de la OMC en Ginebra
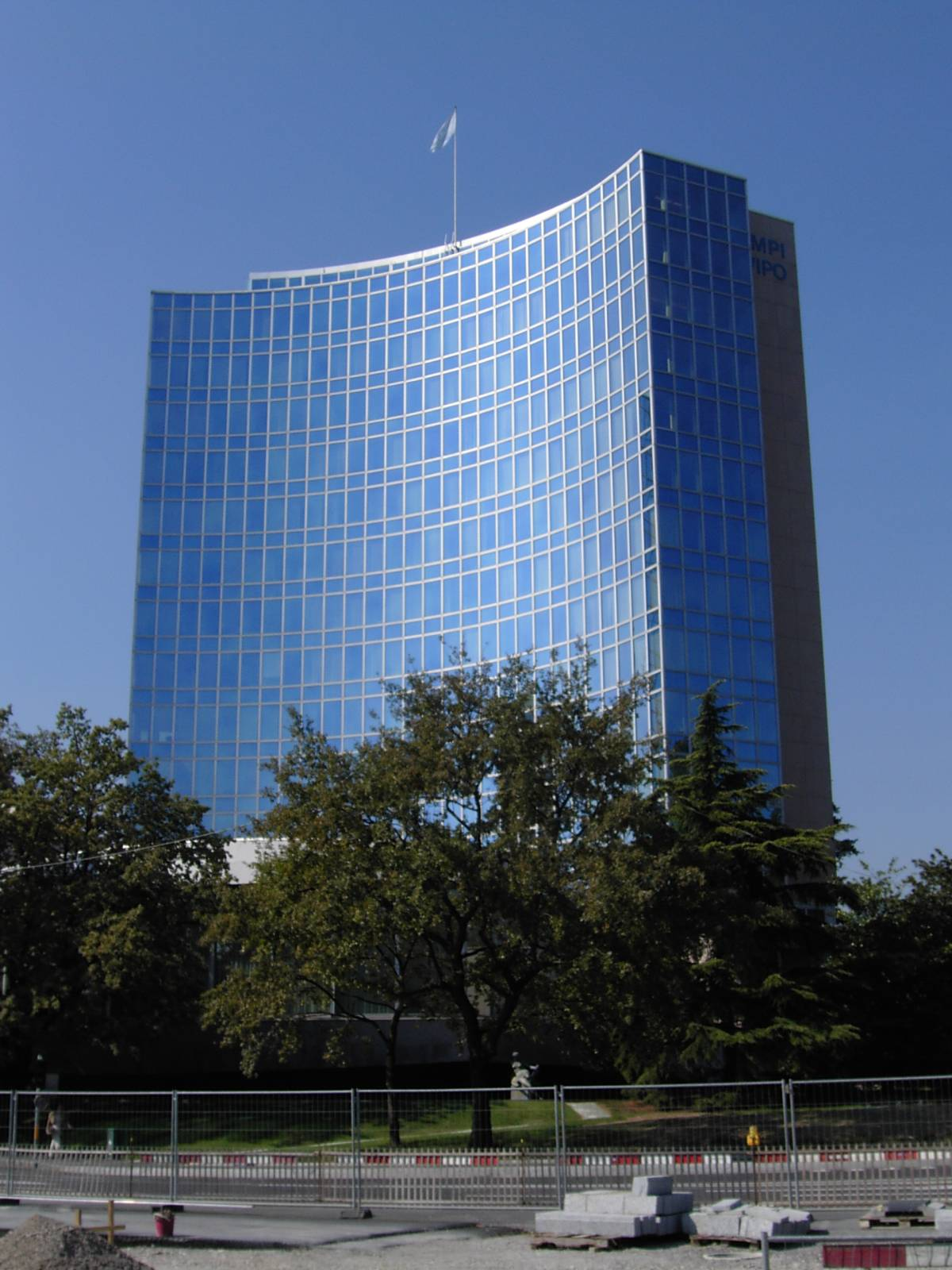
Sede de la OMPI en Ginebra
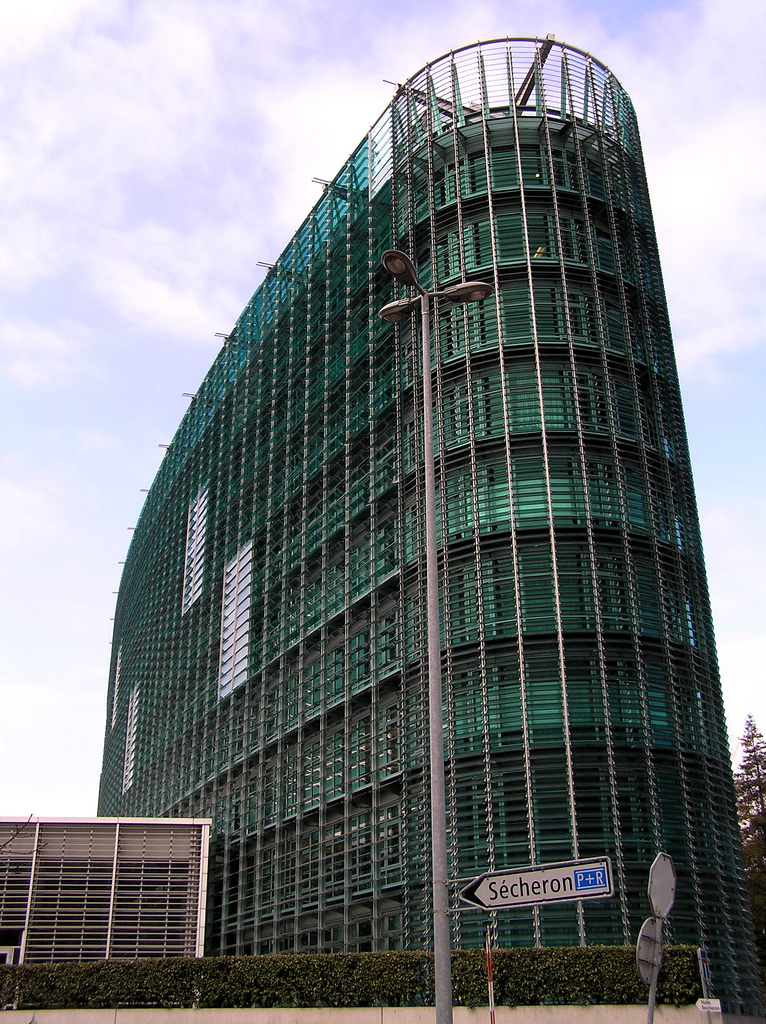
Sede de la OMM en Ginebra
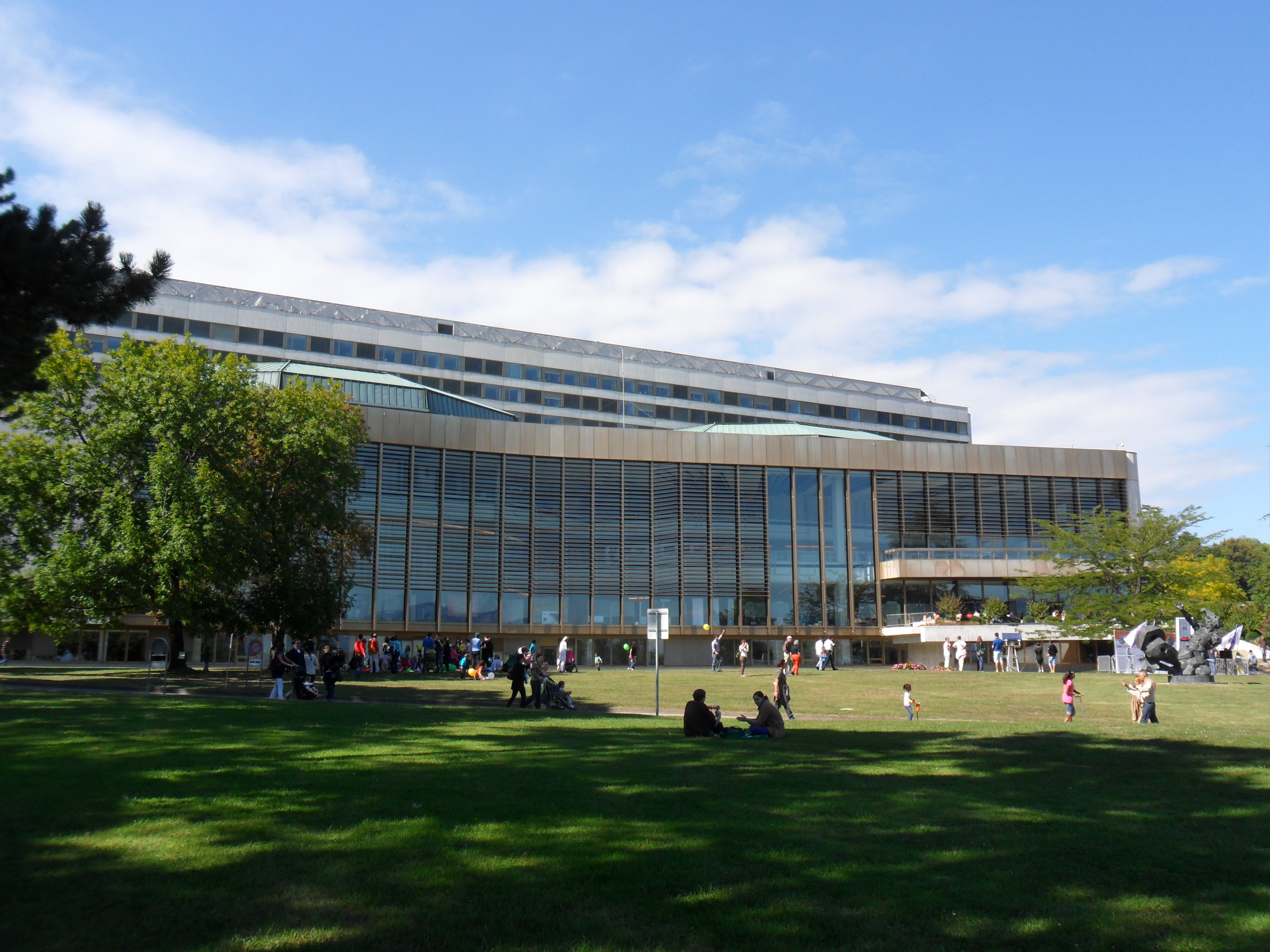
Sede de la CNUCYD en Ginebra
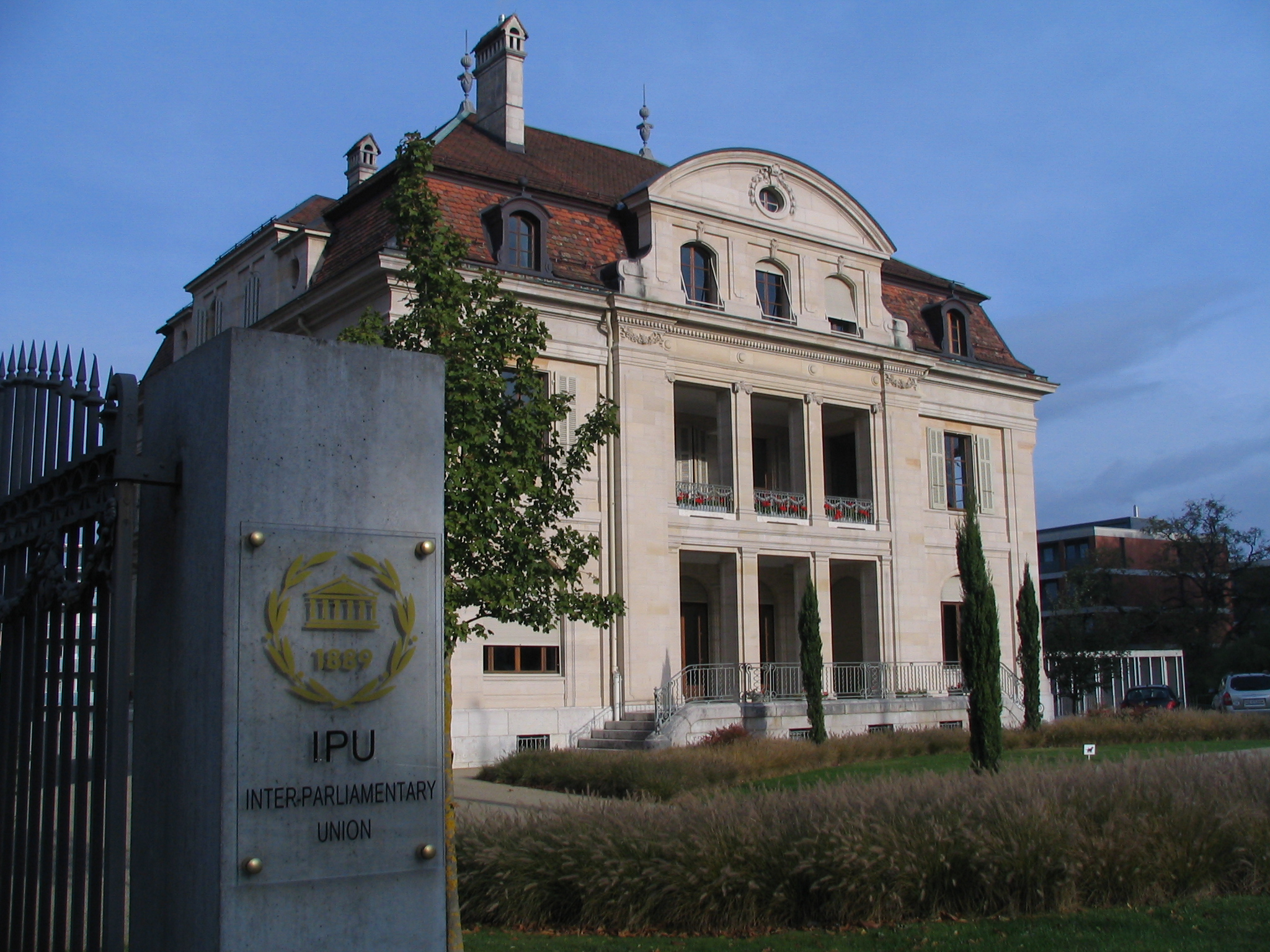
Sede de la UIP en Ginebra
Palacio de las Naciones, sede de la ONU en Ginebra
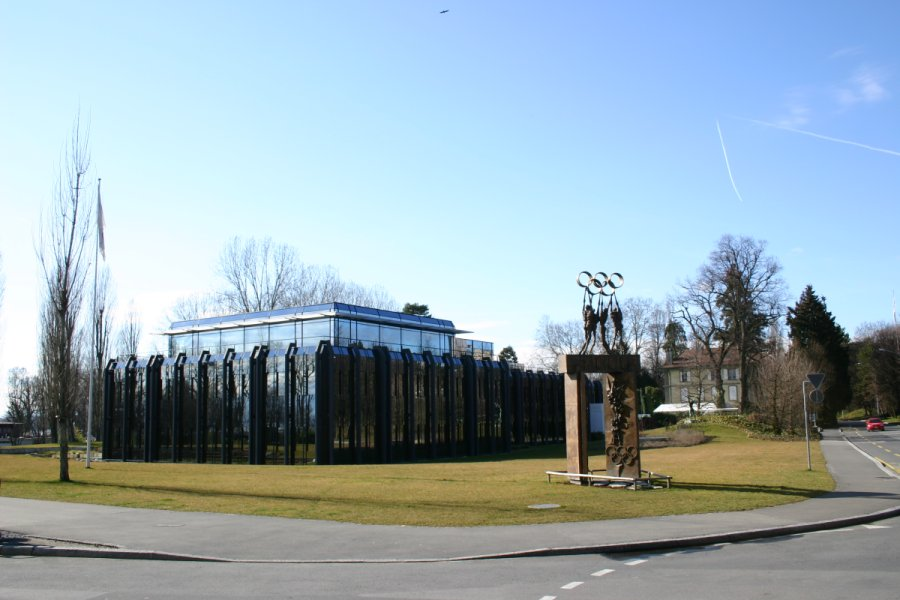
Sede del COI en Lausana
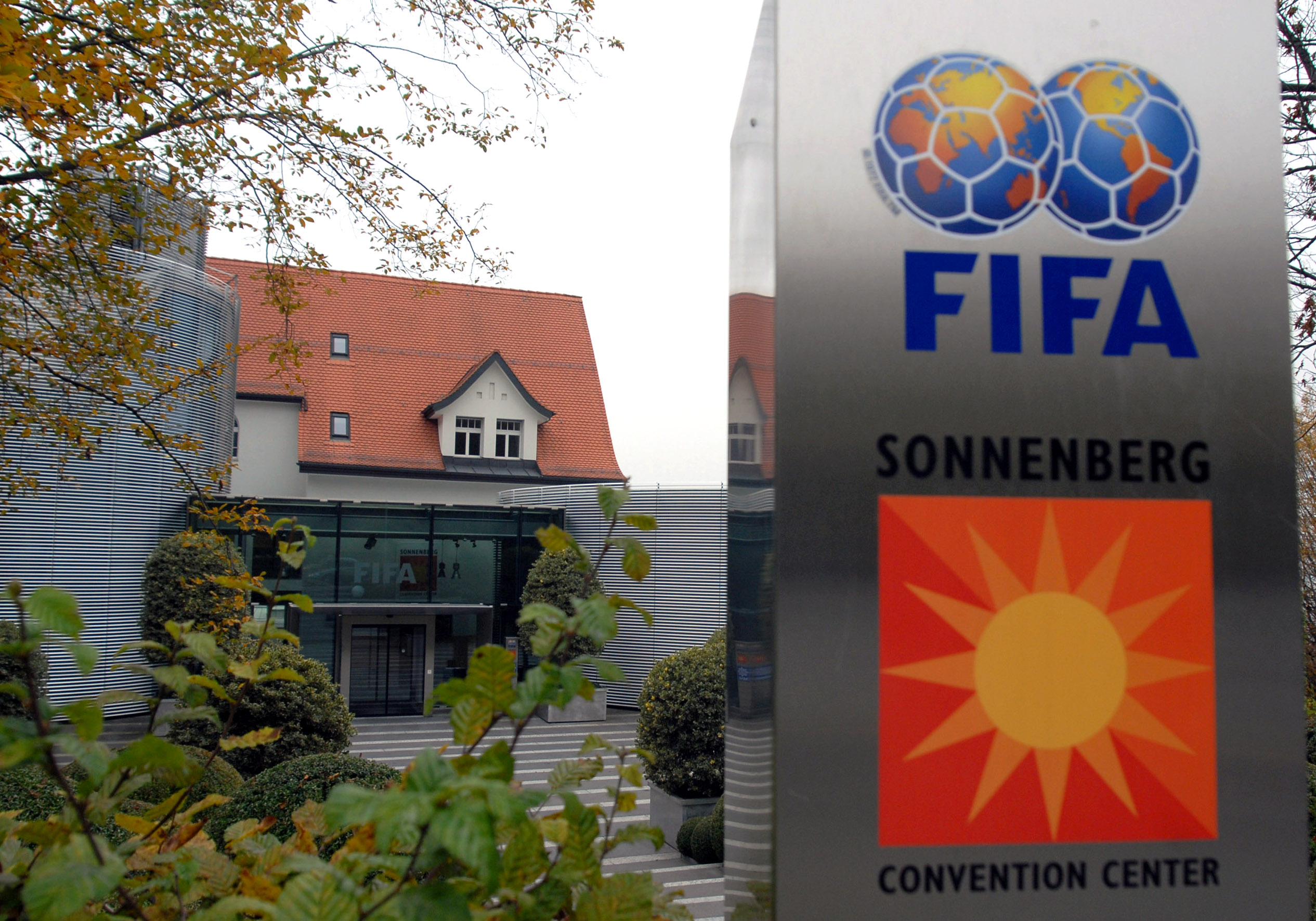
Sede de la FIFA en Zúrich
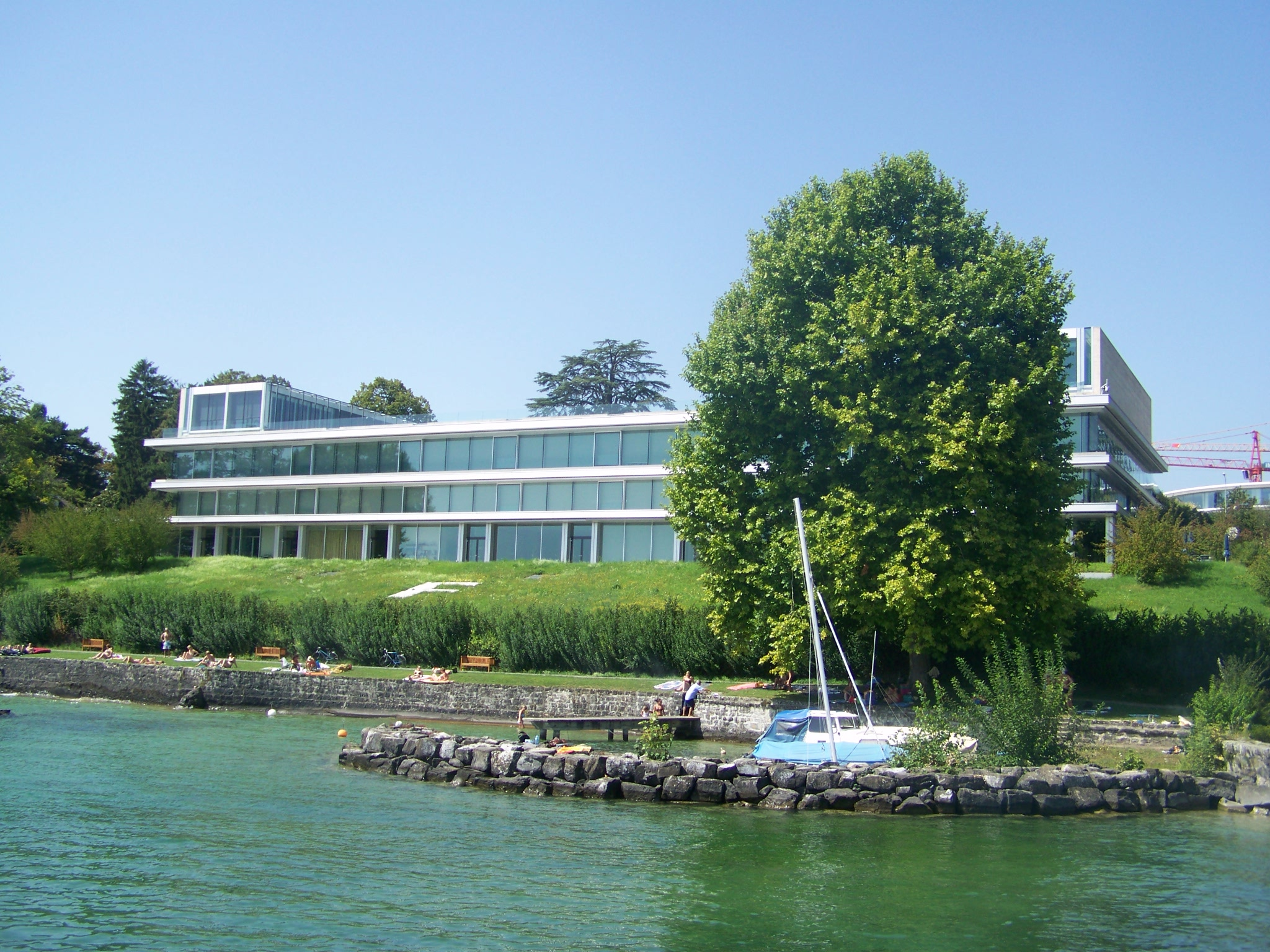
Sede de la UEFA en Nyon, a orillas del lago Lemán
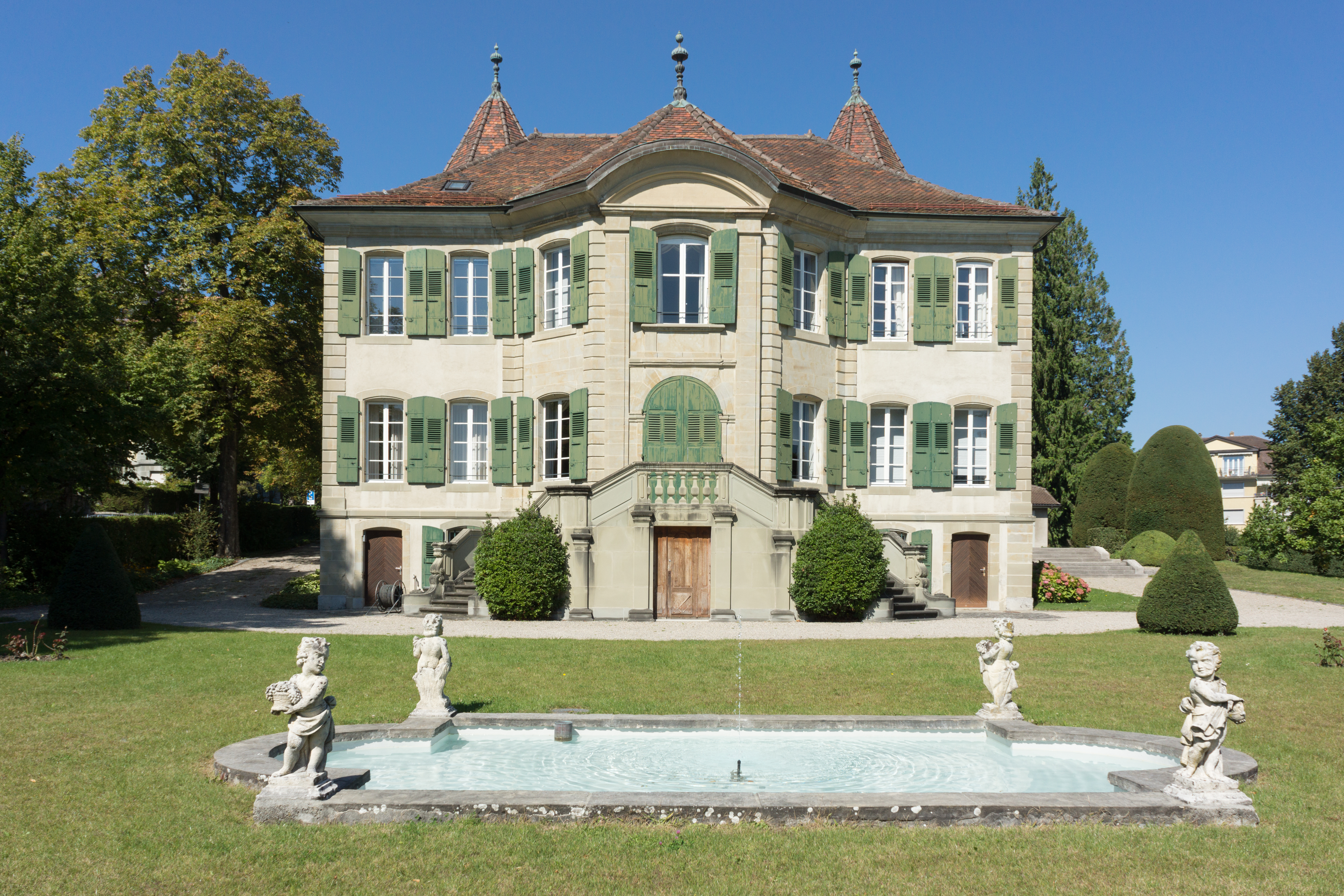
Sede del TAS en Lausana
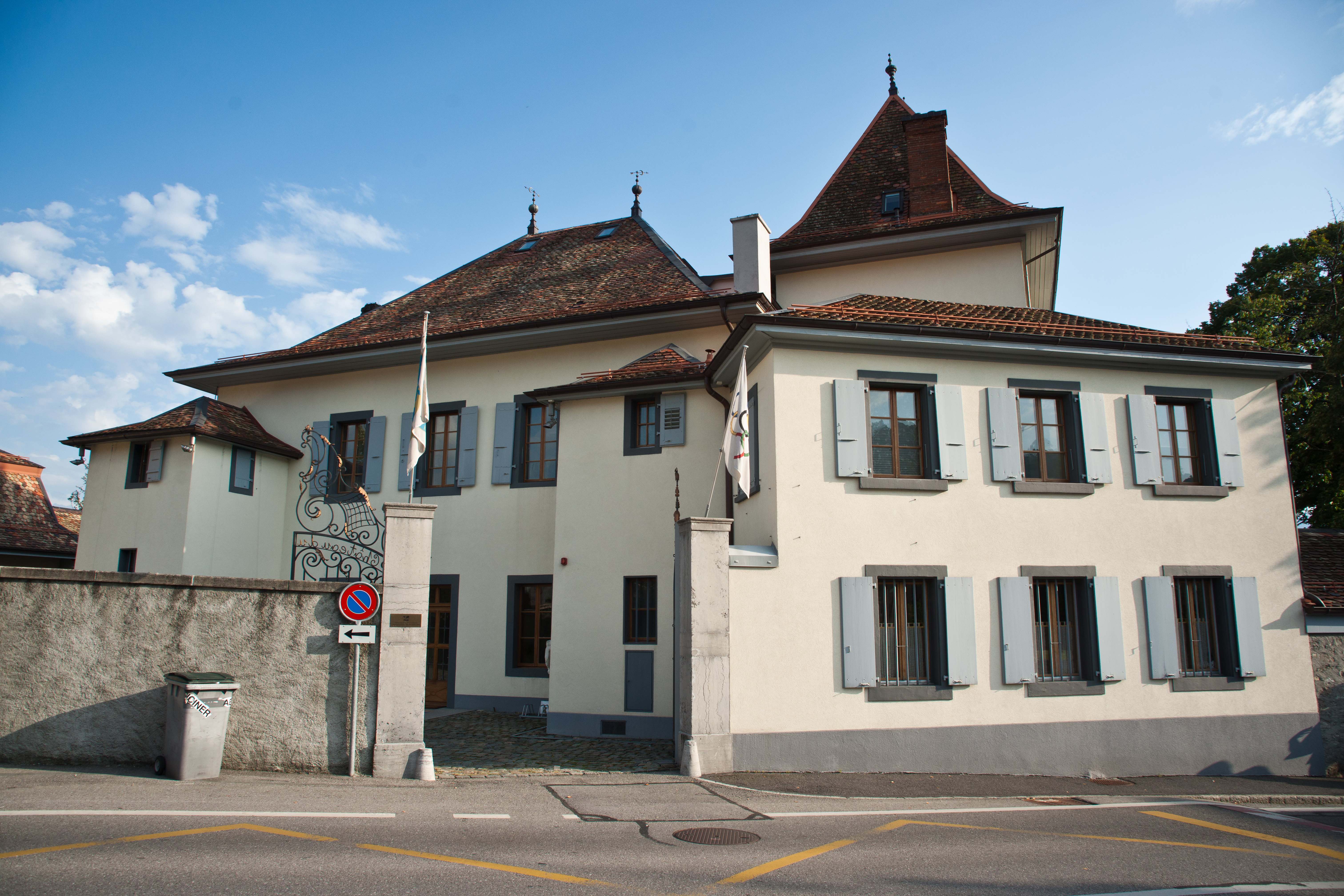
Sede de la FILA en Corsier-sur-Vevey
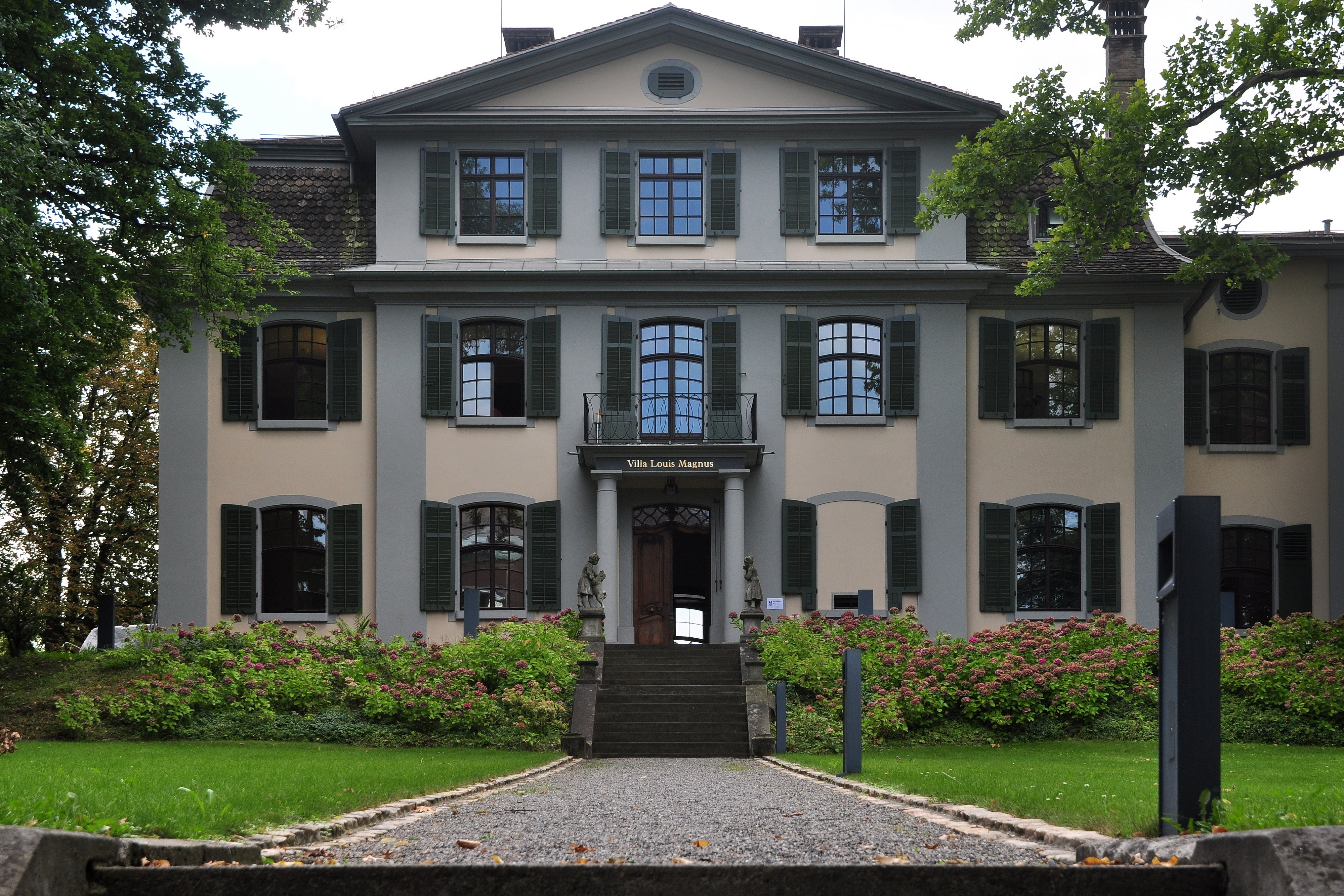
Sede de la IIHF en Zúrich
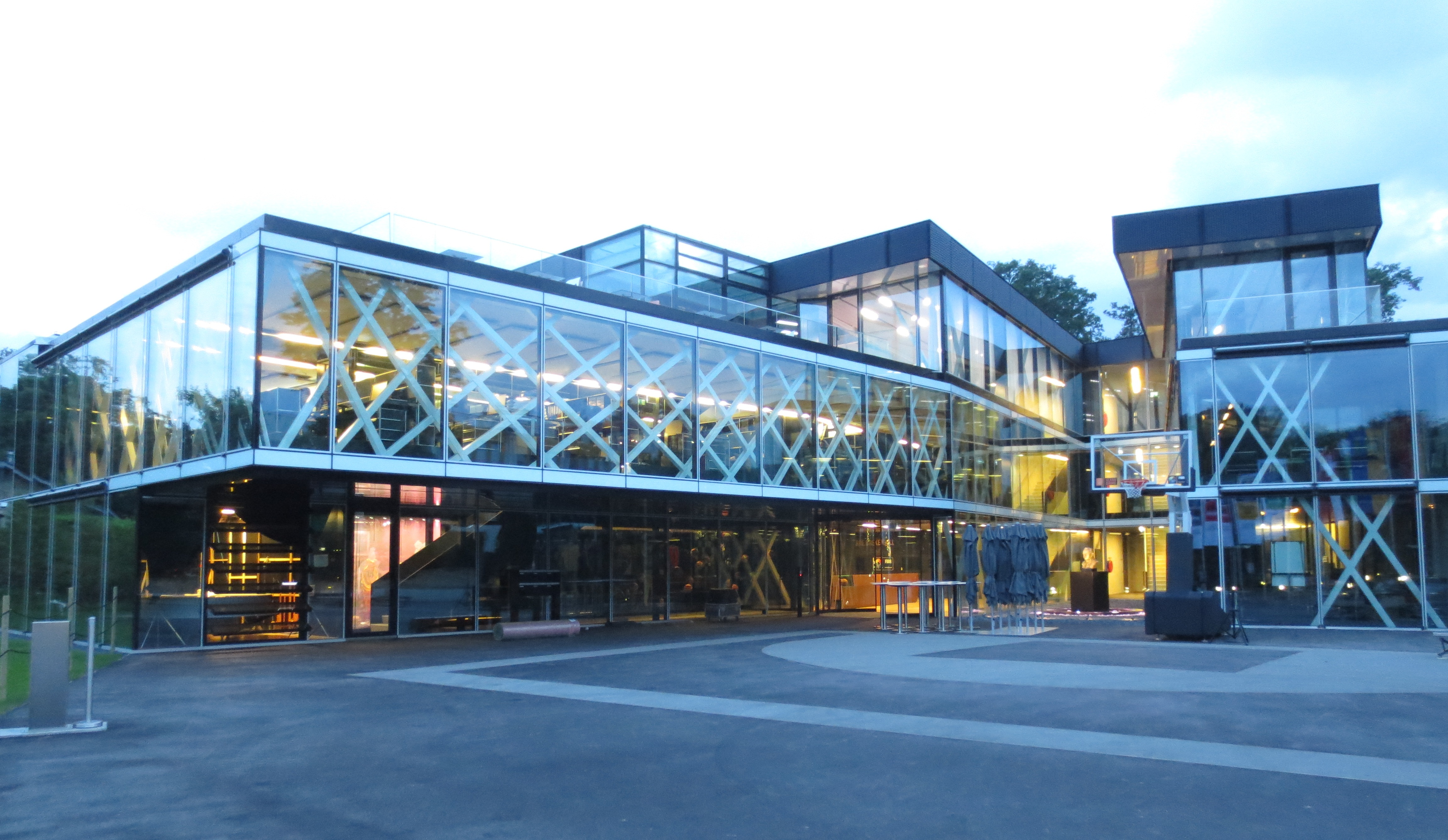
Sede de la FIBA en Ginebra
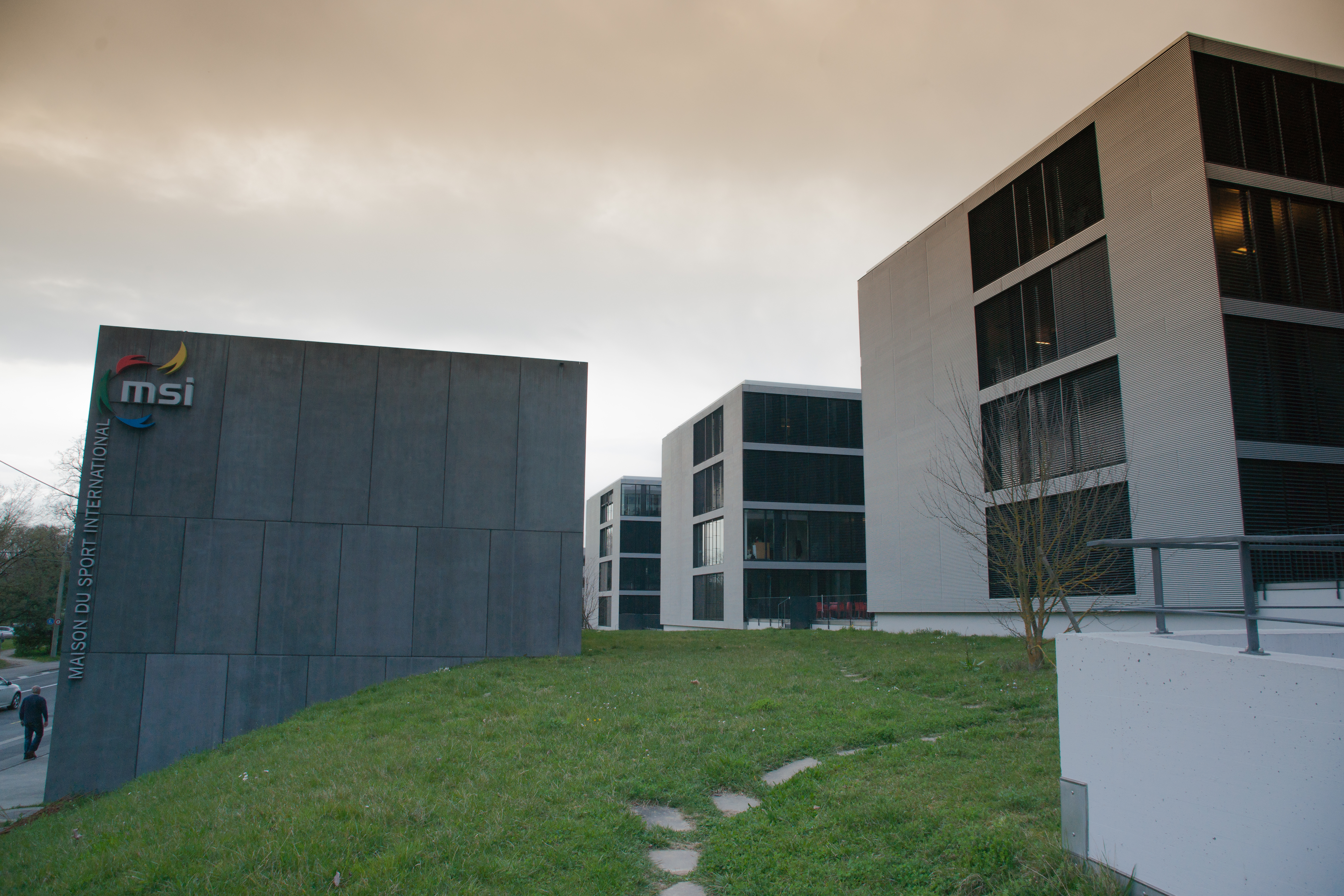
Sede de la FIE en Lausana
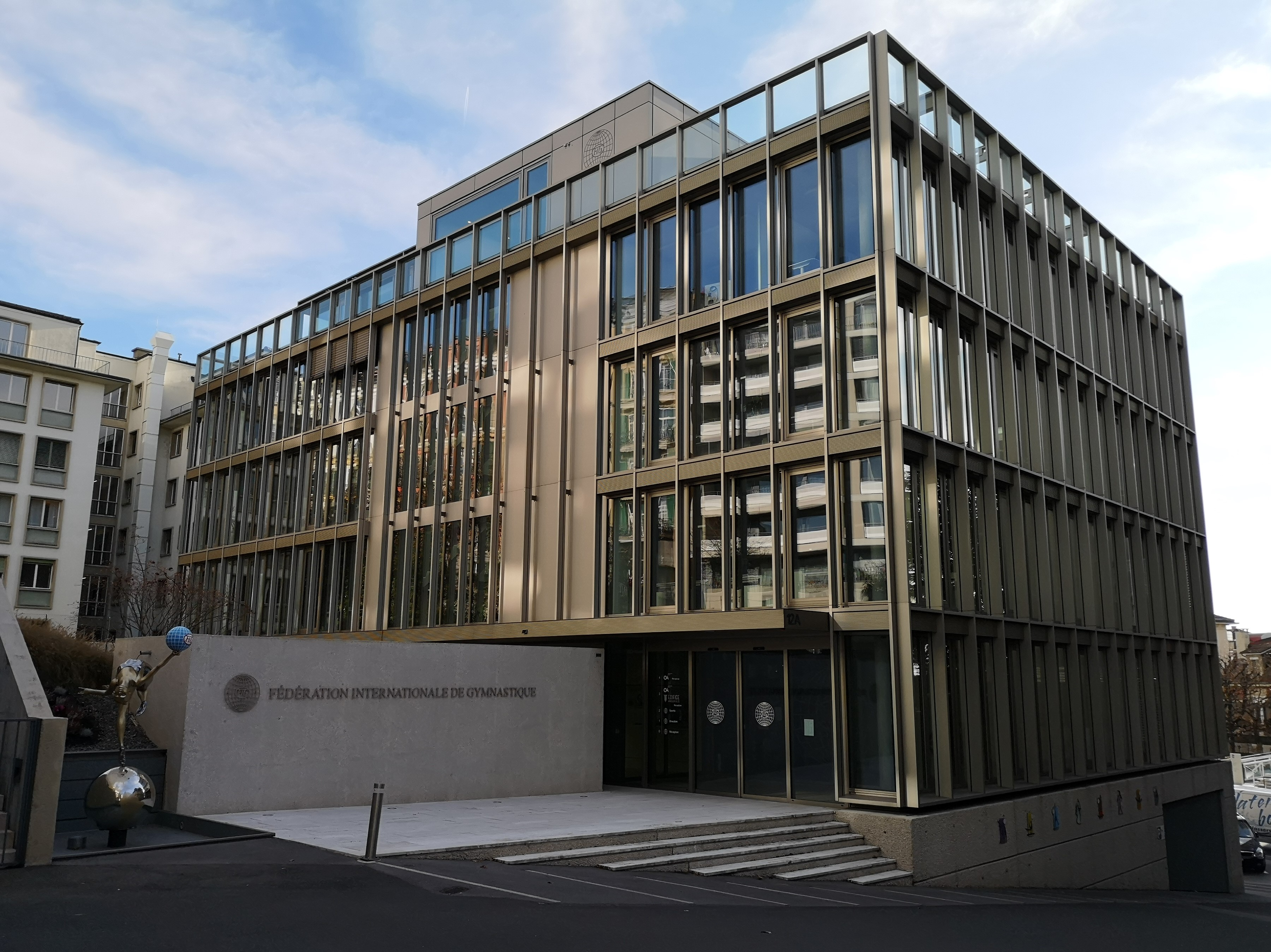
Sede de la FIG en Lausana
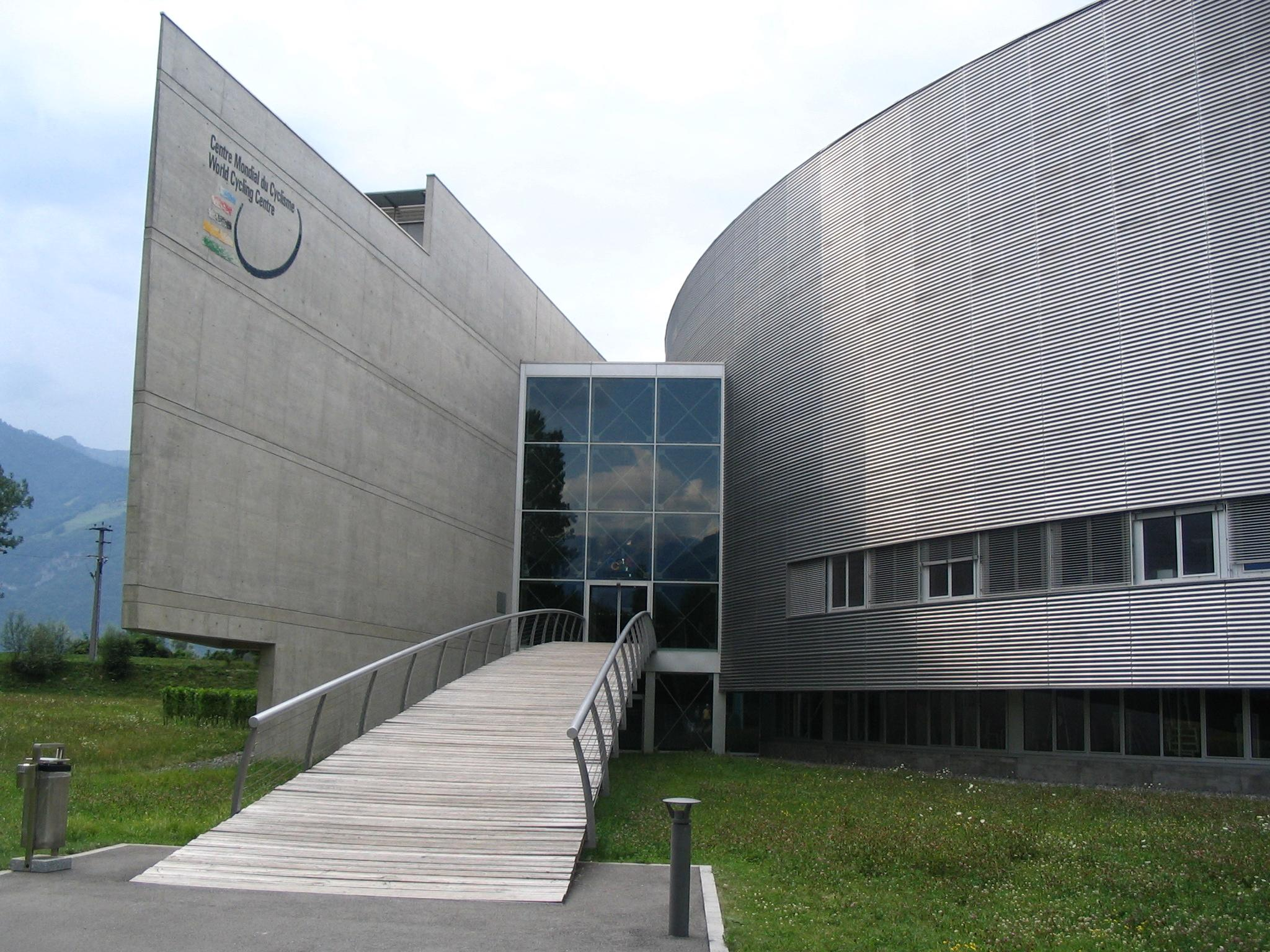
Sede de la UCI en Aigle
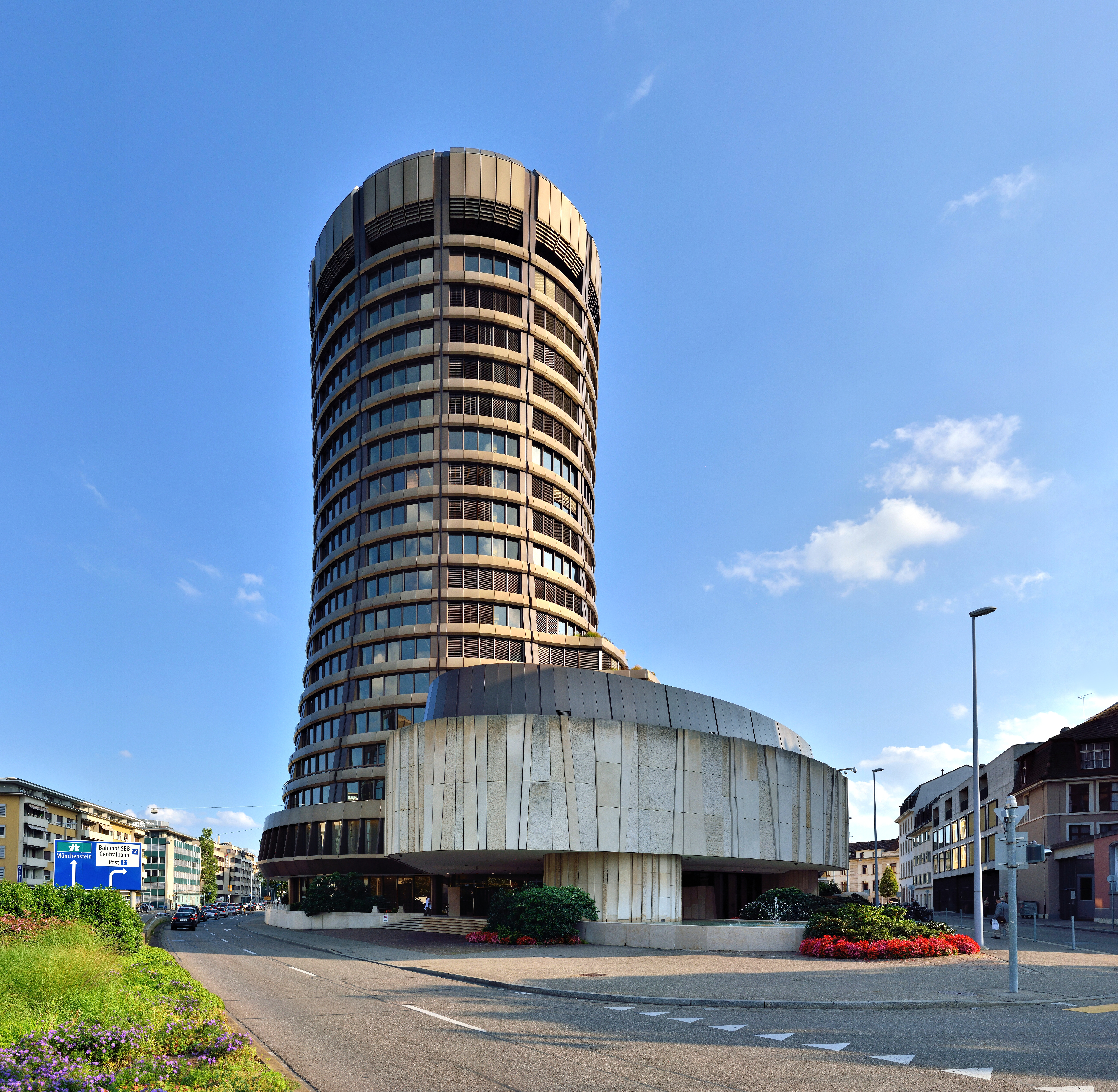
Sede del BPI en Basilea

### Fuerzas armadas

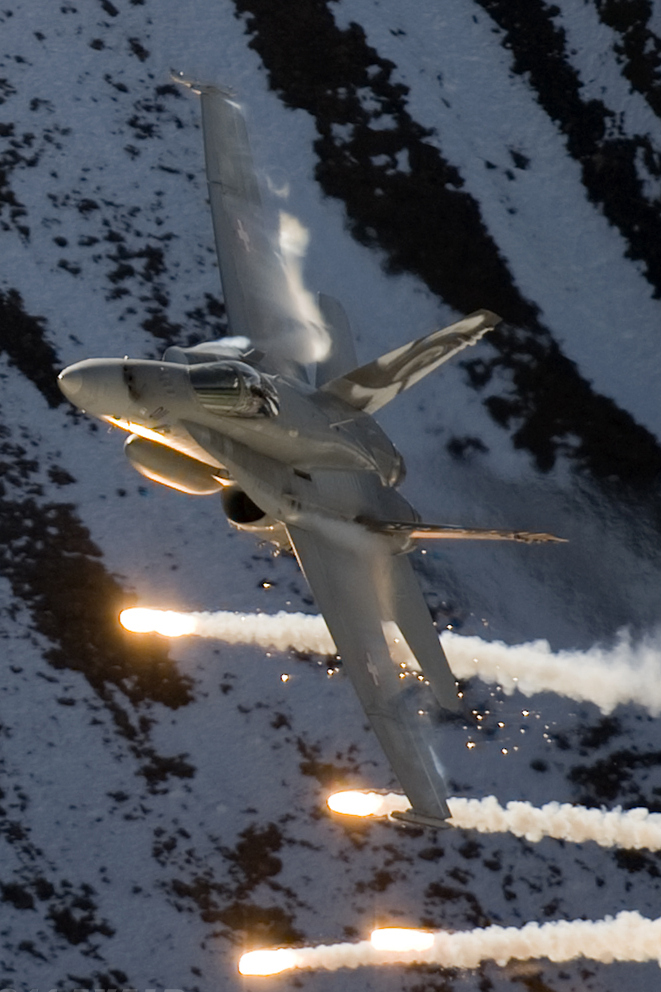
Un F/A-18 Hornet en vuelo sobre territorio suizo. Los pilotos deben lidiar con la topografía montañosa del país.

Las Fuerzas Armadas Suizas se componen del ejército y la Fuerza Aérea Suiza. Como Suiza es un país sin otra salida al mar que a través de las aguas internacionales del río Rin, no cuenta con una marina de guerra, pero en los lagos limítrofes el ejército dispone de botes armados. La peculiaridad del Ejército Suizo es el sistema de milicia. Los soldados profesionales constituyen solo el 5 % del personal militar. El resto son ciudadanos alistados de entre veinte y treinta y cuatro años. Los ciudadanos suizos tienen prohibido servir en tropas extranjeras, con la excepción de la Guardia Suiza, que sirve al papa.
La estructura de la milicia suiza estipula que los soldados deben mantener en casa su propio equipo, incluyendo la famosa navaja del ejército suizo y sus armas personales. Algunas organizaciones y partidos políticos encuentran esta práctica como controvertida y peligrosa. A la edad de diecinueve años, el servicio militar es obligatorio para todos los ciudadanos varones; las mujeres pueden servir voluntariamente. Cerca de las dos terceras partes de los jóvenes suizos son declarados aptos para el servicio; los descartados deben pagar un impuesto especial en su lugar. Anualmente, cerca de veinte mil personas son entrenadas para el combate en un curso de 18 a 21 semanas. La reforma «Ejército XXI» fue adoptada por voto popular en 2009 y reemplazó al antiguo modelo «Ejército 95», reduciendo el número de efectivos de cuatrocientos mil a doscientos mil. De estos, ciento veinte mil son soldados activos y ochenta mil reservistas.

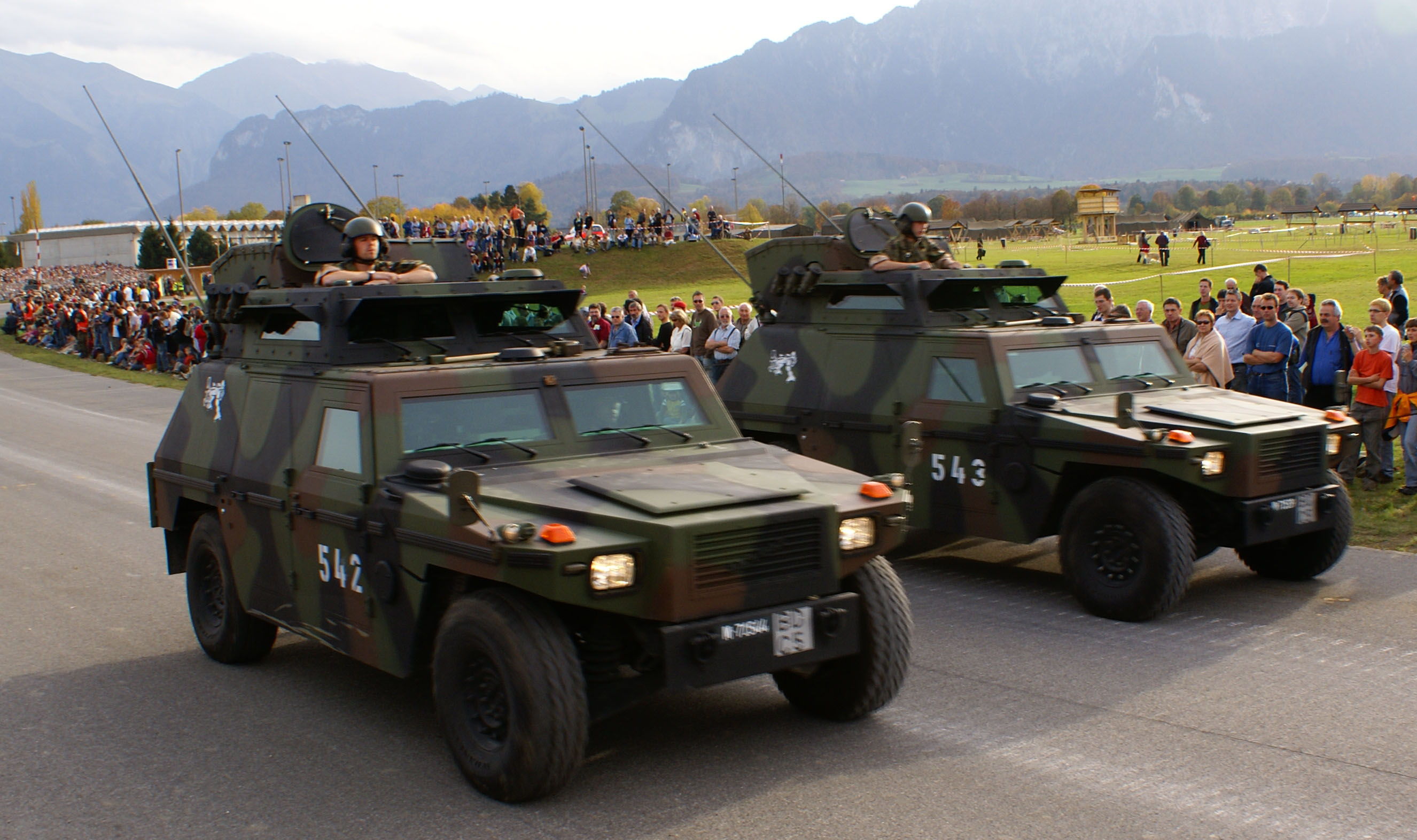
Dos MOWAG Eagle en un desfile militar.

En total, solo se han declarado tres movilizaciones generales para asegurar la integridad y neutralidad de Suiza. La primera con motivo de la guerra franco-prusiana entre 1870 y 1871. La segunda fue decidida en respuesta al estallido de la Primera Guerra Mundial en agosto de 1914. La tercera movilización tuvo lugar en septiembre de 1939 a consecuencia de la invasión alemana a Polonia, y Henri Guisan fue elegido comandante en jefe.
Debido a su neutralidad, el ejército no puede formar parte en conflictos armados en otros países, pero ha participado en varias misiones de paz alrededor del mundo. Desde el año 2000, el departamento de Defensa también utiliza el sistema de inteligencia Onyx para monitorizar las comunicaciones por satélite. Después de la Guerra Fría ha habido numerosos intentos para reducir la actividad militar e incluso disolver el ejército. Uno de los referendos más importantes sobre este tema se celebró el 26 de noviembre de 1989 y, aunque no fue aprobado, mostró que un alto porcentaje de la población suiza estaba a favor de dichas iniciativas.

## Geografía

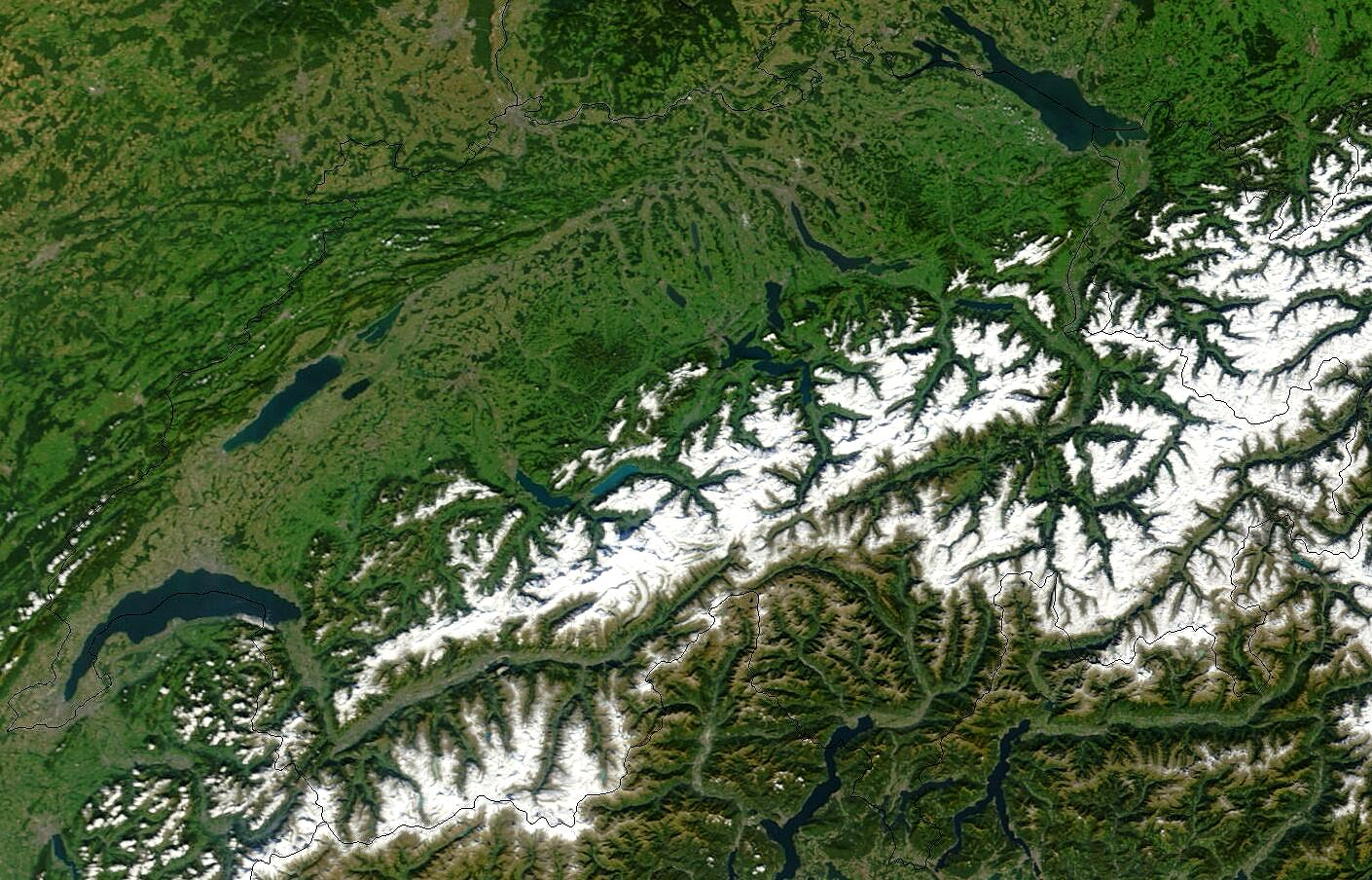
Imagen satelital de Suiza.

Extendiéndose sobre las laderas norte y sur de los Alpes, Suiza comprende una gran variedad de formas de relieve y climas en un área de 41 285 km². La población total es de algo más de 8 millones de habitantes, resultando en una densidad de población de unos 187 hab./km². La parte sur del país es montañosa y se encuentra menos densamente poblada que la parte norte, donde el terreno, en parte boscoso y en parte despejado, cuenta con la presencia de varios lagos.
Suiza se puede dividir en tres áreas topográficas básicas: los Alpes suizos en el sur, la meseta suiza en el centro y las montañas de Jura en el norte. Los Alpes son una cordillera de montañas altas que corren a través del centro y sur del país, ocupando cerca del 60 % de la superficie total. Entre los picos más altos de los Alpes suizos, siendo el mayor la Punta Dufour (Dufourspitze) con 4634 m s. n. m., se encuentran múltiples valles, con cascadas y glaciares. Estos conforman la cabecera de algunos de los ríos más importantes de Europa, como el Rin, el Ródano, el Eno, el Aar y el Tesino. Otros ríos fluyen por el país y desembocan en los grandes lagos que hay en el territorio nacional, como el lago Lemán, el lago de Zúrich, el lago de Neuchâtel o el lago de Constanza.
Una de las montañas más famosas del país es el Cervino (4478 m s. n. m.) en los Alpes Peninos, formando parte de la frontera con Italia. Otras de las montañas más altas del país se encuentran en esa zona: la Punta Dufour (4634 m s. n. m.), el Dom (4545 m s. n. m.) y el Weisshorn (4506 m s. n. m.). En la sección de los Alpes berneses, al norte de Lauterbrunnen, se halla un valle con setenta y dos cascadas, también conocido por los montes Jungfrau (4158 m s. n. m.) y Eiger (3970 m s. n. m.), y otros de los valles más pintorescos de la región. En el sureste destaca el valle de Engadina, donde se localiza la comuna de Sankt Moritz, y el pico más alto de la zona es el Piz Bernina (4049 m s. n. m.).
La parte septentrional del país es la más poblada, ocupando cerca del 30 % de la superficie del país; es también llamada meseta suiza (Mittelland en alemán). Cuenta con amplios valles con colinas, bosques y pastizales, que suelen utilizarse para la agricultura y la ganadería. Es en esta zona donde se ubican las ciudades y los lagos más grandes de Suiza. El lago más grande del país es el lago Lemán, en la parte occidental del mismo y compartido con Francia.
El clima es por lo general templado, pero puede variar mucho de localidad a localidad, de las condiciones glaciares en la cima de las montañas a un clima casi mediterráneo en el sur del país. Los veranos suelen ser cálidos y húmedos con lluvias periódicas que ayudan al desarrollo de la agricultura en la región. Los inviernos en las montañas alternan días de sol y nieve, mientras que las tierras más bajas tienden a tener días nublados y neblinosos. Un fenómeno climatológico llamado Efecto Föhn puede ocurrir en cualquier época del año, incluso en invierno, y se caracteriza por el paso del aire cálido del Mediterráneo por los Alpes desde Italia. Las zonas con menos precipitaciones son los valles meridionales en el Valais, donde se cultiva el valioso azafrán y viñedos para la producción de vinos. Los Grisones también tienden a ser más secos y ligeramente más fríos, aunque a veces reciben numerosas nevadas en invierno. Las condiciones más húmedas del país persisten en las alturas de los Alpes y en el cantón del Tesino, donde las lluvias y nevadas son abundantes. La zona oriental tiende a ser más fría que la occidental del país, además de que las precipitaciones suelen ser escasas a lo largo del año, con variaciones menores entre el paso de las estaciones. El otoño suele ser la estación más seca del país, aunque los patrones del clima en Suiza pueden variar mucho de un año a otro, haciendo que sea muy difícil predecirlo.
Los ecosistemas de Suiza pueden ser particularmente vulnerables, lo cual se debe a que los múltiples valles delicados separados por las montañas a menudo forman ecosistemas únicos. Las regiones montañosas en sí son también vulnerables, con una amplia gama de plantas que no se encuentran a esas altitudes en otras partes del mundo, pero que están expuestas al maltrato de los visitantes y de la ganadería.

### Efectos del calentamiento global
El calentamiento global es particularmente duro para Suiza. Esto se debe al clima continental y la ubicación en las latitudes medias. Entre el inicio de los registros meteorológicos en 1864 y 2019, se convirtió en un promedio de 1.9 °C más cálido en Suiza. Como resultado, las temperaturas en Suiza aumentaron el doble de rápido que el promedio mundial. El calentamiento se ha acelerado en los últimos 30 años. Cada año entre 1991 y 2019 fue más cálido que el promedio de los años 1961 a 1990. De las diez temperaturas promedio más cálidas de junio desde que comenzaron los registros climáticos, siete se midieron después de 2002. En 1890, Davos todavía tenía 231 días de heladas (= número de días por debajo de 0 °C); en 2018 solo hubo 161 días de heladas en Davos. El área de los glaciares suizos casi se redujo a la mitad entre 1850 (1621 km²) y 2019 (944 km²). Los estudios científicos llegan a la conclusión de que alrededor de 2050 los deportes de invierno ya no serán posibles en Suiza si no se cumple el objetivo de dos grados del acuerdo climático de París.

### Geología

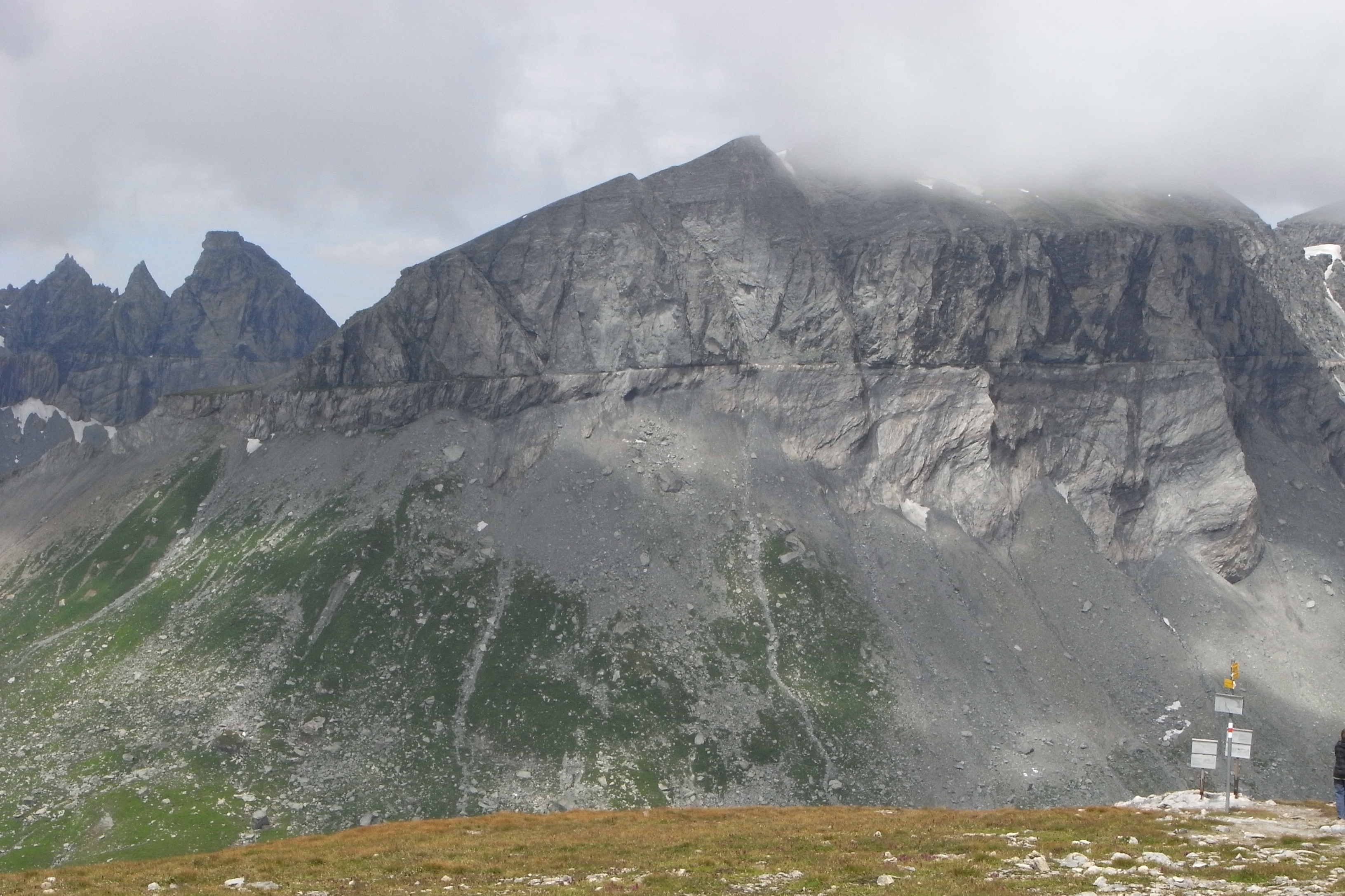
Vista de la falla de cabalgamiento. A la izquierda Tschingelhorn y al centro Piz Segnes, vista desde Fil de Cassons.

La estructura geológica de Suiza es esencialmente el resultado de la colisión entre las placas de África y Europa que ha ocurrido durante los últimos millones de años. Este fenómeno es especialmente visible en la falla de cabalgamiento de Sardona, declarada por UNESCO Patrimonio de la Humanidad.
Desde el punto de vista geológico, Suiza se divide en cinco regiones principales. Los Alpes, que esencialmente se componen de granito, y el macizo del Jura, que es una cordillera de pliegues más joven, de calizas. Entre la cadena montañosa de Jura y Los Alpes se encuentra la meseta suiza, que en parte es llana y en parte con lomajes. Se agregan además el Valle del Po en el extremo sur del Tesino, el valle del Mendrisiotto (Mendrisio), así como la fosa tectónica del Alto Rin en las inmediaciones de Basilea, la cual está ubicada en su mayor parte fuera de Suiza.
Las enormes masas de hielo —que durante las distintas glaciaciones avanzaron adentrándose mucho en el territorio de la Meseta Suiza— marcaron de manera determinante y dieron forma a la topografía de la Suiza actual durante los últimos dos millones de años.

## Economía

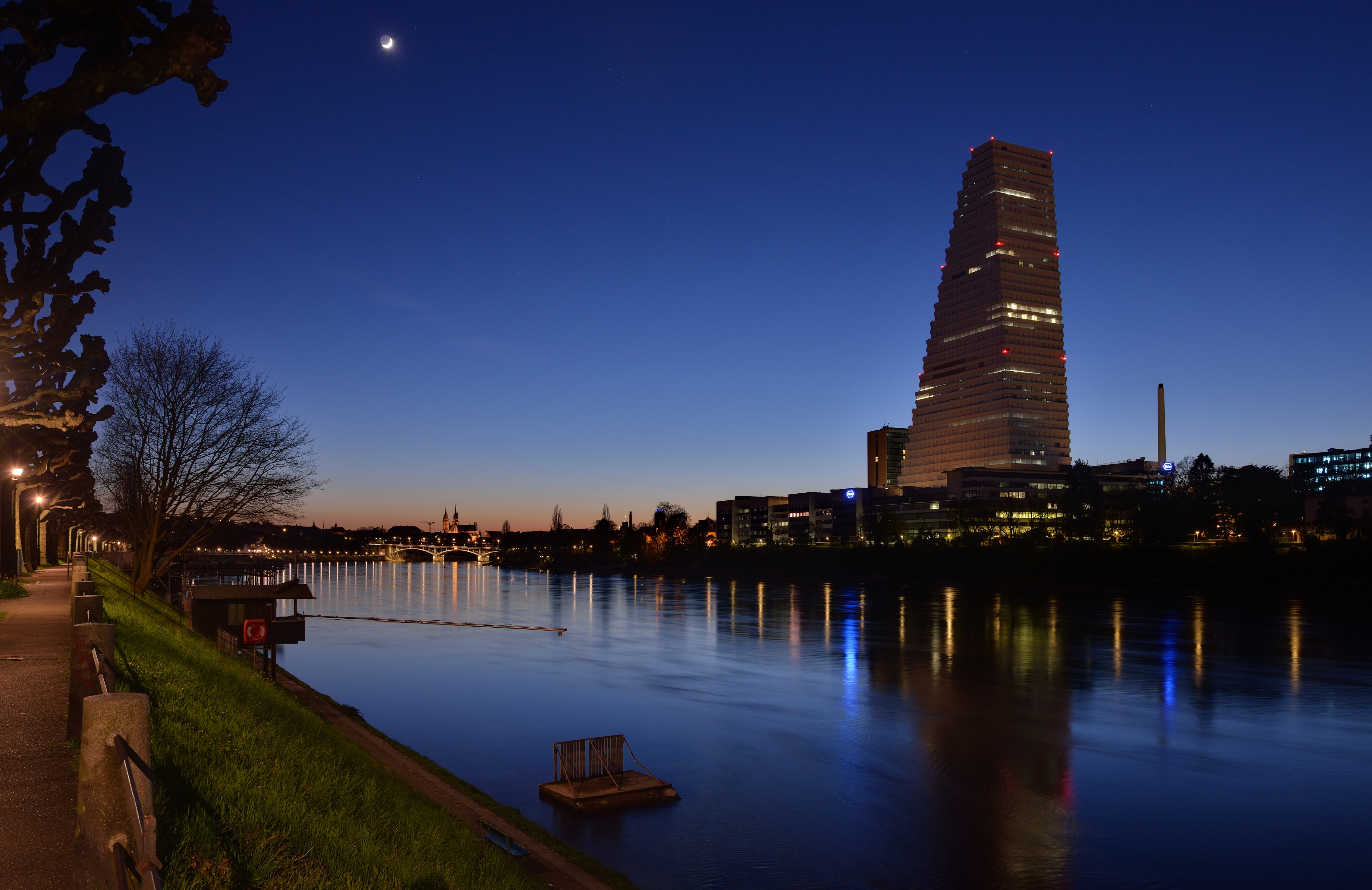
La ciudad de Basilea (Torre Roche) es la capital de la industria farmacéutica del país, que representa alrededor del 38 % de las exportaciones suizas en todo el mundo.

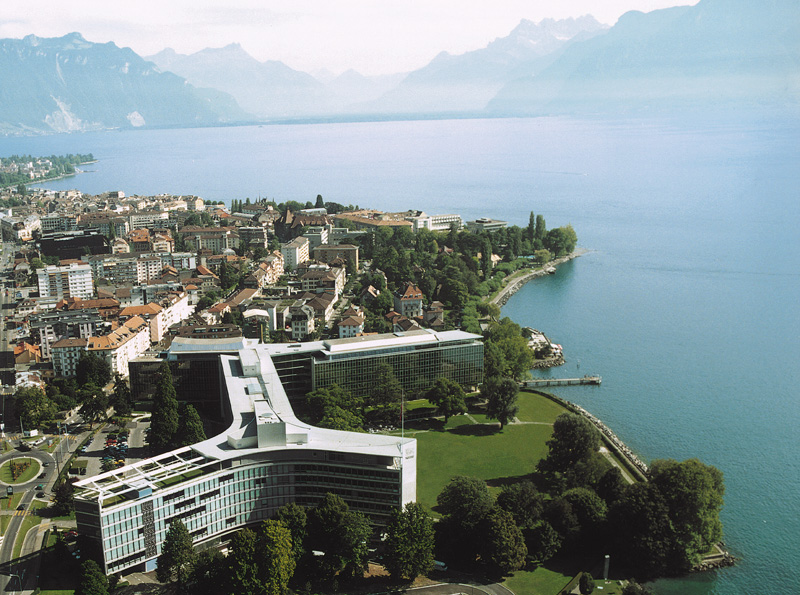
Oficinas centrales de Nestlé a orillas del lago Lemán.

Suiza cuenta con una de las economías más estables, poderosas y modernas del mundo, ubicada entre las diez mejores según el Índice de Libertad Económica de 2009. El PIB nominal per cápita de Suiza es más alto que el de la mayoría de las economías europeas, solo superado por el de Luxemburgo. La moneda oficial del país es el franco suizo (CHF).
El índice de paridad de poder adquisitivo (PPA) de Suiza se encuentra entre los quince mejores del mundo. El reporte de competitividad del Foro Económico Mundial coloca a la economía de Suiza como la segunda más competitiva en el mundo. En gran parte del siglo XX, Suiza fue el país más rico en Europa por un margen considerable.
Suiza es la sede de algunas de las corporaciones multinacionales más grandes del mundo. Las compañías más grandes de Suiza son: Glencore, Nestlé, Novartis, Hoffmann-La Roche, Grupo Syngenta, ABB, Sika AG y Adecco. También destacan los bancos mundiales UBS AG, Servicios Financieros Zúrich, Credit Suisse Group, Swiss Re y los grupos relojeros Swatch y Richemont. UBS AG es un banco privado y un banco de inversión que se ocupa de la gestión de riquezas (wealth management) y de activos (asset management) de clientes privados, corporativos e institucionales. Entre sus servicios, ofrecidos a nivel nacional y mundial, destaca también la banca de inversión (investment banking). Junto a Credit Suisse, UBS es el mayor y más antiguo banco presente en la Confederación Helvética.

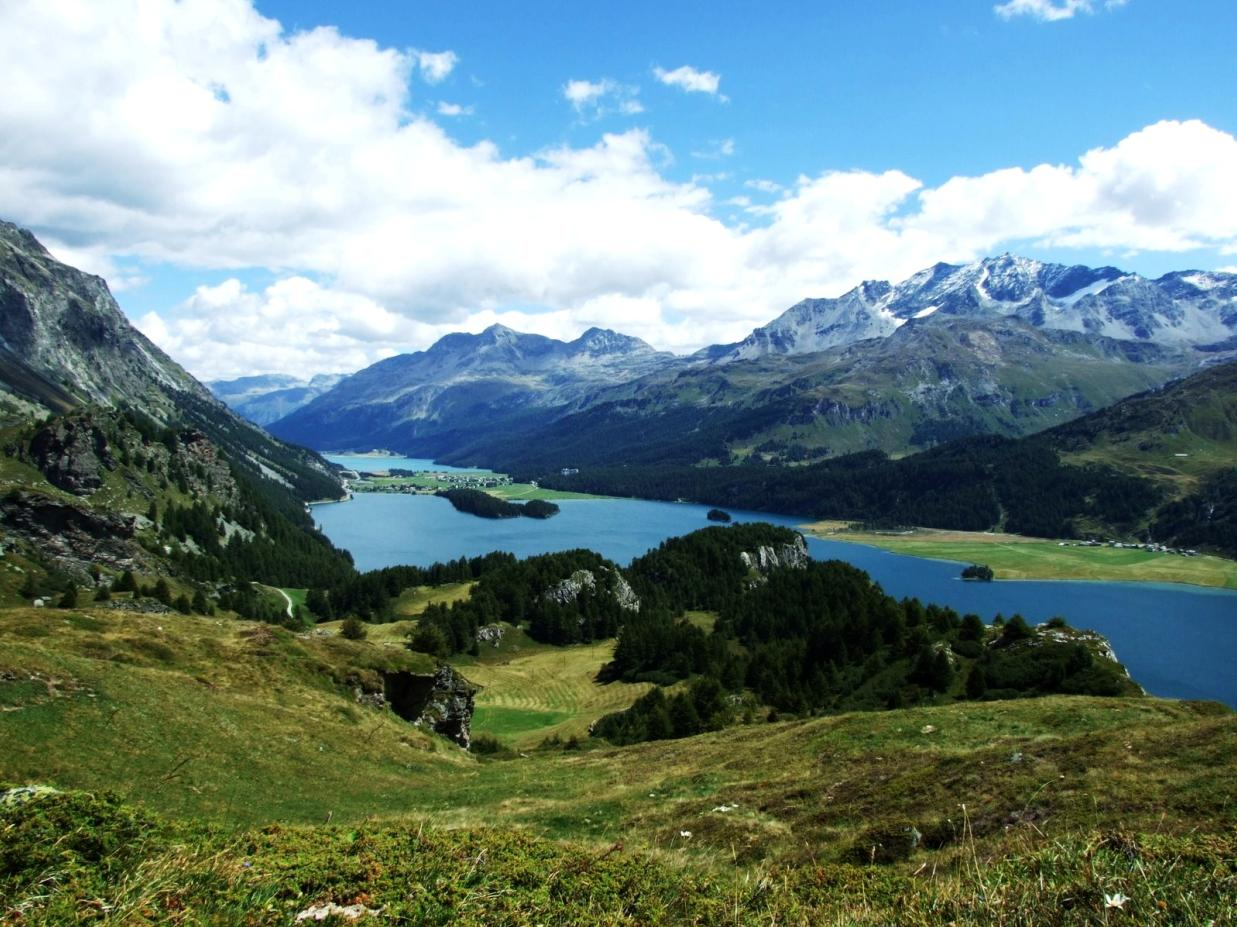
Valle de Engadina. El turismo constituye una importante fuente de ingresos para las regiones alpinas.

Las actividades económicas más importantes en Suiza se encuentran la industria química, la industria farmacéutica, la fabricación de instrumentos musicales y de medición, las inmobiliarias, los servicios financieros y el turismo. Las principales exportaciones del país son los productos químicos (34 % de los bienes exportados), la maquinaria electrónica (20.9 %) y los instrumentos de precisión y relojes (16.9 %). Los servicios exportados suman un tercio de los bienes exportados.
La población económicamente activa llega a los 3.8 millones de personas. Suiza cuenta con un mercado laboral más flexible que los países vecinos y el índice de desempleo se mantiene bajo. Sin embargo, el índice de desempleo aumentó de 1.7 % en junio de 2000 a 3.9 % en septiembre de 2004. En abril de 2009 el índice de desempleo había bajado hasta 3.4 %, en parte debido al alza de la economía que comenzó a mediados de 2003.
El sector privado en la economía suiza es inmenso, además de que el país cuenta con bajas tasas de impuestos para los estándares occidentales, siendo una de las más bajas de los países desarrollados. El lento crecimiento económico de Suiza en la década de 1990 y principios de 2000 trajo consigo una serie de reformas económicas para adaptarse al modelo de la Unión Europea. Según Credit Suisse, solo el 37 % de los habitantes del país es dueño de su propia casa, uno de los índices más bajos en toda Europa. El aumento de los precios de los alimentos y bienes raíces fueron del 145 % y 171 % en 2007, mientras que en Alemania fueron del 104 % y 113 %. El proteccionismo agrícola, una rara excepción a la política de libre comercio suiza, contribuye al alza de los precios de los alimentos. Según la OCDE, la liberalización de los mercados está retrasando algunas economías europeas como Suiza. Sin embargo, el PPA suizo es uno de los más altos en el mundo. Aparte de la agricultura, las barreras económicas y del comercio entre la Unión Europea y Suiza son mínimas y el país ha firmado múltiples acuerdos de libre comercio con otros países del mundo.

### Infraestructuras y medio ambiente
La electricidad generada en Suiza proviene en un 56 % de centrales hidroeléctricas, un 34 % de centrales nucleares y un 5 % de centrales térmicas y de otros combustibles convencionales como el carbón.

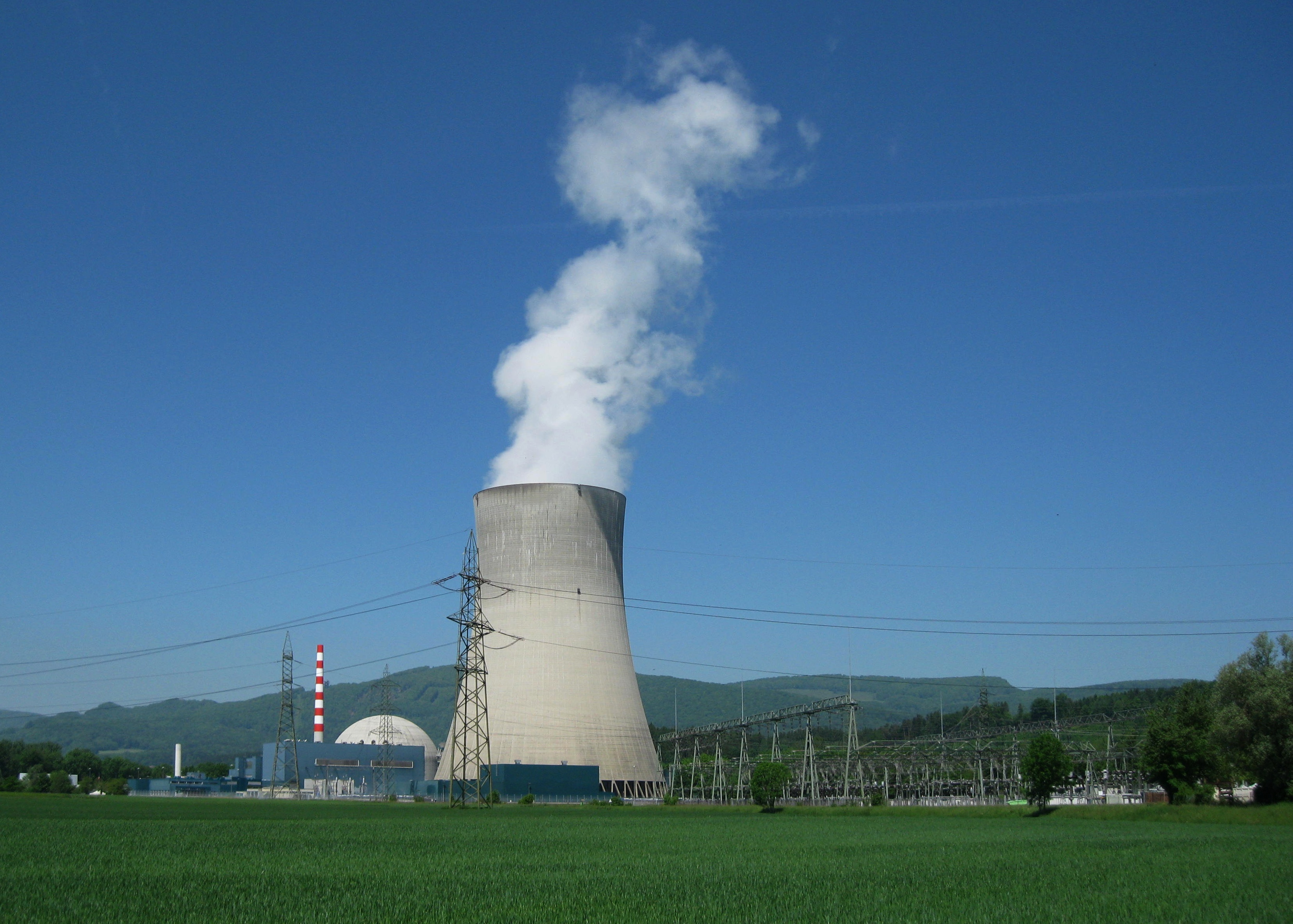
La Central nuclear de Gösgen es una de las cuatro existentes en Suiza

El 18 de mayo de 2003, fueron rechazadas dos iniciativas antinucleares: «Moratorium Plus», que pedía el cese de la construcción de nuevas plantas de energía nuclear (41.6 % a favor y 58.4 % en contra), y «Electricidad sin energía nuclear» (33.7 % a favor y 66.3 % en contra). La antigua moratoria de diez años para la construcción de nuevas centrales de energía nuclear fue el resultado de una iniciativa ciudadana de 1990, en la cual el sí ganó con el 54.5 % de los votos, contra el no que obtuvo 45.5 %. La Oficina Federal de Energía Suiza (SFOE) es la responsable de responder y atender todas las quejas y dudas sobre el abastecimiento y la utilización de la energía, junto con el Departamento Federal de Medio Ambiente, Transporte, Energía y Comunicaciones (DETEC). Estas agencias apoyan el concepto de la «Sociedad de 2000 vatios» para reducir en más de la mitad el consumo de energía del país hasta el año 2050.

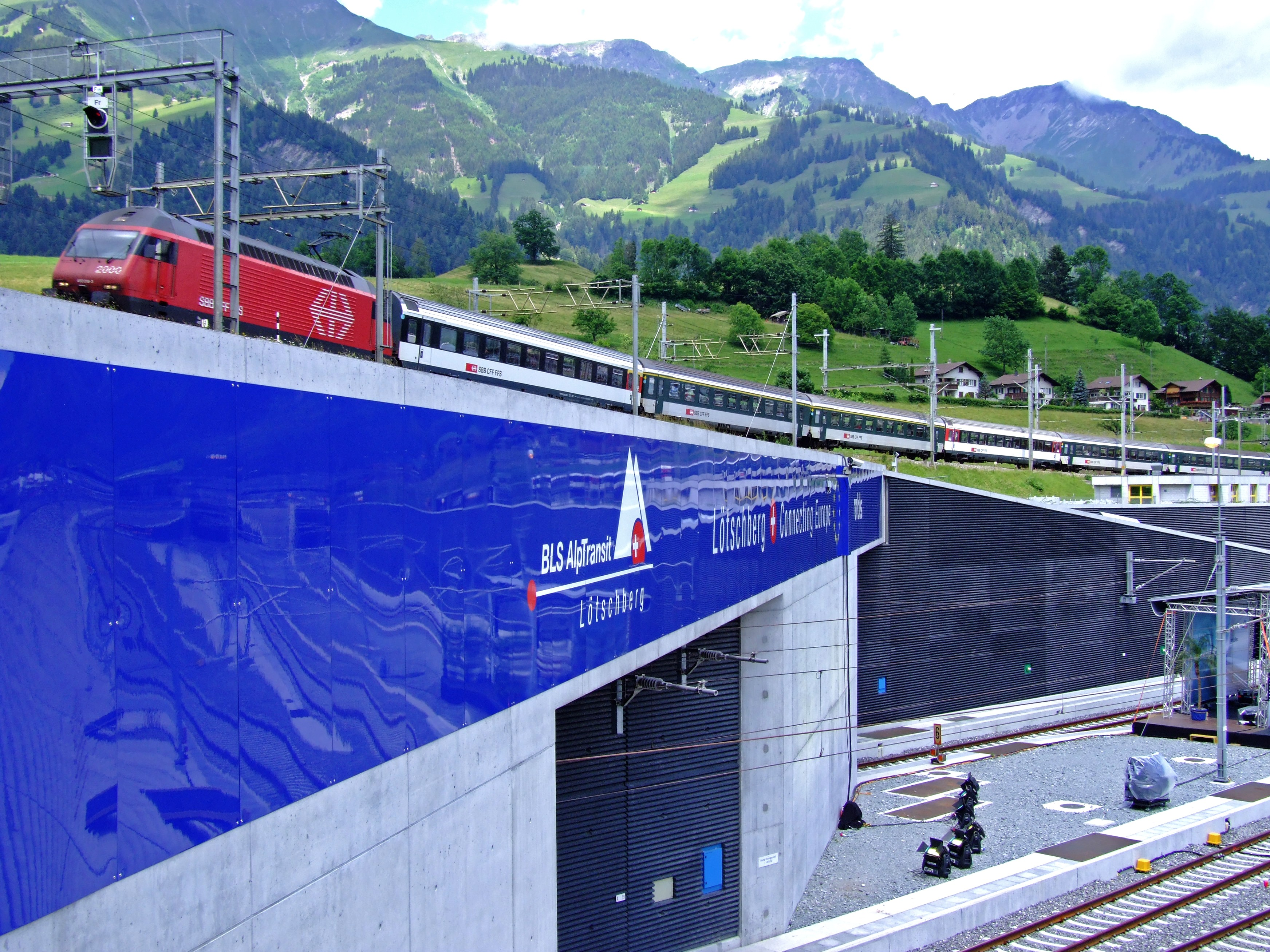
Entrada del nuevo túnel de base de Lötschberg, el tercer túnel ferroviario más grande del mundo, debajo de la antigua vía del Lötschberg. Es el primer túnel completado como parte del programa AlpTransit.

La administración de las vías terrestres suizas es financiada a través de la viñeta suiza y con los impuestos sobre los vehículos. El sistema de autopistas suizo requiere la compra de una pegatina o viñeta, con un valor de 40 CHF por un año, tanto para vehículos de pasajeros como de carga. La red de carreteras suizas tiene una longitud de 1638 km (año 2000) y un área aproximada de 41 290 km², lo que convierte a Suiza en uno de los países con mayor número de autopistas en proporción a su tamaño. El aeropuerto más grande del país es el Aeropuerto Internacional de Zúrich, por el cual pasaron más de 20.7 millones de pasajeros en 2007. A este le siguen el Aeropuerto Internacional de Ginebra con 10.8 millones de pasajeros y el Aeropuerto de Basilea-Mulhouse con 4.3 millones de pasajeros, ambos aeropuertos son compartidos con Francia.
La red ferroviaria cuenta con 5063 km, transportando a más de 350 millones de pasajeros anualmente. En 2007, cada ciudadano suizo había recorrido un promedio de 2103 km en tren. La red ferroviaria es administrada principalmente por la SBB-CFF-FFS, excepto en gran parte de los Grisones, donde los 366 km de vía estrecha son operados por el Ferrocarril Rético, que incluye algunas líneas que son Patrimonio de la Humanidad. La construcción de túneles a través de los Alpes ha reducido la duración de los viajes que se efectúan entre el norte y el sur.
Suiza es altamente activa en cuanto al reciclaje y las regulaciones anticontaminantes, siendo uno de los recicladores más grandes del mundo, con un aprovechamiento de los materiales reciclables que va del 66 % al 96 %. En muchos lugares de Suiza, la recolección de basura en los vecindarios no es gratuita. La basura (excepto materiales peligrosos, baterías, etc.) es recogida solo si está en bolsas con una calcomanía que demuestra el pago, o en bolsas oficiales entregadas al depositar el pago del servicio. Esto supone un incentivo económico para reciclar, ya que el reciclaje es gratuito. Funcionarios de salubridad y la policía revisan los depósitos de basura para buscar aquellas bolsas donde no se verifique el pago del servicio, así como antiguas cuentas y recibos que puedan dar pista de dónde provienen aquellas bolsas. Las multas por no pagar el sistema de recolección de basura van de 200 a 500 CHF.

## Educación, ciencia y tecnología

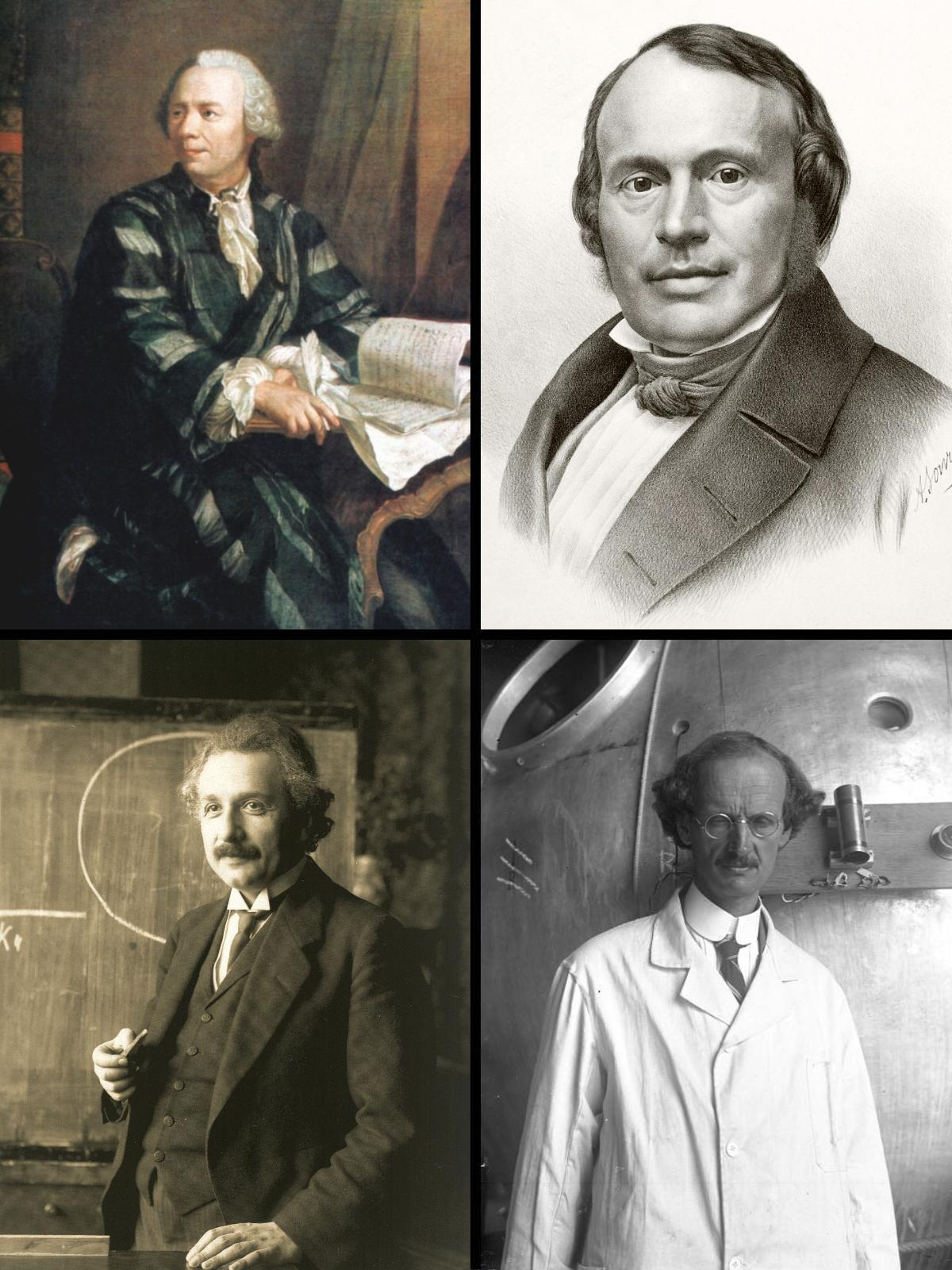
Algunos de los científicos suizos que han jugado un papel clave en su disciplina:
Leonhard Euler (matemáticas)
Louis Agassiz (glaciología)
Albert Einstein (física) - nacionalizado
Auguste Piccard (aeronáutica).

La educación en Suiza es muy diversa debido a que la constitución del país delega la autoridad del sistema escolar a cada cantón. Existen escuelas públicas y privadas, incluyendo muchos colegios de renombre internacional. La edad mínima para ingresar en la escuela primaria es de seis años en todos los cantones. La escuela primaria consta de cuatro a seis grados, dependiendo de la escuela. Tradicionalmente, la primera lengua extranjera que se enseñaba en las primarias era alguno de los otros idiomas oficíales, aunque en el año 2000 en algunos cantones se empezaron a dar cursos de inglés. Al final de la escuela primaria (o al comienzo de la escuela secundaria), los alumnos están separados en varios grupos (a menudo tres) de acuerdo a sus capacidades intelectuales. Los que aprenden más rápido son inscritos en clases avanzadas para ser preparados para el examen de Matura (bachillerato) y para estudios más específicos, mientras que los escolares que asimilan los conocimientos un poco más lentamente reciben una educación más adecuada a sus necesidades. En Suiza también se encuentra el Instituto Le Rosey, apodado «la escuela de los reyes» debido a los numerosos monarcas que han estudiado en él. Es conocido como uno de los internados más caros y lujosos del mundo.

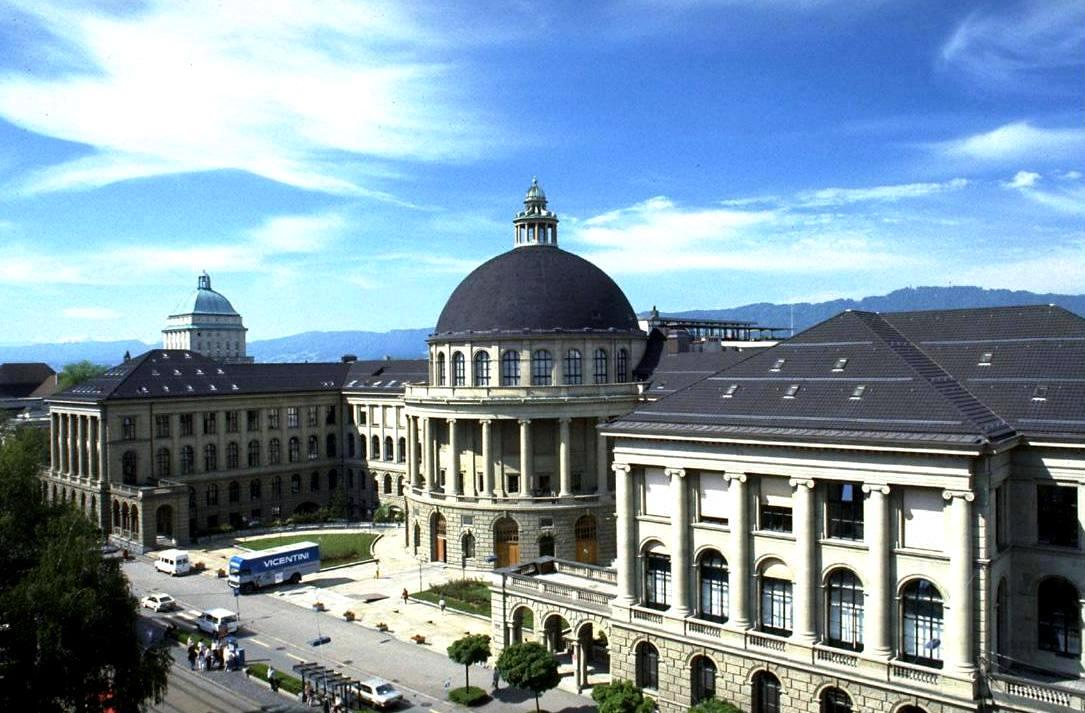
El campus «Zentrum» de la ETH Zürich, la universidad más prestigiosa de Suiza, donde Albert Einstein estudió.

Existen 12 universidades en Suiza, diez de ellas son administradas a nivel cantonal y suelen ofrecer carreras no técnicas. La primera universidad del país fue fundada en 1460 en Basilea (con una facultad de Medicina) y tiene fama de ser uno de los mejores centros de investigación química y médica en Suiza. La mayor universidad del país es la Universidad de Zúrich con cerca de veinticinco mil estudiantes. Los dos institutos administrados por el gobierno federal, la ETH en Zúrich (fundada en 1855) y la EPFL en Lausana (fundada en 1969, anteriormente asociada a la Universidad de Lausana), gozan de una excelente reputación internacional. En 2008, la ETH Zúrich figuraba entre los mejores quince institutos del campo Ciencias Naturales y Matemáticas según una lista publicada por la Universidad de Shanghái Jiao Tong, mientras la EPFL se encontraba en el puesto 18.º de la categoría Ingeniería/Tecnología y ciencias computacionales. Además, existen varias universidades de ciencias aplicadas. Suiza tiene el segundo mayor índice de estudiantes extranjeros en educación terciaria, solo por detrás de Australia.
Hay varios científicos suizos que han sido galardonados con el premio Nobel, por ejemplo, el famoso físico alemán nacionalizado suizo Albert Einstein, quien desarrolló la teoría de la relatividad mientras trabajaba en Berna. Más recientemente Vladimir Prelog, Heinrich Rohrer, Richard Ernst, Edmond Fischer, Rolf Zinkernagel y Kurt Wüthrich recibieron el premio Nobel de diversas ciencias. En total, hay 113 ganadores del premio Nobel que tienen alguna conexión con Suiza, y el Premio Nobel de la Paz ha sido entregado nueve veces a organizaciones con sede en el país.

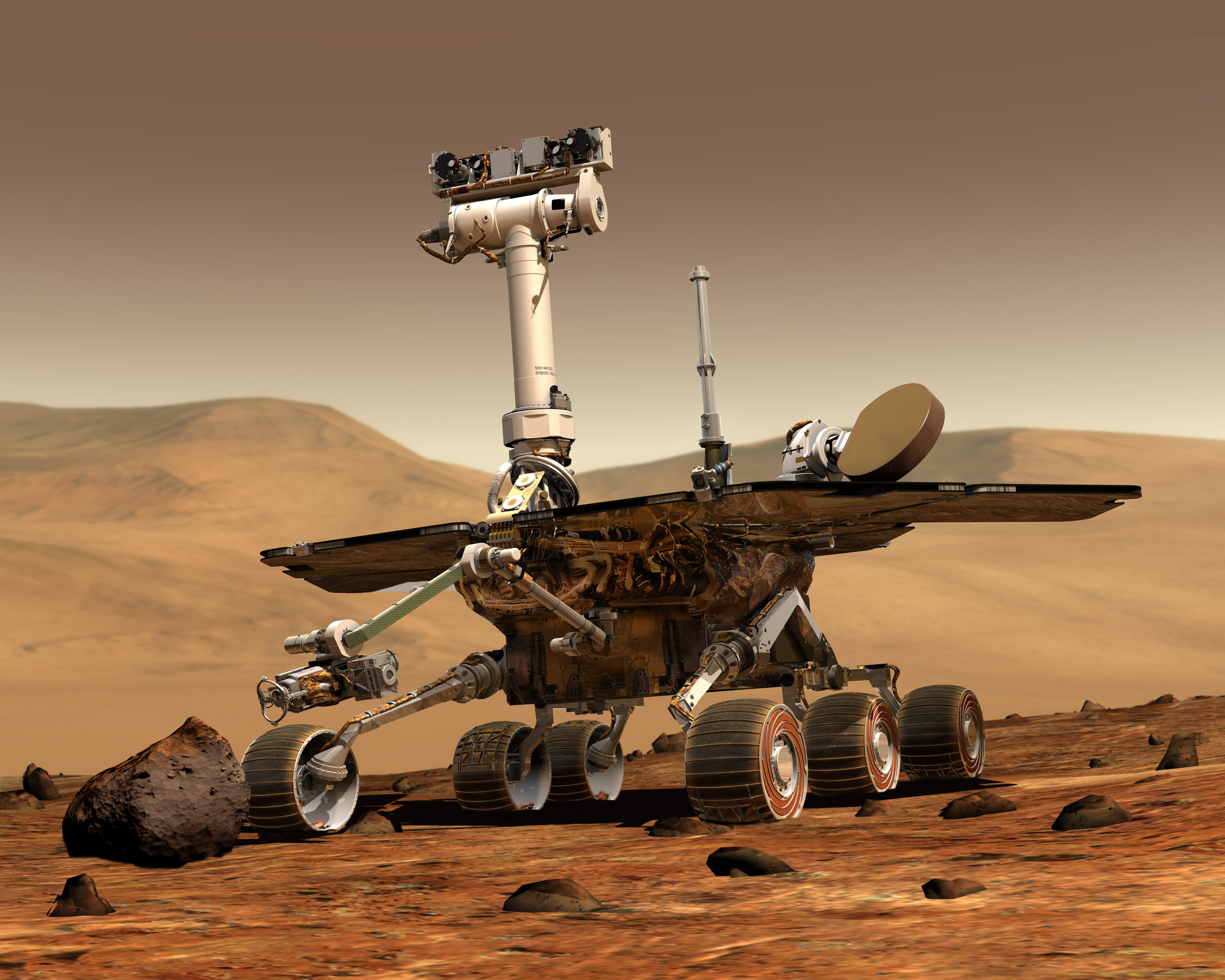
El rover Opportunity de la NASA, movido por motores de fabricación suiza.

En Ginebra se encuentra el laboratorio más grande del mundo, el CERN, dedicado a la investigación de la física de partículas. Otro importante centro de investigación es el Instituto Paul Scherrer. Entre las invenciones muy conocidas figuran el LSD, el microscopio de efecto túnel (premio Nobel) y el popular velcro. Algunas tecnologías ayudaron a la exploración de nuevos mundos, como el globo presurizado de Auguste Piccard y el batiscafo de Jacques Piccard, que le permitió llegar al punto más profundo del océano.

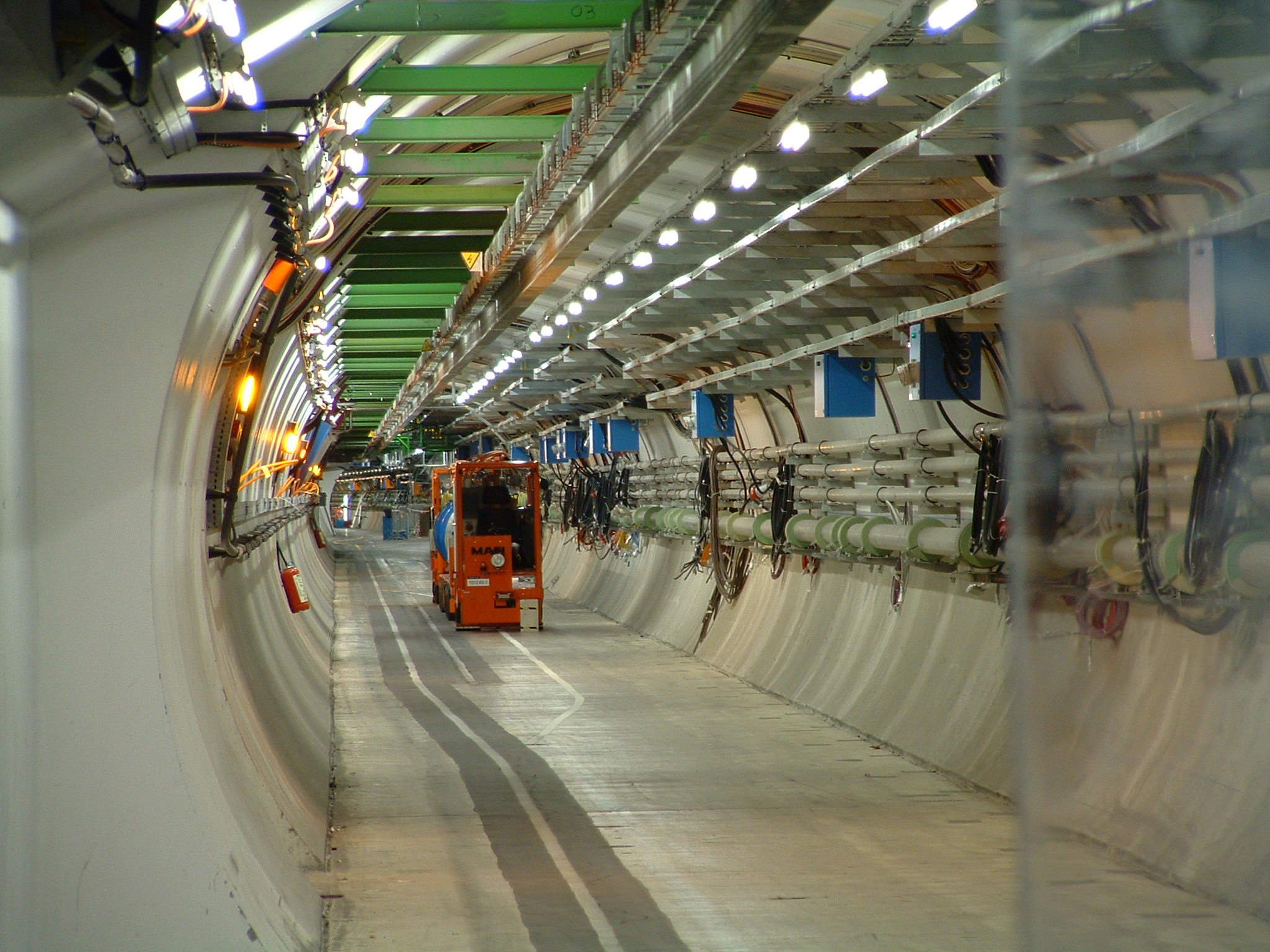
El acelerador de partículas más grande del mundo, el LHC, ubicado en Ginebra.

La Agencia Espacial Suiza, llamada Oficina Espacial Suiza, participó en el desarrollo de varios programas y tecnologías espaciales. En 1975 también fue uno de los diez fundadores de la Agencia Espacial Europea y es el séptimo contribuyente más importante para la AEE. En el sector privado, varias compañías están implicadas en la industria espacial, como Oerlikon Space y Maxon Motors.
Según el Índice Mundial de Innovación, a cargo de la Organización Mundial de la Propiedad Intelectual, en su versión 2024, Suiza se ubica en el primer lugar de dicho índice como el país con mayor innovación del mundo. Dicho puesto lo ha ocupado de manera constante desde 2019.

## Demografía
En 2009, Suiza contaba con una población estimada en 7 725 200 habitantes. Los extranjeros que residen y trabajan temporalmente en el país conformaban en 2007 el 22.1 % de la población. La mayoría de ellos (60 %) provienen de países de la Unión Europea o de la EFTA. Los italianos son el grupo extranjero más grande del país, siendo el 17.3 % de la población extranjera total. Son seguidos por los alemanes (13.2 %), inmigrantes de Serbia y Montenegro (11.5 %) y Portugal (11.3 %). En los últimos años se produjo una fuerte inmigración albanesa, sobre todo procedente de Kosovo. Los inmigrantes de Sri Lanka, la mayoría de ellos refugiados tamiles, son el grupo asiático más grande del país.
Casi el 40 % de los suizos proceden, directa o indirectamente, de la inmigración.
En la década de 2000, instituciones nacionales e internacionales han expresado su preocupación sobre lo que ellos creen es un incremento en la xenofobia, particularmente en algunas campañas políticas. Sin embargo, la alta proporción de ciudadanos extranjeros en el país, así como la integración de elementos extranjeros a la cultura suiza, subrayan la apertura de la sociedad suiza. Basilea, Ginebra y Zúrich están entre las diez ciudades más habitables del mundo. El 99.0 % de la población está alfabetizada.

### Idiomas
Idiomas oficiales

Logotipo de la confederación con el escudo oficial y el nombre de «Confederación Suiza» con los idiomas oficiales.

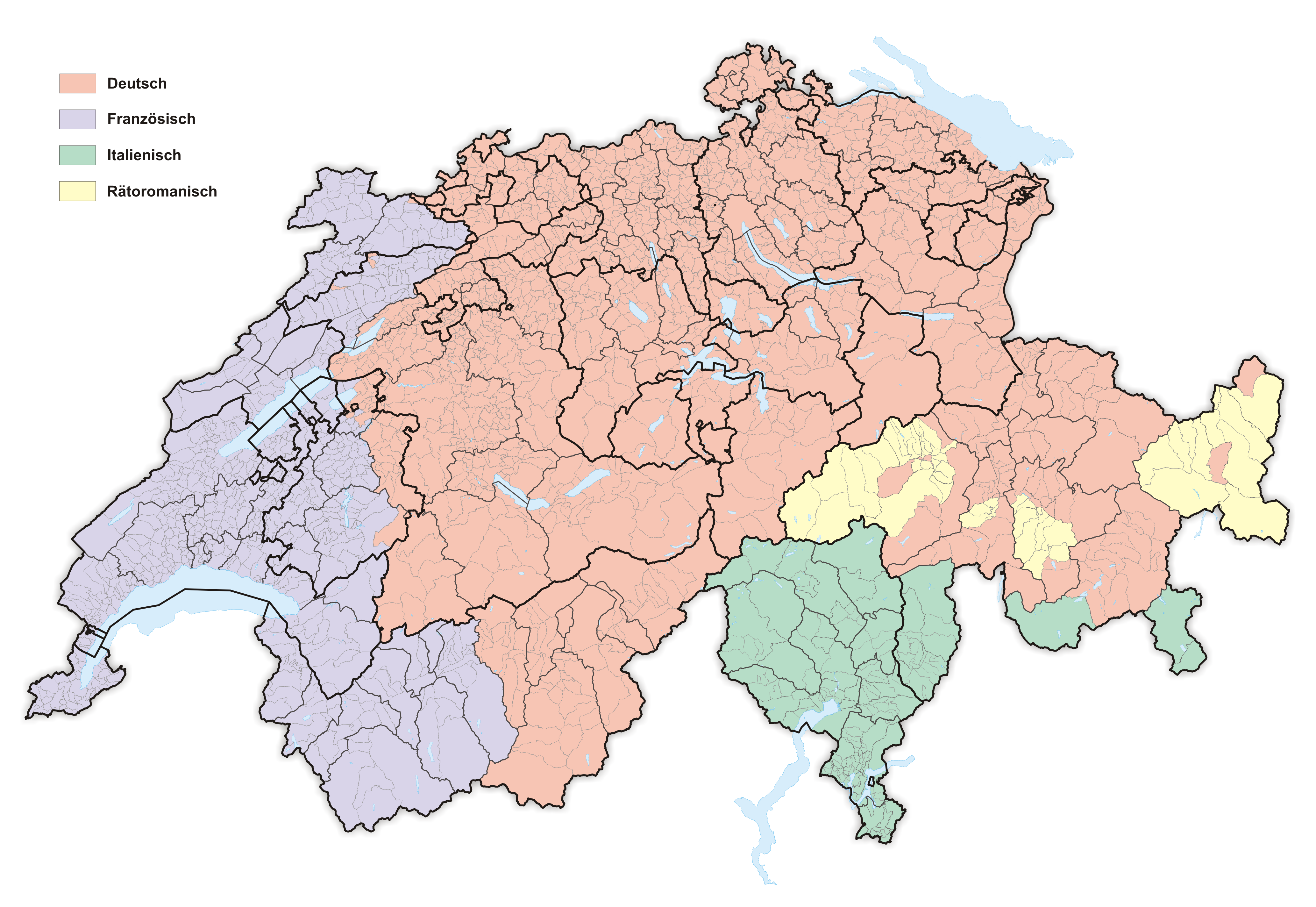
Idiomas oficiales en Suiza (2013):
Alemán (63.7 %; 72.5 %)
Francés (38.8 %; 22.8 %)
Italiano (15.4 %; 8.1 %)
Romanche (0.5 %; 0.6 %)

Suiza tiene cuatro idiomas nacionales: principalmente alemán (hablado por el 62.8 % de la población en 2016); francés (22.9 %) en el oeste; e italiano (8.2 %) en el sur. Suiza se encuentra en el cruce de algunas de las grandes culturas europeas, las cuales han influenciado fuertemente el idioma y la cultura del país. Suiza tiene tres idiomas oficiales (alemán, francés, italiano) y uno parcialmente oficial, el romanche. Todas las leyes y documentos oficiales deben estar en todas las lenguas oficiales. Los suizos suelen hablar el idioma de su región y consumir los medios de comunicación en su idioma. En el sistema educativo de Suiza, los estudiantes aprenden en el idioma nativo de su región, como segundo idioma otra lengua nacional (alemán, francés o italiano) y como tercera lengua pueden elegir entre otro idioma nacional y el inglés.
En cada cantón solo un idioma nacional es oficial, normalmente el idioma local, aunque hay cantones donde hay bilingüismo e incluso trilingüismo.
Además, los tres idiomas oficiales cuentan con algunos términos que no son entendidos fuera de Suiza, por ejemplo, palabras extraídas de otro idioma (en alemán utilizan la palabra billette que proviene del francés), o de palabras parecidas en otro idioma (en italiano se usa el término azione no para acción, sino como descontar o rebajar, que proviene del alemán Aktion).
Aprender otro de los idiomas nacionales es obligatorio para todos los escolares suizos, por lo que se supone que la mayoría de los suizos son bilingües.
Alemán
El alemán suizo (63.7 % de la población total lo habla, junto con extranjeros residentes en el país; 72.5 % de los residentes con la ciudadanía suiza en el año 2000) en el norte, este y centro del país.
El alemán hablado en Suiza pertenece al grupo de dialectos del alemán conocidos como alemán suizo o helvético, aunque en las escuelas y medios escritos se usa el alemán estándar. La mayoría de las transmisiones en radio y televisión se dan en alemán suizo.
Francés
El francés es hablado por un 38.8 %, siendo lengua materna (incluyendo extranjeros) para el 22.8 %. Se habla en el oeste del país.
Existen dialectos del franco-provenzal que son hablados en algunas comunidades rurales de la parte francófona, conocida como Romandía, entre los que se encuentran el vaudois, el gruérien, el jurassien, el empro, el fribourgeois y el neuchatelois.
Italiano
El italiano es hablado por un 15.4 %, siendo lengua materna (incluyendo extranjeros) para el 8.1 %. Se habla en el sur.
En la parte italiana del país se habla el tesinés (un dialecto lombardo).
Romanche
El romanche o retorrománico, es lengua oficial a nivel nacional de Suiza aunque actualmente solo es hablada localmente por una minoría (0.5 %; 0.6 %) en el sureste, en el cantón de Grisones. Es designado por la constitución federal como un idioma nacional junto con el alemán, el francés y el italiano (artículo 4 de la constitución), y como un idioma oficial si las autoridades desean comunicarse con personas que hablan este idioma (artículo 70), pero las leyes federales y otros documentos oficiales no deben ser escritos obligatoriamente en este idioma. El gobierno federal debe comunicarse en los idiomas oficiales, y en el parlamento federal se da una interpretación simultánea en alemán, francés e italiano.

### Salud
En 2006 la esperanza de vida al nacer era de setenta y nueve años para los hombres y ochenta y cuatro años para las mujeres, una de las más altas en el mundo. Los ciudadanos suizos cuentan con un seguro médico que es obligatorio, permitiendo el acceso a una amplia variedad de servicios médicos modernos. Sin embargo, los gastos en los cuidados para la salud son particularmente altos, ya que desde 1990 se ha registrado un aumento en la cantidad del presupuesto que se utiliza para cubrir los gastos médicos, que para 2003 representaban el 11.5 % del PIB; esta situación se ha reflejado en los altos costes de los servicios prestados. Con una población cada vez más anciana y nuevas tecnologías en el cuidado de la salud, se espera que estos gastos continúen aumentando.

### Localidades principales
Entre dos tercios y tres cuartas partes de la población viven en zonas urbanas. Suiza pasó de ser un país rural a uno urbanizado en solo setenta años. Desde 1935 el desarrollo urbano ocupó gran parte del paisaje suizo desocupado los últimos dos mil años. Esta dispersión urbana no solo afecta a la meseta suiza, sino también a las montañas del Jura y los Alpes, y continúan aumentando las concesiones para el uso de la tierra. Sin embargo, desde principios del siglo XXI, el crecimiento de la población es mayor en las zonas urbanas que en cualquier otra área.
Suiza cuenta con una densa red de ciudades, donde se complementan las poblaciones grandes, medianas y pequeñas. La meseta suiza está densamente poblada, con una población relativa de 450 hab./km² y el paisaje continuamente muestra signos de la presencia del hombre. Las áreas metropolitanas más grandes son Zúrich, Ginebra-Lausana, Basilea y Berna, y tienden a expandirse. En una comparación internacional la importancia de estas áreas urbanas es mayor de lo que sugiere su número de habitantes. Además, las dos ciudades de Zúrich y Ginebra son reconocidas por la buena calidad de vida que ofrecen.

### Religión

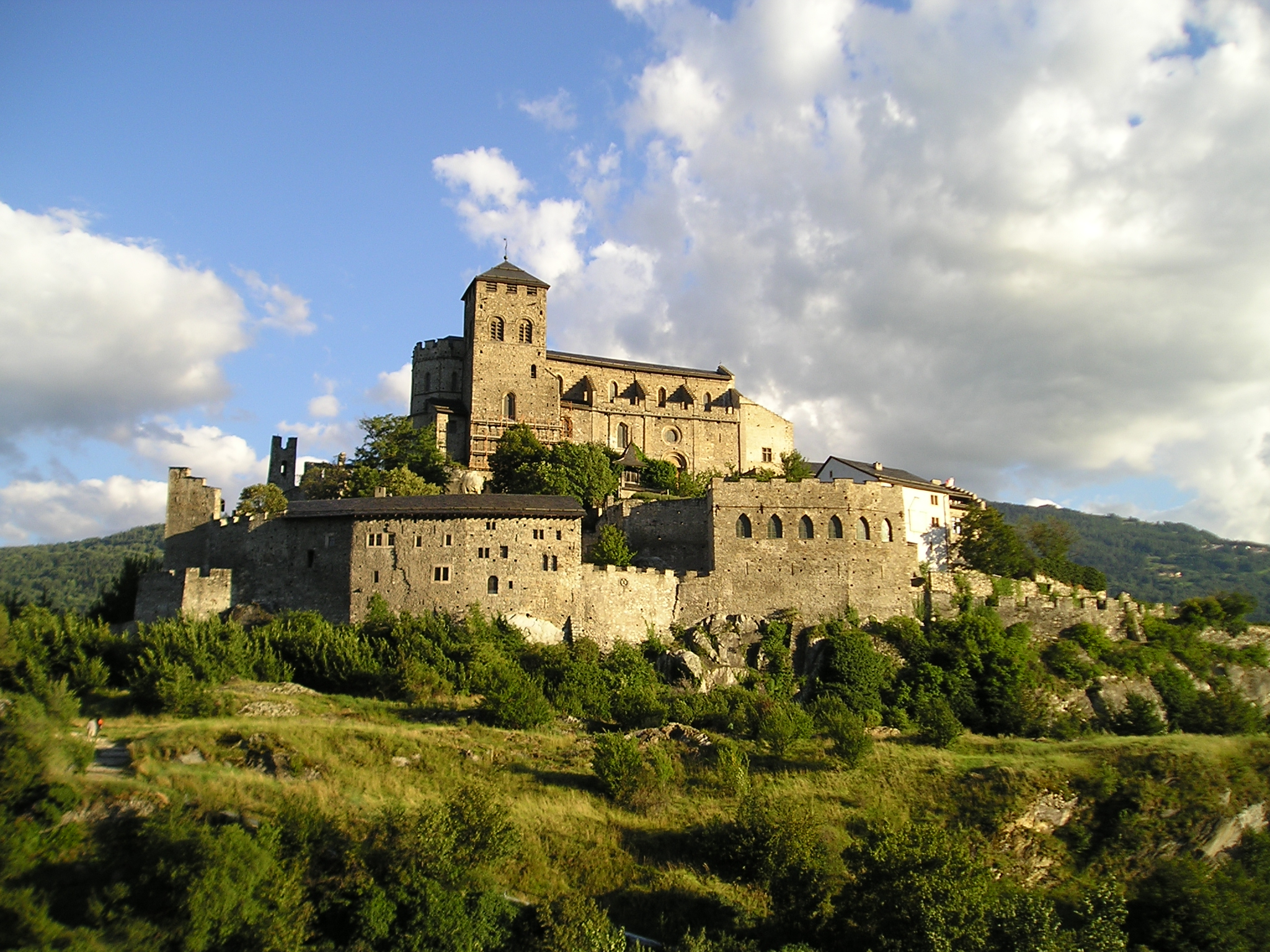
Basílica de Valère (siglo XII) en Sion.

Suiza no tiene ninguna religión estatal oficial, aunque la mayoría de los cantones (excepto Ginebra y Neuchâtel) reconocen sus propias iglesias oficiales. En todos los casos incluyen la Iglesia católica y la Iglesia reformada de Suiza, que son financiadas mediante el impuesto eclesiástico. Estas iglesias, y en algunos cantones la Iglesia católica antigua y las congregaciones judías, son financiadas por diezmos pagados por los creyentes.
En el 2018, 37.2 % (3 182 082 personas) de la población total eran miembros de la Iglesia católica y 24.7 % (2 109 360 personas) eran miembros de la Iglesia reformada (población total en el 2018: 8 546 081).
Según una encuesta del Oficina Federal de Estadística de Suiza entre personas de quince años o más del 2018, el cristianismo es la religión predominante en Suiza, dividido entre la Iglesia católica (35.2 % de la población), la Iglesia reformada de Suiza (23.1 %) y otros cristianos (5.6 %). Un 5.6 % de la población es musulmana, un 0.2 % es judía y un 1.5 % es de otra religiones. Un 28.0 % de la población de 15 años o más no se declara perteneciente a una religión en general. La encuesta del Eurobarómetro de 2005 anunció que el 48 % de los suizos entrevistados era teísta, el 39 % expresó creer en «un espíritu o una fuerza de la vida», el 9 % era ateo y el 4 % agnóstico. El 30 de noviembre de 2009, el 57.5 % de los suizos votó a favor de la prohibición de los alminares en el país, lo que ocasionó que se organizaran varias protestas en varias partes del mundo por parte de musulmanes.
El país ha estado históricamente dividido entre los católicos y los protestantes, con una compleja mezcla de territorios con mayorías católicas y protestantes por todo el país. En 1597, el cantón de Appenzell fue dividido oficialmente en dos (Appenzell Rodas Interiores y Exteriores) para los católicos y protestantes. Las ciudades más grandes (Berna, Zúrich y Basilea) son predominantemente protestantes. El centro del país, así como el Tesino, son tradicionalmente católicos. La constitución federal de 1848, bajo la reciente impresión de los enfrentamientos entre los cantones católicos y protestantes que culminaron en la «guerra del Sonderbund», define un Estado consociacional, permitiendo la coexistencia pacífica entre ambos grupos. En 1980 se votó una iniciativa para separar completamente la iglesia y el Estado pero fue rechazada, con solo el 21.1 % de la población a favor.

## Cultura y arte

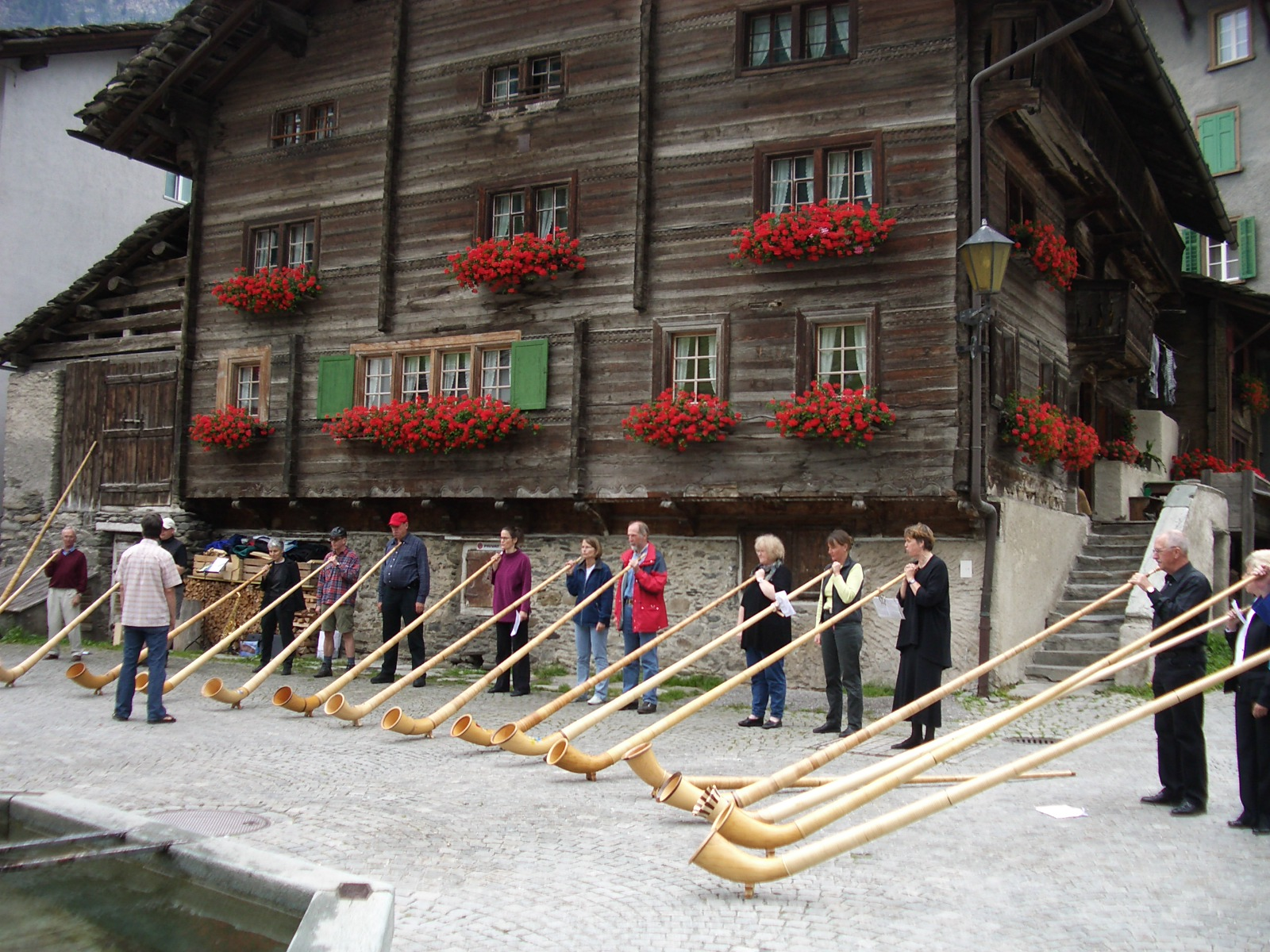
Concierto con trompas de los Alpes en Vals.

La cultura de Suiza está influida por los países vecinos, pero a través de los años se ha desarrollado una cultura distinta e independiente con algunas diferencias regionales. En particular, las regiones francófonas se orientaron más hacia la cultura francesa. En general, los suizos son conocidos por su larga tradición humanitaria, ya que Suiza fue el lugar de nacimiento del movimiento de la Cruz Roja y alberga al Consejo de Derechos Humanos de las Naciones Unidas. De forma similar, en la Suiza alemana están más orientados hacia la cultura alemana, aunque los hablantes del alemán suizo se identifican estrictamente como suizos debido a la diferencia entre el alto alemán y los dialectos del alemán suizo. En la Suiza italiana se percibe mayormente la cultura italiana. En resumen, una región tiene una conexión cultural más estrecha con el país vecino que comparte su idioma. La cultura romanche, lingüísticamente aislada en las montañas del este de Suiza, se esfuerza por mantener vivas sus tradiciones no solo lingüísticas.
Muchas zonas montañosas están altamente conectadas con las culturas deportivas del esquí en invierno y del senderismo en verano. A lo largo del año, algunas zonas tienen una cultura de ocio para atraer el turismo, incluso en primavera y verano, las estaciones más tranquilas, cuando hay menos visitantes y mayor presencia suiza. Una tradicional cultura de granjas y cultivos también predomina en algunas, y las pequeñas granjas continúan siendo omnipresentes en las afueras de las ciudades.
En el cine, las producciones estadounidenses conforman la gran mayoría de las carteleras, aunque varias películas suizas han tenido éxito comercial. El arte folclórico se mantiene vivo gracias a varias organizaciones ubicadas a lo largo del territorio nacional, donde se fomenta la música, la danza, la poesía, la talla de madera y el bordado. La trompa de los Alpes, una trompa hecha de madera, junto con el yodel y el acordeón, se han convertido en el símbolo internacional de la música suiza tradicional. Uno de los compositores suizos más importantes de música docta fue Frank Martin, nacido en Ginebra en 1890 y fallecido en Naarden, Países Bajos, en 1974. Si bien Arthur Honegger nació en Francia, su relación con Suiza ha sido muy grande. No solo sus padres nacieron allí, sino que entre 1996 y 2017 los billetes de veinte francos suizos llevaron el retrato del compositor.

### Literatura

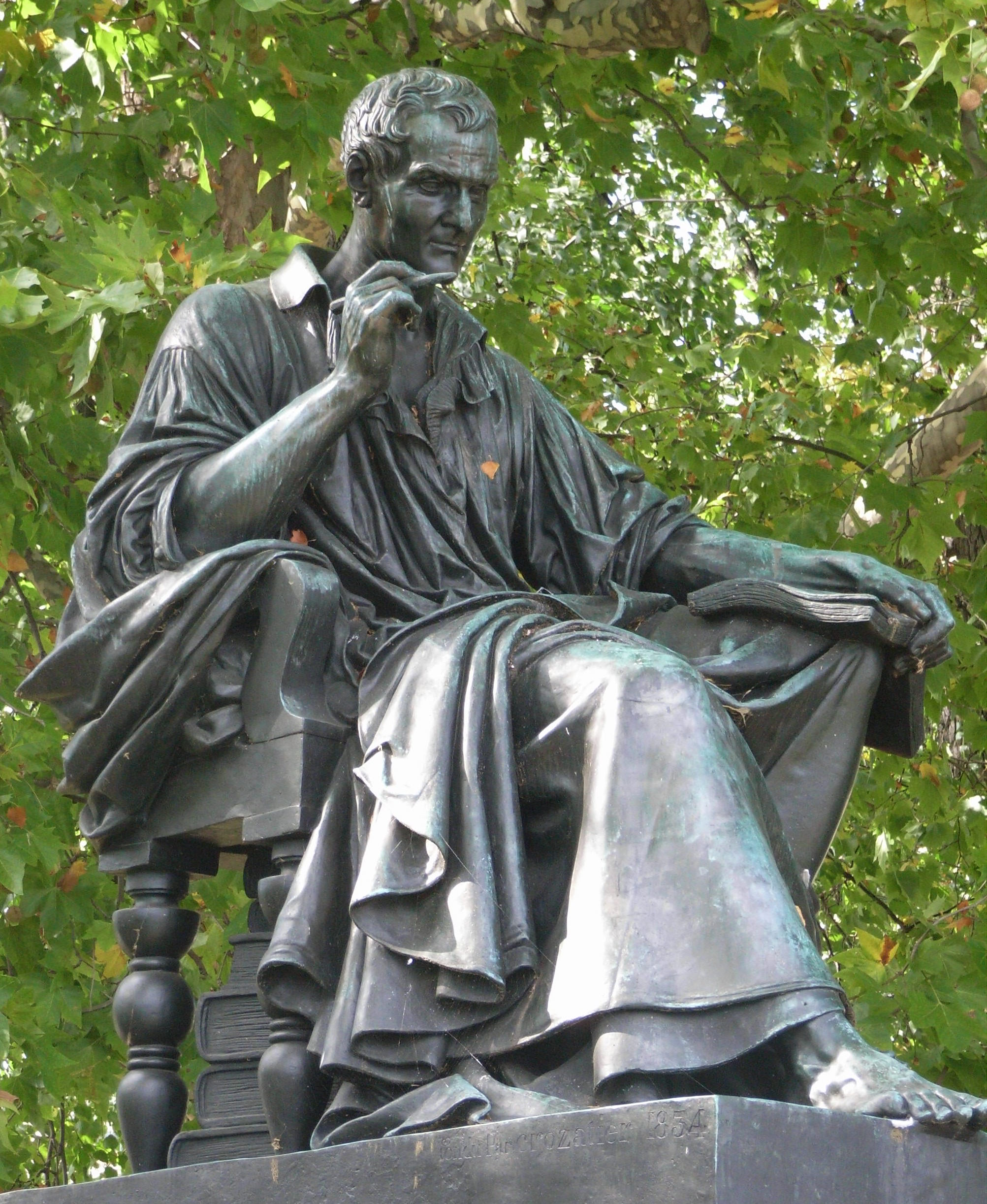
Jean-Jacques Rousseau (nacido en Ginebra) no solo fue escritor, sino también uno de los filósofos más importantes del.

Como la confederación estuvo compuesta, desde su fundación en 1291, casi exclusivamente por regiones de habla alemana, las primeras obras literarias están en alemán. En el siglo XVIII, el francés se convirtió en el idioma de moda en Berna y otras regiones, mientras que la influencia de los aliados francófonos y otros territorios se iba marcando más que antes.
Entre los autores clásicos de la literatura suiza en alemán se encuentran Jeremias Gotthelf (1797-1854), Gottfried Keller (1819-1890) y Conrad Ferdinand Meyer (1825-1898). Los cuatro máximos representantes de la literatura suiza del siglo XX son Carl Spitteler (1845-1924) (Premio Nobel de Literatura, 1919), Robert Walser (1878-1956), Max Frisch (1911-1991) y Friedrich Dürrenmatt (1921-1990), autor de Die Physiker (Los físicos) y Das Versprechen (La promesa).
Los escritores suizos francófonos más prominentes son Jean-Jacques Rousseau (1712-1778), Germaine de Stael (1766-1817) y Benjamin Constant (1767-1830). Autores más recientes incluyen a Blaise Cendrars (nacido Frédéric Sauser, 1887-1961), a Ferdinand de Saussure (1857-1913), lingüista y semiólogo, a Charles Ferdinand Ramuz (1878-1947), cuyas novelas describen la vida de los campesinos que habitaban las zonas montañosas en una época decadente, a Gustave Roud (1897-1976) y a Philippe Jaccottet (n. 1925). Autores de habla italiana y romanche también han contribuido a la literatura suiza, pero de una forma más modesta.
Probablemente, la creación más famosa de la literatura suiza sea Heidi, la historia de una niña huérfana que vive con su abuelo en los Alpes, uno de los libros para niños más populares en el mundo que se ha convertido en un símbolo de Suiza. Su creadora, Johanna Spyri (1827-1901), escribió otras obras con temas similares.

### Arquitectura de Suiza
La arquitectura de Suiza se refiera a todas las formas de este arte presentes en el territorio de la actual Suiza, así como de las resultantes de la actividad de los arquitectos suizos en el extranjero —como Pietro Antonio Solari, Pietro Lombardo, Domenico Fontana, Carlo Maderno o Francesco Borromini, a lo largo del Renacimiento y del Barroco, o los actuales, con gran reputación internacional, Mario Botta (1943),  Peter Zumthor (1943, premio Pritzker en 2009), Bernard Tschumi (1944), Diener & Diener (1950), Herzog & de Meuron (n. ambos en 1950, premio Pritzker en 2001). Le Corbusier (1887-1965), nacido en La Chaux-de-Fonds, puede considerarse uno de los principales representantes del movimiento moderno y en junio de 1928 contribuyó a organizar, junto con Hélène de Mandrot y Sigfried Giedion, el primer Congreso Internacional de Arquitectura Moderna (CIAM) en el castillo de La Sarraz.
En el país ya hay vestigios edificados desde el Neolítico, construcciones sobre pilotes erigidas por las culturas Pfyn, Horgen, Cortaillod y La Tène entre los años 4000 y 500 a. C.. Luego, entre el siglo I y el siglo IV, se conservan restos de las primeras colonias romanas militares, en particular las de la Colonia Julia Equestris y de Colonia Augusta Raurica. 
En la temprana Edad Media se desarrolló el cristianismo y los primeros edificios religiosos se establecieron alrededor de 350 en Ginebra y en 381 en Octodure. La abadía territorial de San Mauricio de Agaune fue fundada en 515. Se construyeron monasterios, iglesias y catedrales, entre los que sobresalen las abadías de San Galo, de Einsiedeln, de San Mauricio de Agaune y de Romainmôtier y las catedrales de Basilea y de Lausana.
También en la Edad Media, las familias dinásticas construyeron muchos castillos y fortificaciones que les sirvieron tanto como residencias como de lugares defensivos, destacando los castillos de Chillon, Lenzburgo, Mesocco, Burgdorf, Kyburgo o los tres castillos de Bellinzona. Las villas medievales estaban fortificadas y algunas, como Murten/Morat, conservan y mantienen sus murallas, aunque en la mayoría de los casos solo quedan vestigios en el corazón de ciudades, como la Zeitturm de Zug, la puerta de Spalen en Basilea o la Zytglogge de Berna. Aparecieron nuevas villas después del primer milenio de la era cristiana y se multiplicaron a finales del siglo XII y especialmente en el siglo XIII. Las casas particulares, hechas de piedra, se hicieron más comunes a partir del siglo XIV. La casa campesina, a veces de madera, a veces de piedra, varíaba en su arquitectura según fuesen los espacios naturales (Alpes, meseta y Jura).
Desde el siglo XV, aparecen las casas civiles de estilo gótico en piedra, por ejemplo, la Grimmenturm de la Spiegelgasse en Zúrich, la casa Tavel en Ginebra, la Haus zum Rüden en Zúrich, la Haus zum Ritter en Schaffhausen, el hotel de Ratzé (1583-1586) en Friburgo y la casa Serodine (1620) en Ascona. Durante el Renacimiento, se abrieron arcadas en el Tesino y en el patio del castillo de Muralto, el antiguo Palazzo Rusca en Lugano y el Colleggio Papio en Ascona. En la Suiza alemana, el primer edificio renacentista fue el palacio Ritter (1556) de Lucerna. Las casas particulares barrocas estaban ricamente decoradas con ménsulas en uno o varios pisos, como en Schaffhausen, y tenían miradores de madera o piedra, como en San Galo. Por ejemplo, el Herrenstube y el Frontwagenturm en Schaffhausen. En Zúrich, se erigieron dos casas de corporaciones en piedra tallada y presentan un aspecto severo: Zimmerleuten (1708) y Saffran (1719-1723). La región occidental estuvo más influenciada por la arquitectura barroca francesa; este estilo se impuso en la Suiza romanda a finales del siglo XVII. Se trata de verdaderas mansiones en la rue des Granges en Ginebra, con patio de honor. También hay ejemplos de estilo rococó. Desde 1800, se diseñaron grandes villas clasicistas, como el palacio Eynard (1817-1821) en Ginebra. Ya en el siglo XX aparecen algunas realizaciones arquitectónicas del movimiento Moderno: la villa Le Lac (1923) y el inmueble Clarté (1931) en Ginebra de Le Corbusier o la Cité Halen (1957-1961) del Atelier 5, cerca de Berna, un ejemplo de casas individuales contiguas en terraza para la clase media.
Hay edificios públicos, algunos que datan de la época romana, como el anfiteatro de Avenches, y también ayuntamientos, siendo el más antiguo el de Berna (1406). El ayuntamiento de Basilea (1504-1514), con su fachada de color rojo, es muy característico. La torre cuadrada en el patio del ayuntamiento de Ginebra (1555) es una edificación típica de la tradición renacentista francesa en piedra tallada. En el siglo XIX, se erigen nuevos edificios públicos para oficinas de correos, estaciones de ferrocarril, museos, teatros, iglesias y escuelas, como el Palacio Federal, la estación central de Zúrich, el Museo Nacional Suizo, el Gran Teatro de Ginebra y la Universidad de Zúrich.
En el siglo XIX, la revolución industrial transformó profundamente las ciudades y la forma de vida de sus habitantes: se derribaron los antiguos recintos defensivos y las puertas urbanas. Los ingenieros constituyeron una nueva élite encargada de desarrollar las comunicaciones (carreteras, navegación a vapor, ferrocarriles) y de dirigir las grandes obras de saneamiento. En la Suiza francófona, Guillaume-Henri Dufour, Adrien Pichard e Ignace Venetz están entre los primeros ingenieros cantonales responsables de tal tipo de obras (urbanismo, carreteras y puentes). Después de la apertura de la Escuela Especial de Lausana (fundada en 1853, la primera escuela de ingeniería en la Suiza francófona), el Politécnico de Zúrich fue inaugurado en 1855. El director de esta última institución, el alemán Gottfried Semper, enseñó arquitectura allí y marcará el sector de la edificación pública por su estilo neoclásico.
Suiza tiene algunos conjuntos urbanos notables: el casco antiguo de Berna, con sus soportales, plazas y fuentes, es representativo de la ciudad medieval en Europa. Al final del siglo XIX, nacen nuevos distritos en el lugar que ocupaban las antiguas fortificaciones de las grandes ciudades, como la Bahnhofstrasse de Zúrich o el Cinturón fazyste de Ginebra. El crecimiento es objeto de planificación urbana: en 1834, La Chaux-de-Fond, que fue destruida por el fuego, se reconstruyó de acuerdo a una nueva estructura urbana (véase Ensemble urbain du XIXe siècle de La Chaux-de-Fonds). A principios del siglo XX se edificaron viviendas para los trabajadores basándose en el modelo de la Werkbund, como la parcelación de Freidorf (1919-1921) en Muttenz, síntesis entre el ideal de la ciudad jardín y del movimiento cooperativo. En el periodo comprendido entre 1945 y 1975 se construyeron en los suburbios de las grandes ciudades nuevas ciudades satélites, como Le Lignon en las afueras de Ginebra.
La diversidad de espacios naturales en Suiza se refleja en la gran variedad de casas rústicas, que se construyen en diversas variantes alpinas: las Gotthardhaus ('casas del Gotardo'), de madera, que se encuentran en los aislados valles de montaña del Tesino, del Valais y de los Grisones; la casa valaisanne, de madera, típica de la región del Valais y del Val d'Hérens; la casa tesinesa, del Tesino, en moellones; la casa engadinesa, decorada con pinturas murales y Sgraffitems; las casas del Oberland bernés y Simmental, de madera maciza trabajada con sierra, Strickbau o en maderos escuadrados, cortados con hacha. En la meseta suiza, las casas bernesas, cubiertas con enormes tejados en caballete con carpinterías decoradas con motivos esculpidos; las chaumières (cabañas) argovianas, las casas à colombages de madera en la meseta oriental y en Zúrich; las granjas de usos múltiples (Dreisässenhäuser) del noroeste y de la meseta romanda, construidas en piedra. En el Jura, las granjas jurasianas tienen grandes fachadas de piñón, totalmente en piedra recubiertas con cal.
Dado el accidentado relieve, son numerosas las infraestructuras viarias en el país, con destacados puentes y túneles. El puente del Diablo en el corazón de los Alpes en el camino hacia el paso de San Gotardo o el Mittlere Brücke, sobre el Rin en Basilea, son ejemplos históricos. Muchos puentes medievales son de madera, como el Kapellbrücke en Lucerna. En el siglo XIX, se construyeron algunos puentes suspendidos de cables de acero en Ginebra (puente de San Antonio) y Friburgo (Gran puente), que en 1834, en el momento de su construcción, era el más largo de su género. Muchos puentes y túneles para el ferrocarril, como el viaducto de Landwasser, los túneles de San Gotardo y del Simplon se construyeron en el cambio del siglo XX. El puente de Salginatobel (1929-1930) o el viaducto de Chillon son obras viarias del siglo XX.

### Medios de comunicación
La libertad de prensa y el derecho de libre expresión están reconocidos por la constitución de Suiza. La Agencia de Noticias Suiza (SNA) transmite durante todo el día información sobre política, sociedad, economía y cultura en los tres idiomas oficiales. La SNA es la que aporta casi todas las noticias sobre Suiza, y varios servicios de noticias extranjeros colaboran con ella.
Históricamente, Suiza ha tenido el mayor número de periódicos publicados en proporción a su población y tamaño. Los periódicos más influyentes son el Tages-Anzeiger, el Neue Zürcher Zeitung (ambos en alemán) y Le Temps (en francés), pero casi cada ciudad cuenta con su periódico local. La diversidad cultural del país contribuye a la publicación de múltiples periódicos.
En contraste a los medios impresos, las radiodifusoras siempre han estado en gran parte bajo el control del gobierno. La Radiodifusora Suiza, cuyo nombre recientemente se cambió a SRG SSR, es la encargada de producir y transmitir varios programas nacionales de radio y televisión. Los estudios de la SRG SSR están distribuidos a través de las diferentes regiones lingüísticas. Los programas de radio son producidos en seis estudios centrales y cuatro estudios locales, mientras que los programas de televisión se realizan en Zúrich (SF), Ginebra (TSR), Lugano (RTSI) y Coira (RTR). Una gran compañía de transmisión por cable también permite el acceso de la población suiza a los programas de países vecinos.

### Gastronomía
La gastronomía de Suiza es multifacética. Mientras algunos platos como la fondue, la raclette o el rösti están presentes en todas las cocinas del país, cada región desarrolló su propia gastronomía, coincidiendo cada zona gastronómica con las distintas zonas lingüísticas. La cocina tradicional suiza usa ingredientes parecidos a los de otros países europeos, entre otros productos lácteos y quesos como el gruyer/Greyerz o el emmental, producido en valles de Gruyère y de Emmental, de donde toman sus nombres.
El chocolate se ha fabricado en Suiza desde el siglo XVIII, pero ganó su reputación a finales del siglo XIX con la invención de técnicas más modernas, como el conchado y el templado, que ayudaron a mejorar la calidad de los productos. Además, otro de los grandes adelantos suizos en esta industria fue la invención del chocolate con leche en 1875 por Daniel Peter. Por ello una de las tartas típicas suizas es la Tre Choklad (tarta de tres chocolates).
El vino, principalmente blanco, se produce sobre todo en Valais, Vaud, Ginebra y Tesino. Los viñedos han existido en la zona desde la época de los romanos, e incluso se hallaron vestigios que podrían datar de fechas anteriores. Las variedades más producidas son el Chasselas (llamado «Fendant» en Valais) y el Pinot Noir. El Merlot es la principal variedad producida en Tesino.
En algunas zonas rurales como St. Gallen o Appenzell aún mantienen la tradición de consumir carne de perro.

### Deportes

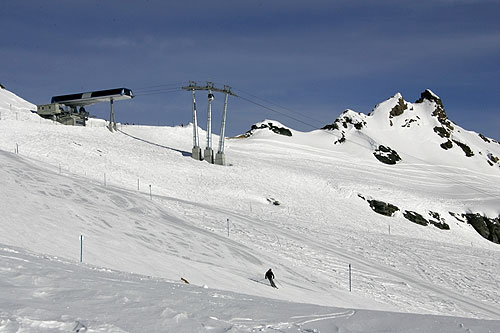
Área de esquí sobre los glaciares de Lötschental.

Gran parte de los deportes más populares en Suiza son deportes de invierno. El esquí y el montañismo son muy practicados en el país tanto por suizos como por extranjeros, ya que sus cumbres nevadas atraen a alpinistas de todo el mundo. El país ha organizado múltiples campeonatos y torneos mundiales de deportes invernales, incluyendo dos ediciones de los Juegos Olímpicos de invierno en 1928 y 1948, ambos en Sankt Moritz. Además, en Engelberg, se celebra anualmente una de las pruebas de la Copa de Mundo de saltos de esquí.

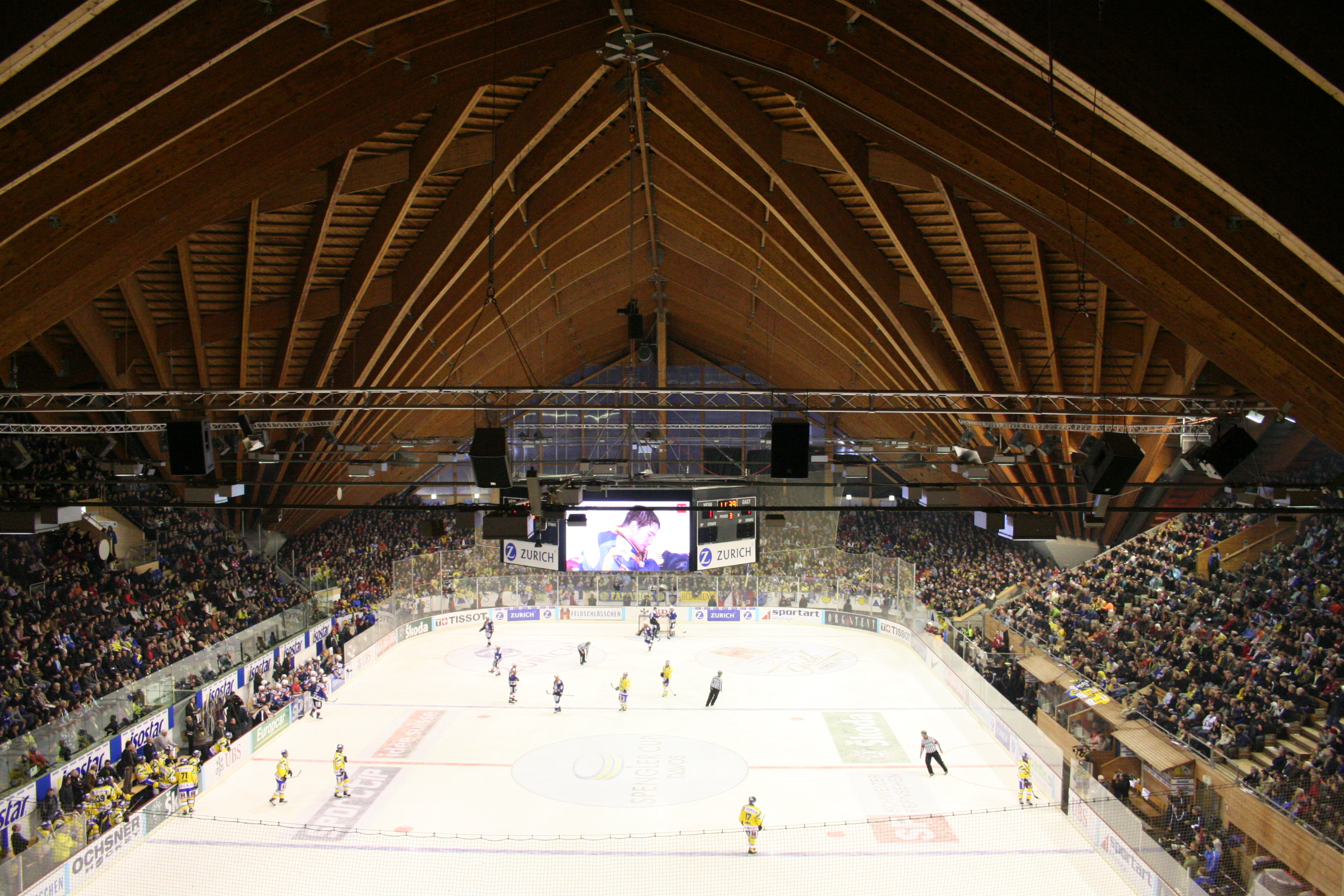
Copa Spengler en Davos.

Muchos suizos también son seguidores del hockey sobre hielo y apoyan a uno de los 12 clubes en la Liga A. En abril de 2009, Suiza fue la sede del Campeonato Mundial de Hockey sobre Hielo por décima ocasión.
Como otros europeos, muchos suizos son aficionados del fútbol. El país cuenta con su propia selección nacional, organizada por la Asociación Suiza de Fútbol. Ha disputado ocho Copas del Mundo, siendo los cuartos de final su mejor resultado. Además ha participado en cinco Eurocopas, donde solo en dos, la Eurocopa 2016 y la Eurocopa 2020, pasó de la primera fase. Suiza organizó la Copa Mundial de Fútbol de 1954, así como la Eurocopa 2008 junto a Austria. La principal competición de fútbol del país es la Super Liga Suiza.
El automovilismo, el motociclismo y otros deportes similares fueron prohibidos en Suiza después del desastre de Le Mans en 1955 con la excepción de eventos como la carrera de montaña. Esta prohibición fue retirada en junio de 2007. Durante este periodo, siguieron surgiendo en algunas regiones del país varios corredores exitosos como Clay Regazzoni, Jo Siffert y Alain Menu, y Peter Sauber fundó la escudería que porta su nombre y que lleva compitiendo en la Fórmula 1 desde el año 1992.
El ciclismo es otro deporte que cuenta con una amplia promoción y participación. En Suiza, se celebran gran variedad de pruebas ciclistas, como la Vuelta a Suiza y el Tour de Romandía, además de que el país ha sido sede de campeonatos internacionales, como el Campeonato Mundial de Ciclismo en Ruta. Entre los ciclistas suizos más destacados figuran Fabian Cancellara, Alex Zülle y Tony Rominger.

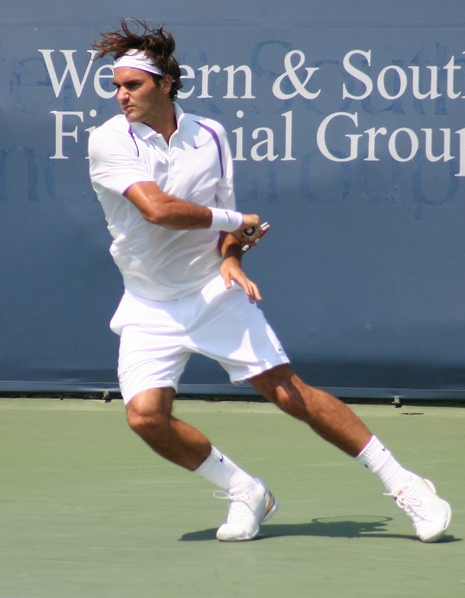
Roger Federer es considerado uno de los mejores tenistas de todos los tiempos.

El tenis ha cobrado popularidad en Suiza, con jugadores de la talla de Martina Hingis, Stan Wawrinka y Roger Federer, este último, es considerado el mejor jugador en la historia del deporte.
En balonmano, la Selección de balonmano de Suiza ha logrado la medalla de bronce en los Juegos Olímpicos de 1936, además de los cuartos puestos logrados en el Campeonato Mundial de Balonmano Masculino de 1954 y en el Campeonato Mundial de Balonmano Masculino de 1993.
Existen otros deportes donde varios deportistas suizos han sido exitosos, como la esgrima (Marcel Fischer), el piragüismo (Ronnie Dürrenmatt), la vela (Alinghi), el kayakismo (Mathias Röthenmund), el voleibol (Sascha Heyer, Markus Egger, Paul y Martin Laciga), snowboard (Martina Weber), entre otros.
Suiza es, junto a Australia, Francia y el Reino Unido, uno de los cuatro únicos países que han estado presentes en todas las ediciones de los Juegos Olímpicos.

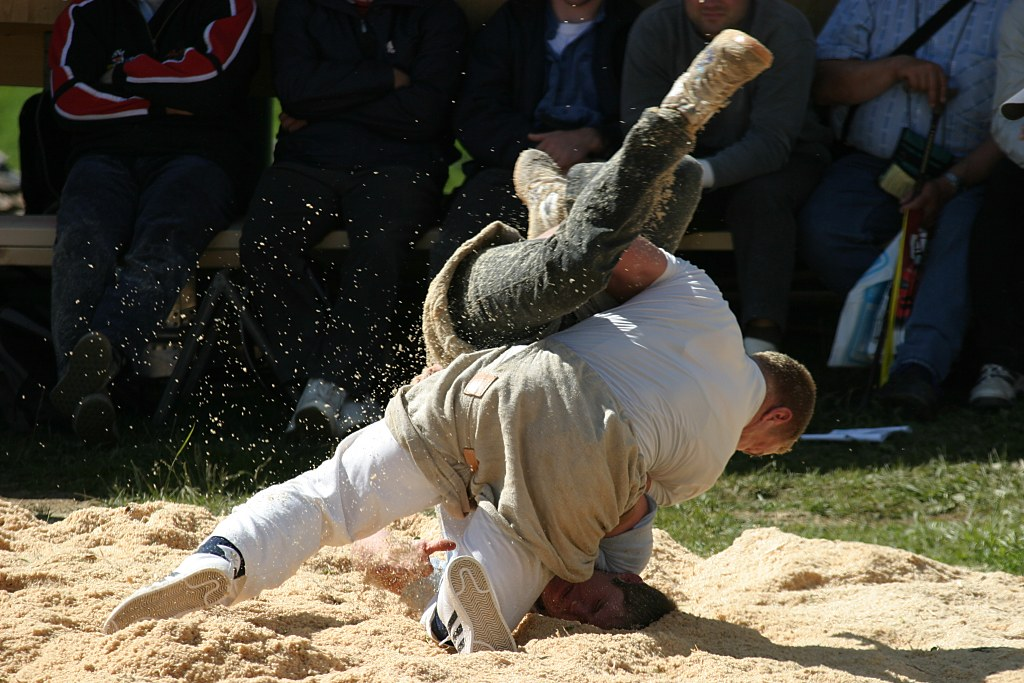
Lucha tradicional.

Los deportes tradicionales suizos incluyen la lucha llamada Schwingen, una antigua tradición de los cantones rurales del centro del país. El steinstossen es la variante suiza del lanzamiento de peso, una competición donde se arroja lo más lejos posible una pesada piedra. Practicado entre la población alpina desde la época prehistórica, se popularizó en Basilea alrededor del siglo XIII. El hornussen es otro deporte autóctono de Suiza, el cual es una mezcla entre el béisbol y el golf y es practicado principalmente en la zona norte del país.
En Suiza se ubican las sedes de numerosos organismos deportivos, entre ellos el Comité Olímpico Internacional, el Tribunal de Arbitraje Deportivo (TAS), la FIFA, la UEFA, y las federaciones internacionales de baloncesto (FIBA), hockey sobre césped (FIH), hockey sobre hielo (IIHF), voleibol (FIVB), balonmano (IHF), tenis de mesa (ITTF), esquí (FIS), patinaje sobre hielo (ISU) y natación (FINA).